# ダラス
ダラス（英語: Dallas [ˈdæləs]）は、アメリカ合衆国のテキサス州北部にある都市。テキサス州第3の都市であり、フォートワースやアーリントンなどを含めたダラス・フォートワース都市圏内で最大の都市で、都市圏人口は全米第4の約750万人である。州内ではヒューストン都市圏とほぼ同規模である。エルム川とウェスト川の両河川の合流地帯に位置し、古くから交通の拠点として発展し、今日でも金融及び経済の中枢として機能している。

## 概要
ダラス郡最大の都市であり郡庁所在地でもある。コリン郡、デントン郡、カウフマン郡、ロックウォール郡にもまたがる。2020年の国勢調査によると人口は1,304,379人で、全米で9位、テキサス州でヒューストン、サンアントニオに続く第3の都市である。テキサス州北部に位置し、アメリカ合衆国南部最大の海に続かない内陸部都市圏である。
当初、ダラスおよび近隣のフォートワースは綿花、ウシ、のちに石油の輸送のためにテキサス州北部と東部を結ぶ主要な鉄道線路の建設で栄えた。州間高速道路の建設が行なわれ、4つの主要な州間高速道路が市内で交差し、その周囲に5つめの州間高速道路が環状に通るなど交通の中心地として名を上げた。その後、主要な鉄道線路の集中、州間高速道路、世界最大で最多旅客数となるダラス・フォートワース国際空港の建設などにより、強力な産業や金融の中心地および主要な河川港として発展した。また都市圏を通じて色によって異なる路線が走るDART(ダート)と呼ばれるダラス高速運輸公社がある。
防衛、金融サービス、IT、通信など多様な経済活動が優勢である。ダラス・フォートワース都市圏においてフォーチュン500に23社が選ばれ、テキサスで2番目に、全米で4番目に多く、うち11社がダラス市内にある。大学およびカレッジが都市圏内に41校あり、テキサス州の都市圏で最多である。

## 歴史
ネイティブ・アメリカンのカドがこの地域に居住していた記録がある。18世紀、スペインの入植者がヌエバ・エスパーニャの副王領の一部としてテキサス州の領土所有を主張した。その後フランスもフランス植民地帝国として所有を主張したが、定住には至らなかった。以来ダラスの歴史において、フランス、スペイン、メキシコ、テキサス共和国、アメリカ連合国、アメリカ合衆国と6つの国旗がはためいている。
1819年、アメリカとスペインの間でアダムズ＝オニス条約が交わされ、ヌエバ・エスパーニャの北端がレッド川と定義され、のちのダラスはこの時正式にスペイン領となった。1821年にメキシコ独立革命が起きるまでスペインに統治され、メキシコ合衆国のコアウイラ・イ・テハス州の一部とみなされた。1836年、ほとんどがアングロアメリカ人入植者からなるテクシャンはテキサス革命によりメキシコから独立し、テキサス共和国を創立した。
テキサスが独立してから3年後、テネシー州の弁護士であるジョン・ニーリー・ブライアンが入植し、のちのダラスの周辺地域を調査した。1839年、ブライアンは1匹の犬とネッドと呼ばれるチェロキーを伴い、トリニティ川の3つの分岐点の近くの絶壁に杭で印をつけて出発した。2年後の1841年に戻り、恒久的な入植地を設立して「ダラス」と名付け、一帯で栽培される綿花の集散地として発展させた。「ダラス」という名の起源は定かではないが、歴史研究家によるとペンシルバニア州フィラデルフィア出身の第11代アメリカ合衆国副大統領ジョージ・ダラスに因んで命名されたとされる。しかし他にも、その兄の海軍士官アレクサンダー・ダラス、ウォルター・R・ダラス、ジェイムス・R・ダラスなどを起源とする説もある。テキサス州ヒューストンは祖先がスコットランドのレンフルーシャーのヒューストン村出身であるサミュエル・ヒューストンに因んで名付けられたことから、同じくスコットランドのマレーのダラス村から名付けられたという説もある。
1845年、テキサス共和国はアメリカに併合され、翌1846年、ダラス郡が設立された。1856年2月2日、正式にダラス市となった。1800年代半ば、フランスの社会主義者たちがトリニティ川沿いに短期間ではあるがLa Réunionを設立し、のちにウエスト・ダラスと呼ばれるようになった。

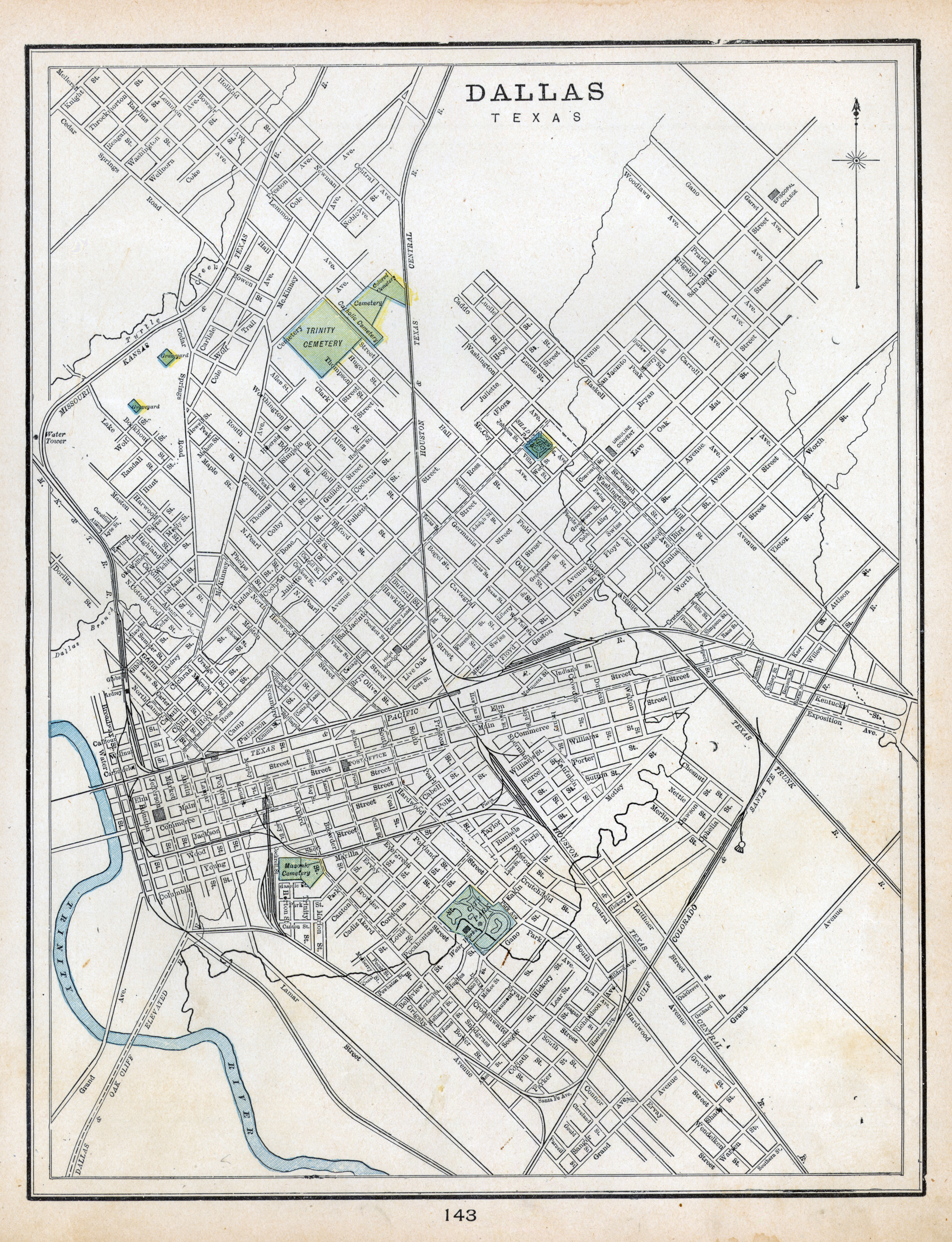
1890年、ジョージ・C・クラムによるダラスの地図

その後1872年には南北を結ぶMKT（ミズーリ・カンザス・テキサス）鉄道、翌年にはカリフォルニアパシフィック鉄道が開通したことにより、内陸の交通要衝として発展した。鉄道の建設に伴ってダラスはビジネスや取引の中心地となり、19世紀終盤には好景気となった。産業都市となり、州内のみならずアメリカ合衆国南部や中西部から職を求める人々が集まった。1909年、15階建てのプレトリアン・ビルが建てられ、当時ミシシッピ川西部最初の超高層建築物、そして州最高層のビルとなった。これによりダラスは突出した都市となった。サラブレッドの競馬場が建てられ、馬の所有者たちはダラス・ジョッキー・クラブを設立した。類似するドライバーズ・クラブが本拠地とするフォート・ワースにてレースが開催された。急速な人口増加により、求人や家の売買の競争率が上がった。
20世紀になってテキサス東部で油田が発見され、市況は大いに潤った。

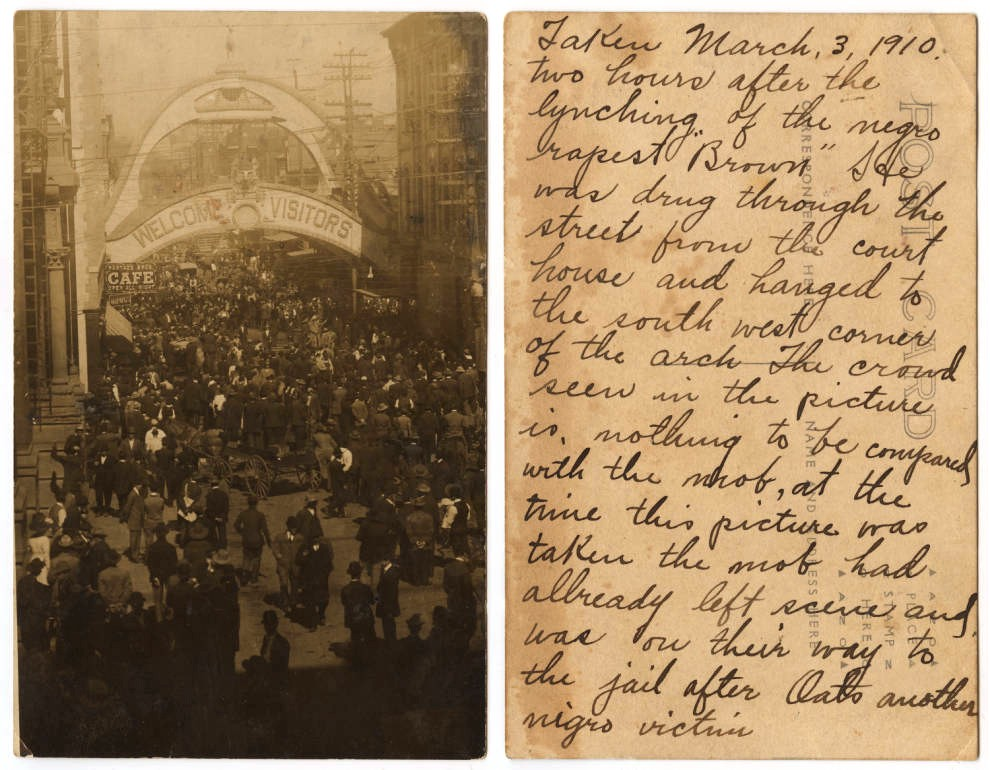
1910年にダウンタウンで起きたアレン・ブルックスへのリンチを伝える絵葉書

1910年、黒人男性のアレン・ブルックスが少女をレイプしたと非難され、何百人もの白人暴徒にリンチされた。ダウンタウンのメイン通りとエイカード通りの交差点にて、暴徒はブルックスを拷問して殺害し、「"Welcome Visitors"」(ようこそ)と書かれ装飾されたアーチ道に首に縄をかけて吊るした。何千もの市民が拷問を見物し、記念になりそうなものを集めたり撮影のためにポーズをとっていた。
1921年、メキシコ大統領のアルバロ・オブレゴンが元将官と共にダウンタウンのエイカード通りとカルス通りの交差点にある小さなメキシコ公園「リトル・メキシコ」(現フェアモント・ホテル)を訪れた。リトル・メキシコ周辺の小規模コミュニティにはアメリカン・ドリームやより良い生活を求め、あるいは革命に押し出されてダラスにたどり着いたラテンアメリカ人が居住していた。
第二次世界大戦中、アメリカや連合国のために軍用車や戦闘機を製造する一大拠点となった。航空機産業誘致に成功し、とりわけ軍用機産業が発展して中南部最大の都市として目覚ましい発展を遂げた。イースト・ダラスのフォードの工場でジープ94,000台、軍用トラック6,000台以上が製造された。ノースアメリカンはダラスの自社工場にて練習機T-6、戦闘機P-51、爆撃機B-24など18,000機の戦闘機を製造した。

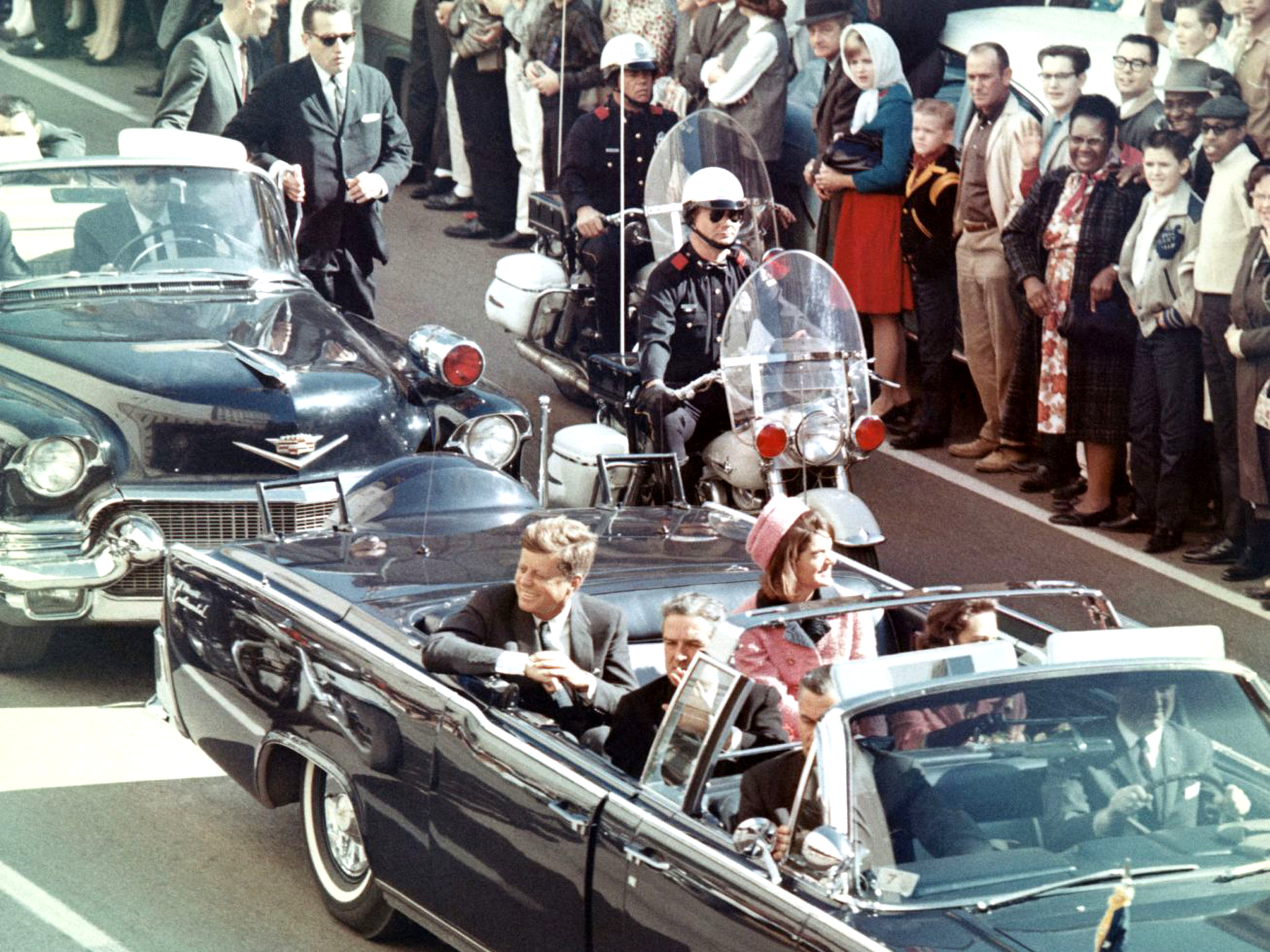
暗殺事件数分前、オープンカーに乗るジョン・F・ケネディ大統領。隣には妻のジャクリーンがいる。

1963年11月22日にジョン・F・ケネディ大統領が大統領専用車にて市内のダウンタウンでパレード中、ディーリー・プラザ前のエルム通りを通過する際に暗殺事件が発生した。大統領は狙撃から30分後、パークランド記念病院で死亡が確認された。ウォーレン委員会が暗殺者リー・ハーヴェイ・オズワルドがケネディを撃ったと報告したビルの上2階は、大統領の人生や偉業について展示する歴史博物館となっている。
1970年に国際的な原油価格の高騰の恩恵を受け、市経済は活況を取り戻した。更に1975年には近郊都市のフォートワースとの間にダラス・フォートワース国際空港を建設、アメリカン航空のハブ空港として大いに機能し、拠点性を更に高めた。1980年代はアメリカ全体の不況の煽りを受けて大幅に治安も悪化するものの、1990年代からテキサス・インスツルメンツなどのエレクトロニクス産業・エクソンモービルなどの石油産業を軸に復興した。
2016年7月7日、ダウンタウンにてBLMのデモで複数の銃撃が発生した。夜8時58分、犯人は警察官に向けて発砲し、警察官5人を殺害し、9人が負傷し、見物人2人も負傷した。ケネディが狙撃されたディーリー・プラザから数ブロックしか離れていないホテル、レストラン、企業、アパートで銃撃が行なわれた。犯人はダラス・カレッジのエル・セントロ校に立てこもり、数時間におよぶ交渉もうまくいかず、ロボット爆弾にて殺害された。

## 地理

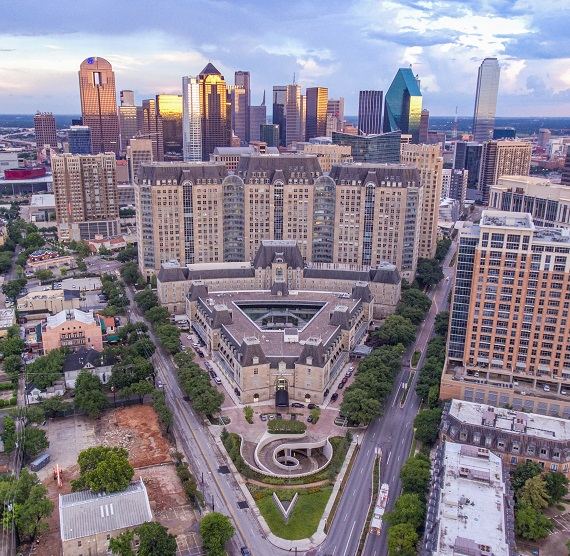
アップタウンおよびダウンタウン

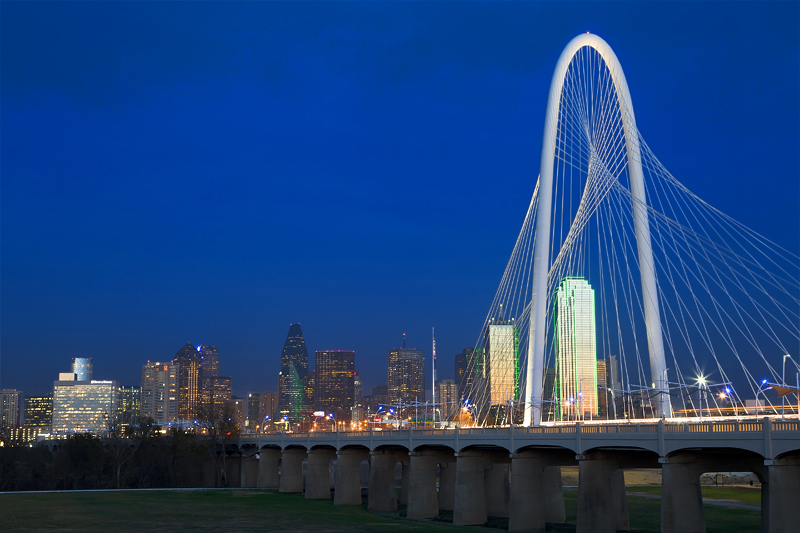
トリニティ川に架かるダラスの慈善家に因んで名付けられたマーガレット・ハント・ヒル橋

アメリカ合衆国南部、テキサス州北部に位置している。ダラス郡の郡庁所在地であり、コリン郡、デントン郡、カウフマン郡、ロックウォール郡にも広がる。多くの市町村に囲まれながら、コックレル・ヒル、ハイランド・パーク、ユニバーシティ・パークと3つの飛地がある。アメリカ合衆国統計局によると、この都市は総面積999.3km2(385.8mi2)である。このうち881.9km2(340.5mi2)が陸地で117.4km2(45.3mi2)が水地域である。総面積の11.03%が水地域となっている。これらの統計はダラス市地域だけである。ダラスは、テキサス州在住者の4分の1が住むダラス・フォートワース複合都市圏の5分の1を占めている。

### 建築
建築分野においても、常に時代の最先端を走る傾向があり、ダウンタウンを彩る高層ビルのデザインも洗練されている。ダラスのスカイラインは490フィート (150 m)以上の高さの超高層建築物に分類されるビル20件で構成される。最も高いビルでも980フィート (300 m)に届かず、ダラスの最も特徴的なビルはネオンに照らされるバンク・オブ・アメリカ・プラザであるが、世界の最も高いビル200件にも入らない。ダラスのいくつかの建築は19世紀終盤から20世紀初頭のものであるが、最も著名な建築物の多くはモダニズム建築やポストモダン建築の時代のものである。モダニズム建築の主なものはリユニオン・タワー、JFKメモリアル、イオ・ミン・ペイ設計のダラス市役所、モートン・H・メイヤーソン・シンフォニー・センターなどである。ポストモダン建築の超高層建築物の主なものはファウンテン・プレイス、バンク・オブ・アメリカ・プラザ、ルネッサンス・タワー、チェイス・タワー、コメリカ・バンク・タワーなどである。ダウンタウンには住居もあり、うちいくつかはスカイラインを形成する特徴的なビルである。
いくつかのより小規模な建物はカービー・ビルディングなどのゴシック・リヴァイヴァル建築様式、デイヴィス・ビルやウィルソン・ビルなどの新古典主義建築様式のものである。スイス通り沿いに伸びる歴史的邸宅群にはヴィクトリアン様式から新古典主義建築まで様々な様式がみられる。ダウンタウン歴史地区では1880年代から1940年代までの商業建築の多様性を保護されている。

### 地域
ダラス市内には多くの地区、地域、コミュニティがある。広い地域を形成する多くの分譲地や地域を含む、より広い領土の区分などのいくつかの地理上の地区に分けられる。

#### セントラル・ダラス
ダラス中部はダウンタウンを主体とし、オーク・ロウンやアップタウンを有する市の中心部であり小売店、レストラン、ナイトライフを特色とする地域である。ダウンタウンにはウェスト・エンド歴史地区、アート地区、メイン・ストリート地区、ファーマーズ・マーケット地区、シティ・センター・ビジネス地区、コンベンション・センター地区、リユニオン地区など様々な名の地区がある。アップタウン、ヴィクトリー・パーク、ハーウッド、オーク・ロウン、デザイン地区、トリニティ・グローヴ地区、タートル・クリーク、シティプレイス、ノックス/ヘンダーソン、グリーンヴィル、ウェスト・ヴィレッジなどが人気の場所となっている。

#### イースト・ダラス
ダラス東部にはダウンタウンに近い現代アート地区であるディープ・エルムがあり、レイクウッド・ハイツ、ウィルシャイア・ハイツ、ロウワー・グリーンヴィル、ジュニアス・ハイツ、ハリウッド・ハイツ/サンタモニカなどと接続する家庭的なレイクウッド、そして歴史地区のヴィッカリー・プレイス、ブライアン・プレイス、特徴的な建築物の並ぶスイス通り、マンガー・プレイスがある。歴史地区はフランク・ロイド・ライトに影響を受けたプレイリースタイルの邸宅が全米でも最も多く残っている地域の1つとなっている。北東部には市内で中流階級が最も集まる地域の1つであるレイク・ハイランドがある。

#### サウス・ダラス
ダウンタウンの南東部の地区であるダラス南部には多様な芸術家が集まるシーダーズ、毎年9月下旬から10月中旬にステート・フェア・オブ・テキサスが開催されるフェア・パーク、アーティスト、ギャラリー、エクスポジション通り沿いのバーが集まるエクスポジション・パークなどがある。近年ビショップ・アート地区のようにジェントリフィケーションが進む丘陵地のオーク・クリフがある。オーク・クリフは1800年代半ばにタウンシップとして創立し、1903年にダラスに合併した。近年この地区の北部にはラテン系アメリカ人が住んでいる。ラ・リユニオンのゴーストタウンはかつてオーク・クリフの北端であった。オーク・クリフ南部の住民はアフリカ系アメリカ人、ヒスパニック、ネイティブ・アメリカンが混在している。
ダラスの南側のNYLOホテルの屋上パティオやラウンジ、シーダー・ソーシャルが夜の娯楽として人気である。この地区は広範囲におよぶ開発やコミュニティの統合が行なわれている。かつて貧困率や犯罪率が高かった地区も近年では娯楽や生活の上で最も魅力的な地区の1つとなっている。
市の南東部のさらに東にはプレザント・グローヴという広い地区がある。かつては独立都市であったが、南東部のシーゴヴィルに伸びる住宅地には低所得者が集まっている。プレザント・グローヴは市街地であるが、全方向未開発地に囲まれている。ダラス南部と隔てる沼地および湿地は居住地化や洪水調節を行なう市のトリニティ・リバー・プロジェクトの区分であるグレート・トリニティ・フォレストの一部である。

### 地区
- ビショップ・アート地区 (ダラス)（英語版）
- カーサ・リンダ・エステイツ (ダラス)（英語版）
- カーサ・ヴュウ (ダラス)（英語版）
- シーダーズ (ダラス)（英語版）
- ディープ・エルム (ダラス)（英語版）
- デザイン地区 (ダラス)（英語版）
- ダウンタウン (ダラス)
- エクスポジション・パーク (ダラス)（英語版）
- フェア・パーク
- ハイランド・ヒルズ（英語版）
- ケスラー (ダラス)（英語版）
- ノックス・パーク (ダラス)（英語版）
- レイクウッド (ダラス)（英語版）
- レイク・ハイランズ（英語版）
- ロウワー・グリーンヴィル (ダラス)（英語版）
- グリーンランド・ヒルズ (ダラス)（英語版）
- オーク・クリフ（英語版）
- オーク・ロウン (ダラス)（英語版）
- パーク・シティーズ (テキサス州)（英語版）
- プレザント・グローヴ (ダラス)（英語版）
- プレストン・ホロウ (ダラス)（英語版）
- サウスウェスタン医療地区（英語版）
- トリニティ・グローヴス (ダラス)（英語版）
- タートル・クリーク (ダラス)（英語版）
- アップタウン (ダラス)（英語版）
- ヴィクトリー・パーク (ダラス)（英語版）
- ウェスト・エンド歴史地区 (ダラス)（英語版）

### 地形

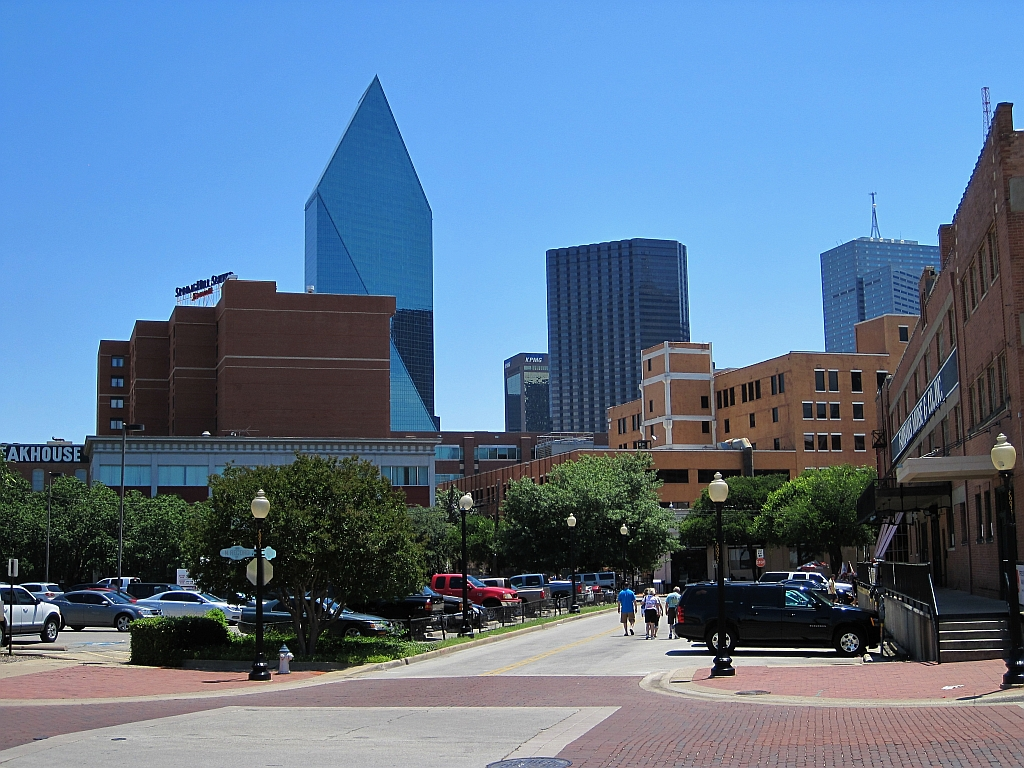
ウェスト・エンド歴史地区

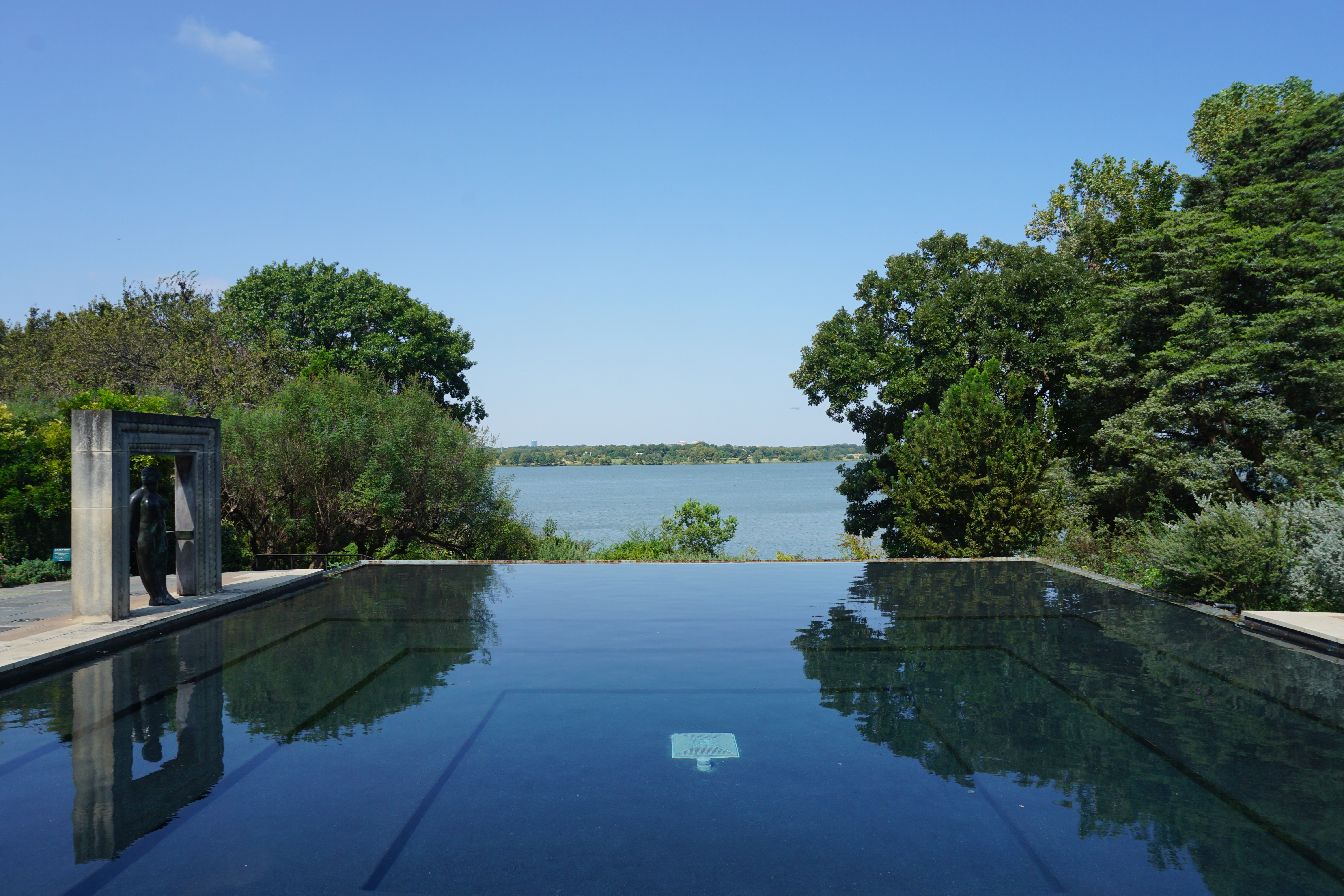
ダラス樹木園&植物園

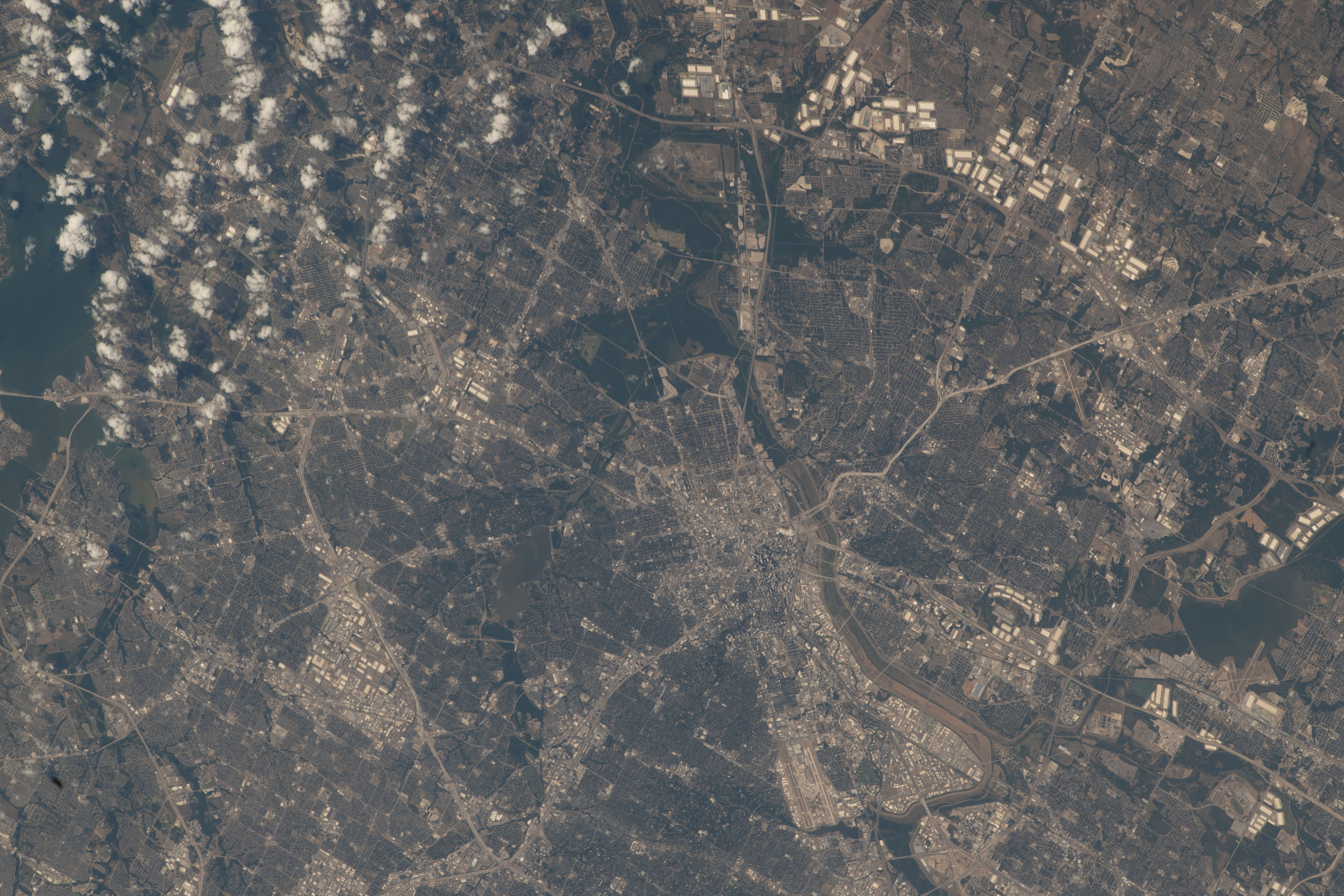
2022年7月1日、国際宇宙ステーションの第67次長期滞在から撮影された。北は左下。

ダラスおよび周辺地域はほぼ平面である。海抜450 - 550フィート (137 - 168 m)の高さに位置する。オースティン・チョーク層の西端はホワイト・ロック断崖として知られる石灰岩の断崖であり、230フィート (70 m)隆起し、ダラス郡のほぼ南北に連なる。最も顕著な隆起はトリニティ川南部のオーク・クリフや隣接するコックレル・ヒル、シーダー・ヒル、グランド・プレイリー、アーヴィングである。フォートワースのあるタラント郡のすぐ西の都市やダウンタウン北のタートル・クリークにも地形の変動が見られる。
多くの他の都市と同様にダラスは川沿いに創立された。フェリーや橋脚ができる以前に荷馬車が容易に川を渡ることができるトリニティ川の「ホワイト・ロック・クロッシング」の箇所に創立された。トリニティ川は航行に不便ではあるが、ダラスの主要な水路となっている。州間高速道路35号線はステモンズ・コリドーと並行してダラスを通り、ダウンタウン西部に沿って南へ向かい、サウス・ダラスとプレザント・グローヴを通過し、トリニティ川は州間高速道路45号線と並行して市外に出て南東部のヒューストンに向かう。トリニティ川は度々発生する洪水から市を守るため両岸に高さ50フィート (15 m)の堤防が築かれた。
1920年代終盤にトリニティ川はルートが変更されてから、上流および下流はより普通のルートでありながらダウンタウン南北数マイルは氾濫原の中の排水路のようなものである。しかしダラスが脱工業化社会に動き始め、景観や娯楽としての川の用途の欠如により一般市民からの激しい抗議が起こり、最終的に2000年初頭に始まったトリニティ・リバー・プロジェクトへと繋がった。
プロジェクトの地域は市内の長さ20マイル (32 km)以上におよび、ランド・ユーズ・プランにより手掛けられた地理的土地全体は約44,000エーカー (180 km2)でダラスの面積の約20%となる。川沿いの緑地帯は約10,000エーカー (40 km2)となり、世界でも最大で多様な都心の公園の1つとなっている。
ホワイト・ロック・レイクやジョー・プール・レイクはダラスの他の重要な水源となる貯水池である。20世紀初頭に設立されたホワイト・ロック・パークはボート、ジョギング、自転車のため、あるいは湖の東岸にある66-エーカー (267,000 m2)のダラス樹木園&植物園の来場者や都会の喧噪から逃れたい人々から人気の場所である。ホワイト・ロック・クリークはホワイト・ロック・レイクに流れ込み、ダウンタウン南東部のトリニティ川に出る。ホワイト・ロック・クリーク沿いのトレイルは広範囲におよぶダラス郡トレイル・システムの一部である。
ダラス・ラブフィールド空港のすぐ北西にあるバックマン・レイクはより小さい湖であるが、保養地として人気の場所である。市の北西部には周辺地区のガーランド、ロウレット、ロックウォール、サニーヴェイルに囲まれた22,745-エーカー (92 km2)の広大な貯水池であるレイク・レイ・ハバードがある。市東部にはかつて海軍航空基地ヘンスリー・フィールドや防衛航空機工場であったマウンテン・クリーク・レイクがある。アーヴィングやコペルに囲まれた市境の延長にある小さな湖であるノース・レイクがある。当初は近隣の発電所の水源であったが、近年はダラス・フォートワース国際空港に近いことから保養地として再開発の対象となっているが、湖の近隣の市からは反対されている。

### 気候
ケッペンの気候区分ではアメリカのサザンプレーンズの特徴のある温暖湿潤気候（Cfa）に属する。内陸部に位置するため、年間を通して気温差が激しい。夏期は高温となるが、乾燥しているため比較的過ごしやすい。しかし竜巻、そして治水が遅れているため、洪水の被害を受けやすい。一方、冬期は寒気団の南下により、氷点下となることも珍しくなく、最低気温が-10°Cを下回ることさえある。最高気温極値は44°C、最低気温極値は-17°Cである。
大陸性気候と熱帯気候の両方の特徴を持ち、緯度の割に年間の気温差が比較的広いという特徴がある。竜巻街道の下端に位置し、異常気象、竜巻、ひょうによる嵐が発生する傾向がある。
夏は非常に暑くて湿度が高いが、しばしば乾燥した気候が長く続くことがある。通常7月と8月が最も暑い月で、平均最高気温は96.0 °F (36 °C)、平均最低気温は76.7 °F (25 °C)である。夏季は湿度が高くなるため熱指数は105 °F (41 °C)を越えることがよくあり耐え難い暑さとなる。史上最高気温は1980年6月26日および27日の熱波にダラス・フォートワース国際空港近くで観測された113 °F (45 °C)である。
冬は通常ひんやりあるいは穏やかであるが、寒波となることもある。初霜は11月12日頃で、終霜は3月12日頃である。通常1月が最も寒く、昼間の平均最高気温は56.8 °F (14 °C)、夜間の平均最低気温は37.3 °F (3 °C)である。1月の通常の日の平均気温は47.0 °F (8 °C)だが、「ブルーノーザー」と呼ばれる寒冷な北風が市内に吹き荒れるなど気温の急変動が起こることもあり、数日間40 °F (4 °C)を下回る日が続き、しばしば80 °F (27 °C)を上回る高い気温の時期に起こることもある。積雪は冬季の約70%にみられ、降雪は通常年に1から2日、年間平均1.5インチ (4 cm)である。しかし市内でも降雪量に差があり、地域によっては全く降らないこともある。史上最低気温は1930年1月18日の−3 °F (−19 °C)である。2021年2月16日、冬の嵐の間、ダラス・フォートワース国際空港近くでは−2 °F (−19 °C)となった。
春や秋は穏やかで心地よい季節変わりの時期である。春には州内の高速道路脇にブルーボネット、ヤナギトウワタなどの鮮やかな野草の花が咲く。春の気候は不安定になることもあるが、気温は穏やかである。晩春から初夏、より湿度が高くなり、しばしば75%になる。9月下旬から12月上旬、冬季の多くの日の気候は一般的に心地よい。秋はより嵐や竜巻の脅威が起こるが、通常春より少なく厳しさも低い。
春には北から南下する寒冷前線がメキシコ湾沿岸から流れる暖かく湿った空気とぶつかり、ひどい雷雨、雷、連日の雨、雹、そして時々竜巻を引き起こす。竜巻街道の中心部に近く、徐々に竜巻がダラスの最も重要な自然の脅威となっていった。
毎年冬に数回、南からくる暖かく湿度のある空気が冷たく乾いた空気の上に載り、雨氷、氷が降り、道路や高速道路が滑りやすくなると市内が混乱することもある。冬季でも毎月、平均気温70 °F (21 °C)を越える日は少なくとも4日ある。氷点下になる日は平均年に26日あり、1999年から2000年の冬は史上最小日数の14日間となった。この15年、67%の年で20 °F (−7 °C)を下回っていたが、15 °F (−9 °C)を下回ったのは2回のみである。
アメリカ合衆国農務省はダラスの耐寒性区分を8aに位置づけた。しかし過去15から20年の暖冬によりワシントンヤシ、ワシントンヤシモドキなど寒さに弱い植物がよく育ったが、2021年2月の寒波によりその多くが枯れてしまった。アメリカ肺協会によると、ダラスは全米でロサンゼルスやヒューストンがランクインする最も空気汚染のひどい都市として12位となった。ダラスおよび周辺地域の空気汚染のほとんどが小さな街ミドロシアンにある危険物焼却場から、その隣のエリス郡のセメント工場からきている。
1日の平均気温は57.4 °F (14 °C)、平均最高気温は76.9 °F (25 °C)である。年間降水量は約39.1インチ (993 mm)である。最大降雪量記録は2010年2月11日の11.2インチ (28 cm)である。
| ダラス(ラブフィールド空港)の気温 1991年から2020年の平時、1913年から現在の最低最高気温の気候 | ダラス(ラブフィールド空港)の気温 1991年から2020年の平時、1913年から現在の最低最高気温の気候 | ダラス(ラブフィールド空港)の気温 1991年から2020年の平時、1913年から現在の最低最高気温の気候 | ダラス(ラブフィールド空港)の気温 1991年から2020年の平時、1913年から現在の最低最高気温の気候 | ダラス(ラブフィールド空港)の気温 1991年から2020年の平時、1913年から現在の最低最高気温の気候 | ダラス(ラブフィールド空港)の気温 1991年から2020年の平時、1913年から現在の最低最高気温の気候 | ダラス(ラブフィールド空港)の気温 1991年から2020年の平時、1913年から現在の最低最高気温の気候 | ダラス(ラブフィールド空港)の気温 1991年から2020年の平時、1913年から現在の最低最高気温の気候 | ダラス(ラブフィールド空港)の気温 1991年から2020年の平時、1913年から現在の最低最高気温の気候 | ダラス(ラブフィールド空港)の気温 1991年から2020年の平時、1913年から現在の最低最高気温の気候 | ダラス(ラブフィールド空港)の気温 1991年から2020年の平時、1913年から現在の最低最高気温の気候 | ダラス(ラブフィールド空港)の気温 1991年から2020年の平時、1913年から現在の最低最高気温の気候 | ダラス(ラブフィールド空港)の気温 1991年から2020年の平時、1913年から現在の最低最高気温の気候 | ダラス(ラブフィールド空港)の気温 1991年から2020年の平時、1913年から現在の最低最高気温の気候 |
| 月                                                                                          | 1月                                                                                         | 2月                                                                                         | 3月                                                                                         | 4月                                                                                         | 5月                                                                                         | 6月                                                                                         | 7月                                                                                         | 8月                                                                                         | 9月                                                                                         | 10月                                                                                        | 11月                                                                                        | 12月                                                                                        | 年                                                                                          |
| ------------------------------------------------------------------------------------------- | ------------------------------------------------------------------------------------------- | ------------------------------------------------------------------------------------------- | ------------------------------------------------------------------------------------------- | ------------------------------------------------------------------------------------------- | ------------------------------------------------------------------------------------------- | ------------------------------------------------------------------------------------------- | ------------------------------------------------------------------------------------------- | ------------------------------------------------------------------------------------------- | ------------------------------------------------------------------------------------------- | ------------------------------------------------------------------------------------------- | ------------------------------------------------------------------------------------------- | ------------------------------------------------------------------------------------------- | ------------------------------------------------------------------------------------------- |
| 最高気温記録 °F （°C）                                                                      | 88 (31)                                                                                     | 95 (35)                                                                                     | 97 (36)                                                                                     | 100 (38)                                                                                    | 103 (39)                                                                                    | 112 (44)                                                                                    | 112 (44)                                                                                    | 111 (44)                                                                                    | 110 (43)                                                                                    | 100 (38)                                                                                    | 92 (33)                                                                                     | 89 (32)                                                                                     | 112 (44)                                                                                    |
| 平均最高気温 °F （°C）                                                                      | 57.7 (14.3)                                                                                 | 62.0 (16.7)                                                                                 | 69.9 (21.1)                                                                                 | 77.4 (25.2)                                                                                 | 84.9 (29.4)                                                                                 | 92.7 (33.7)                                                                                 | 96.9 (36.1)                                                                                 | 97.1 (36.2)                                                                                 | 90.0 (32.2)                                                                                 | 79.5 (26.4)                                                                                 | 67.8 (19.9)                                                                                 | 59.2 (15.1)                                                                                 | 77.9 (25.5)                                                                                 |
| 平均最低気温 °F （°C）                                                                      | 37.9 (3.3)                                                                                  | 41.9 (5.5)                                                                                  | 49.4 (9.7)                                                                                  | 56.8 (13.8)                                                                                 | 66.0 (18.9)                                                                                 | 73.8 (23.2)                                                                                 | 77.7 (25.4)                                                                                 | 77.4 (25.2)                                                                                 | 70.1 (21.2)                                                                                 | 58.7 (14.8)                                                                                 | 47.8 (8.8)                                                                                  | 39.8 (4.3)                                                                                  | 58.1 (14.5)                                                                                 |
| 最低気温記録 °F （°C）                                                                      | −3 (−19)                                                                                    | 2 (−17)                                                                                     | 11 (−12)                                                                                    | 30 (−1)                                                                                     | 39 (4)                                                                                      | 53 (12)                                                                                     | 56 (13)                                                                                     | 57 (14)                                                                                     | 36 (2)                                                                                      | 26 (−3)                                                                                     | 17 (−8)                                                                                     | 1 (−17)                                                                                     | −3 (−19)                                                                                    |
| 降水量 inch （mm）                                                                          | 2.59 (65.8)                                                                                 | 2.78 (70.6)                                                                                 | 3.45 (87.6)                                                                                 | 3.15 (80)                                                                                   | 4.57 (116.1)                                                                                | 3.83 (97.3)                                                                                 | 1.71 (43.4)                                                                                 | 2.19 (55.6)                                                                                 | 3.10 (78.7)                                                                                 | 4.79 (121.7)                                                                                | 2.93 (74.4)                                                                                 | 3.23 (82)                                                                                   | 38.32 (973.3)                                                                               |
| 降雪量 inch （cm）                                                                          | 0.1 (0.3)                                                                                   | 0.9 (2.3)                                                                                   | 0.3 (0.8)                                                                                   | 0 (0)                                                                                       | 0 (0)                                                                                       | 0 (0)                                                                                       | 0 (0)                                                                                       | 0 (0)                                                                                       | 0 (0)                                                                                       | 0 (0)                                                                                       | 0.1 (0.3)                                                                                   | 0.3 (0.8)                                                                                   | 1.7 (4.3)                                                                                   |
| 平均降水日数 （≥0.01 in）                                                                   | 7.0                                                                                         | 6.9                                                                                         | 8.1                                                                                         | 7.3                                                                                         | 9.4                                                                                         | 7.3                                                                                         | 4.9                                                                                         | 5.1                                                                                         | 5.6                                                                                         | 7.2                                                                                         | 6.5                                                                                         | 6.9                                                                                         | 82.2                                                                                        |
| 平均降雪日数 （≥0.1 in）                                                                    | 0.4                                                                                         | 0.5                                                                                         | 0.2                                                                                         | 0                                                                                           | 0                                                                                           | 0                                                                                           | 0                                                                                           | 0                                                                                           | 0                                                                                           | 0                                                                                           | 0.1                                                                                         | 0.3                                                                                         | 1.5                                                                                         |
| % 湿度                                                                                      | 67.5                                                                                        | 66.4                                                                                        | 63.7                                                                                        | 65.3                                                                                        | 69.7                                                                                        | 65.8                                                                                        | 59.8                                                                                        | 59.5                                                                                        | 66.5                                                                                        | 65.7                                                                                        | 67.4                                                                                        | 67.5                                                                                        | 65.4                                                                                        |
| 平均月間日照時間                                                                            | 183.5                                                                                       | 178.3                                                                                       | 227.7                                                                                       | 236.0                                                                                       | 258.4                                                                                       | 297.8                                                                                       | 332.4                                                                                       | 304.5                                                                                       | 246.2                                                                                       | 228.1                                                                                       | 183.8                                                                                       | 173.0                                                                                       | 2,849.7                                                                                     |
| 日照率                                                                                      | 58                                                                                          | 58                                                                                          | 61                                                                                          | 61                                                                                          | 60                                                                                          | 69                                                                                          | 76                                                                                          | 74                                                                                          | 66                                                                                          | 65                                                                                          | 59                                                                                          | 56                                                                                          | 64                                                                                          |
| 出典1：NOAA (sun, relative humidity, and dew point 1961–1990 at DFW Airport\|DFW Airport)   |                                                                                             |                                                                                             |                                                                                             |                                                                                             |                                                                                             |                                                                                             |                                                                                             |                                                                                             |                                                                                             |                                                                                             |                                                                                             |                                                                                             |                                                                                             |
| 出典2：Weather Atlas (Average UV index)                                                     |                                                                                             |                                                                                             |                                                                                             |                                                                                             |                                                                                             |                                                                                             |                                                                                             |                                                                                             |                                                                                             |                                                                                             |                                                                                             |                                                                                             |                                                                                             |

## 人口動勢
ダラスは全米で9位、テキサス州でヒューストン、サンアントニオに続く3位の人口である。ダラス・フォートワース都市圏の人口はテキサス州の4分の1で、ヒューストン都市圏に続きアメリカ合衆国南部およびテキサス州で2位となっている。2020年現在の国勢調査で、この都市は人口1,304,379人で2010年の国勢調査から106,563人増加した。
2020年、524,498世帯が暮らしているとみられ、2010年の458,057から増加し、うち137,523世帯が18歳未満の子供と暮らしている。既婚で同居している世帯が36.2%が、配偶者がおらず単身の世帯が57.2%、1人暮らしの非家族世帯が35.6%である。2010年、世帯全体の33.7%が1人以上の18歳未満と暮らし、17.6%が1人以上の65歳以上と暮らしていた。2020年の世帯平均人数は2.52人で、平均家族人数は3.41人である。2018年、持ち家率は40.2%、借家率は59.8%であった。2010年の国勢調査によると、この都市内の住民は26.5%が18歳未満の未成年、65歳以上が8.8%にわたっている。中央値年齢は31.8歳である。2010年、人口の50.0%が男性、50.0%が女性である。2020年、中央値年齢は32.9歳となり、女性100人ごとに対して男性は98.4人である。2020年のアメリカン・コミュニティ・サーベイによると、この都市の世帯ごとの平均的な収入は54,747米ドルであり、家族ごとの平均的な収入は60,895米ドルである。夫婦の平均家族年収は81,761米ドル、非家族の平均収入は45,658米ドルである。2003年から2007年の常勤労働者に対する調査によると、男性は32,265米ドルに対して女性は32,402米ドルの平均的な収入がある。この都市の一人当たりの収入（per capita income）は25,904米ドルである。人口の21.7%および家族の18.7%は貧困線以下である。全人口のうち18歳未満の33.6%および65歳以上の13.4%は貧困線以下の生活を送っている。家の中間価格は、2007年の調査によると129,600米ドルだったが、2020年の調査では252,300米ドルとなった。所有者が実際に住む家の54.4%が50,000米ドルから299,999米ドルの価格帯である。

### 人種および民族
| 人種構成                        | 2020年 | 2010年 | 1990年 | 1970年 | 1950年 |
| ------------------------------- | ------ | ------ | ------ | ------ | ------ |
| ラテン系アメリカ人 (人種問わず) | 42.3%  | 42.4%  | 20.9%  | 7.5%   | n/a    |
| 白人(ヒスパニック以外)          | 28.1%  | 28.8%  | 47.7%  | 66.9%  | n/a    |
| 黒人またはアフリカ系アメリカ人  | 22.9%  | 24.7%  | 29.5%  | 24.9%  | 13.1%  |
| アジア人                        | 3.7%   | 2.9%   | 2.2%   | 0.2%   | –      |

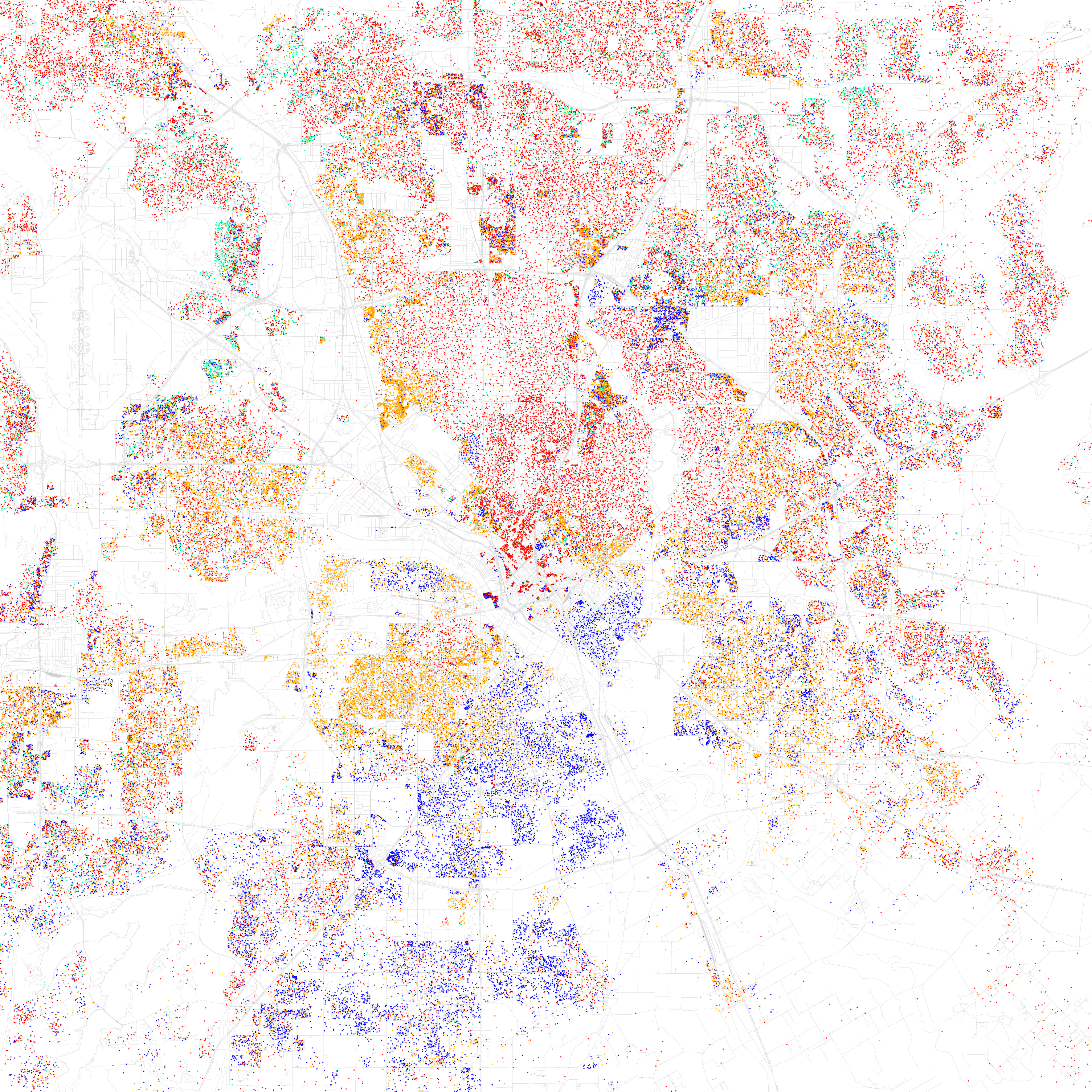
2010年の国勢調査による人種分布。25人ごとに1点が記されている。
白人
黒人
アジア人
ヒスパニック
その他

歴史的に見て白人(ヒスパニックでない白人が82.8%)が大部分を占めていたが、20世紀より、移民やホワイト・フライトにより多様化してきている。ヒスパニックでない白人の人口が、市の人口の3分の1以下まで減少している。2010年の国勢調査によると、この都市の人種的な構成は白人50.7%(非ヒスパニック白人28.8%)、アフリカン・アメリカン24.8%、ネイティブ・アメリカン0.7%、アジア2.9%、および混血2.6%である。人口の42.4%はヒスパニックまたはラテン系である。2019年のアメリカ合衆国国勢調査局の推計によると、非ヒスパニック白人29.1%、アフリカン・アメリカン24.3%、ネイティブ・アメリカン0.3%、アジア3.7%、および混血1.4%であった。2019年の国勢調査局の推計によると、太平洋諸島系は計312人で、2017年の606人より減少している。2019年の国勢調査局の推計によると、人種を問わないヒスパニックまたはラテン系は41.2%であった。2019年、ヒスパニックまたはラテン系の人口のうち、メキシコ人34.6%、プエルトリコ人0.4%、キューバ人0.2%、他のヒスパニックまたはラテン系は6.0%であった。2017年、アメリカン・コミュニティ・サーベイの推計によると、メキシコ人35.5%、プエルトリコ人0.6%、キューバ人0.4%、他のヒスパニックまたはラテン系は5.4%であった。2020年までに人種を問わないヒスパニックまたはラテン系は市の人種構成で最大となっており、全米での人口動態に影響を与えている
。
ダラスはメキシコ系や他のヒスパニックおよびラテン系移民の主要な居住希望地となっている。市の南西部のオーク・クリフの一部に主にヒスパニックおよびラテン系が居住している。プレザント・グローヴの南東部は主にアフリカ系アメリカ人やヒスパニックおよびラテン系が居住し、市の南部は圧倒的に黒人が多く居住している。市の東部および西部は圧倒的にヒスパニックおよびラテン系が居住し、ガーランドもスペイン語話者が多い。ダラス北部は圧倒的に白人、黒人、特にヒスパニックまたはラテン系が多い地区が所々にある。
ダラスは黒人やアフリカ系アメリカ人にとっても主要な居住希望地となっている。2000年から2010年、黒人やアフリカ系アメリカ人居住者が223,000人増加し、アトランタ都市圏に続き全米で2番目の増加率となっている。アフリカ系アメリカ人の流入増加の理由の1つはニュー・グレート・ミグレーションである。エチオピア、エリトリア、ソマリアからの移民となるアフリカの角出身の人々が非常に多い。2012年11月6日現在、ダラス・フォートワース都市圏にはほぼ元ソビエト圏系移民のロシア語話者約70,000人がいた。この中にはロシア系アメリカ人、ロシア系ユダヤ人、ウクライナ系、ベラルーシ系、モルドバ系、ウズベク系、キルギス系などが含まれる。ダラスのロシア語話者の人口はアメリカ人夫とロシア人妻の組み合わせで増加し続けている。ダラス・フォートワース都市圏にはロシア系向けの新聞『ダラス・テレグラフ』がある。
さらにダラスおよび周辺地域はインド系、ベトナム系、中国系、韓国系、フィリピン系、日系などの数多くのアジア系アメリカ人が居住している。2016年現在、アメリカの大都市の中でダラスの北にあるプレイノは中国系人口が全米で6番目に多い。2012年、プレイノ・リチャードソン地区には約30,000人のイラン系が居住していた。多くの移民がいるため、言語景観に多言語で記載されることが多い。2013年12月の国勢調査局の記録によると、ダラス郡の23%の住民およびタラント郡の16%の住民が海外生まれである。2018年の国勢調査局によると、市の外国生まれの住民のうち、25.4%が帰化しアメリカ国籍を持ち、74.6%がアメリカ国籍を持たない。

### 性的指向、性自認

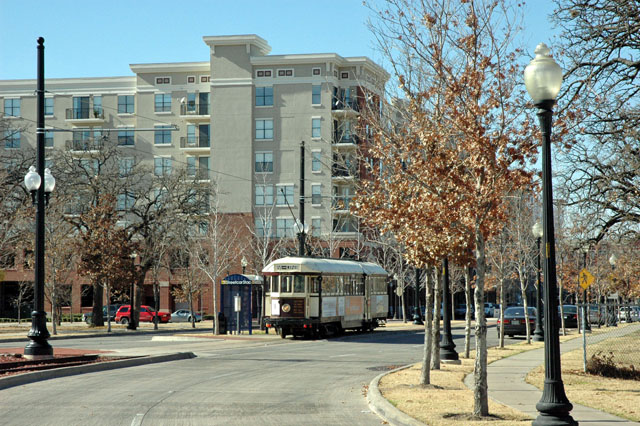
ダラスのオーク・ロウンはゲイ・タウンとして「ゲイバーフッド」と呼ばれる。

全米で最大のLGBTコミュニティの1つとなっている。2018年、ウォレットハブにより全米で5番目に多様性のある都市に選定された。全米でもLGBT人口が最も多い都市の1つとされ、ダラス・フォートワース都市圏は多様で盛んなゲイ・コミュニティとして広く知られている。年間を通して多くのイベントが行なわれ、6月のAlan Ross Texas Freedom (Pride) Parade and Festivalには約5万人が集まる。数十年に渡り、オーク・ロウンやビショップ・アーツがLGBTの文化の中心地として知られる。

### 宗教
| 宗教分布(2014年)   | 宗教分布(2014年)   | 宗教分布(2014年) | 宗教分布(2014年) | 宗教分布(2014年) |
| ------------------ | ------------------ | ---------------- | ---------------- | ---------------- |
|                    |                    |                  |                  |                  |
| キリスト教徒       | キリスト教徒       |                  | 78%              | 78%              |
| プロテスタント信者 | プロテスタント信者 |                  | 59%              | 59%              |
| カトリック信者     | カトリック信者     |                  | 15%              | 15%              |
| 他のキリスト教徒   | 他のキリスト教徒   |                  | 4%               | 4%               |
| 無分類             | 無分類             |                  | 18%              | 18%              |
| ユダヤ教徒         | ユダヤ教徒         |                  | 1%               | 1%               |
| ムスリム           | ムスリム           |                  | 1%               | 1%               |
| 他信仰             | 他信仰             |                  | 2%               | 2%               |

ダラス・フォートワース都市圏で最も普及している宗教は、2014年のピュー研究所によると78%、2020年のPublic Religion Research Instituteによると77%であった。ダラス市およびダラス郡はプロテスタントよりカトリックの住民が多く、ダラスの郊外およびフォートワースではその逆であるが、ダラス地区はプロテスタントの影響が大きい。
ダラスは刑務所向けの教会によりダラスは"Prison Ministry Capital of the World"と呼ばれている。International Network of Prison Ministries、the Coalition of Prison Evangelists、Bill Glass Champions for Life、Chaplain Ray's International Prison Ministry他、60箇所の刑務所向けの教会の本拠地となっている。
メソジスト、バプテスト教会、長老派教会が多くの周辺地域で突出しており、前2者は南メソジスト大学およびダラス・バプテスト大学の市内の主要な私立大学2校を支えている。ダラスにはダラス神学校とクリスウェル・カレッジの福音主義神学校が2校ある。多くの聖書学校があり、クライスト・フォー・ザ・ネイションズの本部がある。創造論Creationist apologeticsのInstitute for Creation Researchの本部がある。ピュー研究所によると、2014年、福音主義プロテスタントはプロテスタントの最大形態を構成した。福音主義プロテスタントの最大グループはバプテストであった。バプテストの最大宗派は南部バプテスト連盟、続いて黒人教会National Baptist Convention USAであった。ダラス・フォートワース都市圏中にEthiopian Evangelical教会を含むAfrican-initiated Protestant churchesがみられる。
カトリック教会もダラス地区において重要な宗教組織であり、ダラス郊外のアーヴィングにあるリベラル・アーツ・カレッジのダラス大学を運営している。Dallas Dioceseの70以上の教区で成り立つアート地区のCathedral Santuario de la Virgen de Guadalupeはアメリカおよび海外において2番目に信徒の多いカトリック教会である。イエズス会がJesuit College Preparatory School of Dallasを運営している。Saint Seraphim Cathedralを含む多くの正教会や東方諸教会の本拠地もある。市内にコンスタンティノープル総主教庁の在米国ギリシャ正教会の教区が1つある。
ダラスには大規模なLatter Day Saintの本部がある。ダラスおよび郊外に末日聖徒イエス・キリスト教会の23軒のstakesがある。1984年、この組織はテキサス州で最初のDallas Texas Templeを建てた。エホバの証人もダラス・フォートワース都市圏中に多くの信徒がいる。さらに1989年創立のFirst Unitarian Church of Dallasを含む複数のユニテリアン・ユニヴァーサリズム信徒団がある。市内にキリスト連合教会の大規模なコミュニティがあり、最も突出した教会はLGBT教会のCathedral of Hopeである。
ダラスのユダヤ教徒の人口は50,000から75,000人で州内で最大である。1854年に市内初のユダヤ系墓地ができ、1873年にのちのTemple Emanu-Elとなる初の信徒団ができて以来、ユダヤ人は商業界、政界、様々な業界で中心人物となっている。市の北部および北東部には大規模なイスラム教のコミュニティがある。最古のモスクはダウンタウンのすぐ南にあるMasjid Al-Islamである。
ダラスには大規模な仏教徒のコミュニティがある。東アジア、東南アジア、ネパール、スリランカからの移民の多くが仏教徒で、北の郊外のガーランド、プレイノ、リチャードソンに居住している。ダラス・フォートワース都市圏にThe Buddhist Center of Dallas、Lien Hoa Vietnamese Temple of Irving、Kadampa Meditation Center Texas、アーリントンのWat Buddhamahamuneeなど多くの寺院が点在している。大規模で成長を続けるヒンドゥー教のコミュニティがダラス・フォートワース都市圏にある。その多くがコリン郡およびダラス郡北部に居住しており、少なくとも28軒の寺院がある。著名な寺院はthe DFW Hindu Temple、the North Texas Hindu Mandir、Radha Krishna Temple, Dallas、Karya Siddhi Hanuman Templeなどである。ダラス・フォートワース都市圏にシク教徒の寺院グルドワラが少なくとも3軒ある。ダラス・フォートワース都市圏にて宗教色のないWinter Solstice Celebration(冬至祭)が開催されるが、ネオペイガニズムやニューエイジなども参加する。

### 犯罪
FBIによると都市ごとの犯罪率の比較は、記録方法が都市によって様々であること、都市によって通報率が異なること、都市に実際に居住する人数が不明であることから誤解を招く恐れがある。これを踏まえた上で、ダラスの凶悪犯罪率は1,000人中12.06件で、セントルイス(24.81)、デトロイト(24.22)、ボルチモア(16.96)、フィラデルフィア(15.62)、クリーヴランド(15.47)、マイアミ(15.09)、ワシントンD.C.(14.48)、カンザスシティ(14.44)、ボストン(13.39)より低い。しかしヒューストン(11.69)、ニューヨーク(6.38)はダラスより低い。
しかし、ダラス都市圏内でも差が大きくダウンタウン・ダラスから南側のオーク・クリフ、プレザントグローブ、フェアパーク周辺等のダラス南部は比較的治安が悪い一方、コリン郡、デントン郡のフリスコ、プレイノ、マッキニー等のあるダラス北部近郊は全米で有数に治安の良い都市地域に選出されており、北米本社を置くトヨタ自動車を始めとして多くの日系企業も拠点を起き、日本人も在住している。ダウンタウンの治安もそれほど悪くなく概して安全な都市である。

## 経済
| 2017年、ダラスの上場企業上位 全米およびダラスの収益ランクより |                                        |          |
| ダラス                                                        | 法人名                                 | アメリカ |
| 1                                                             | AT&T                                   | 9        |
| 2                                                             | エナジー・トランスファー・パートナーズ | 79       |
| 3                                                             | テネット・ヘルスケア                   | 134      |
| 4                                                             | サウスウェスト航空                     | 138      |
| 5                                                             | テキサス・インスツルメンツ             | 206      |
| 6                                                             | ジェイコブズ・ソリューションズ         | 259      |
| 7                                                             | HFシンクレア                           | 274      |
| 8                                                             | ディーン・フーズ                       | 351      |
| 9                                                             | ビルダーズ・ファーストソース           | 421      |
| Source: Dallas Morning News                                   |                                        |          |

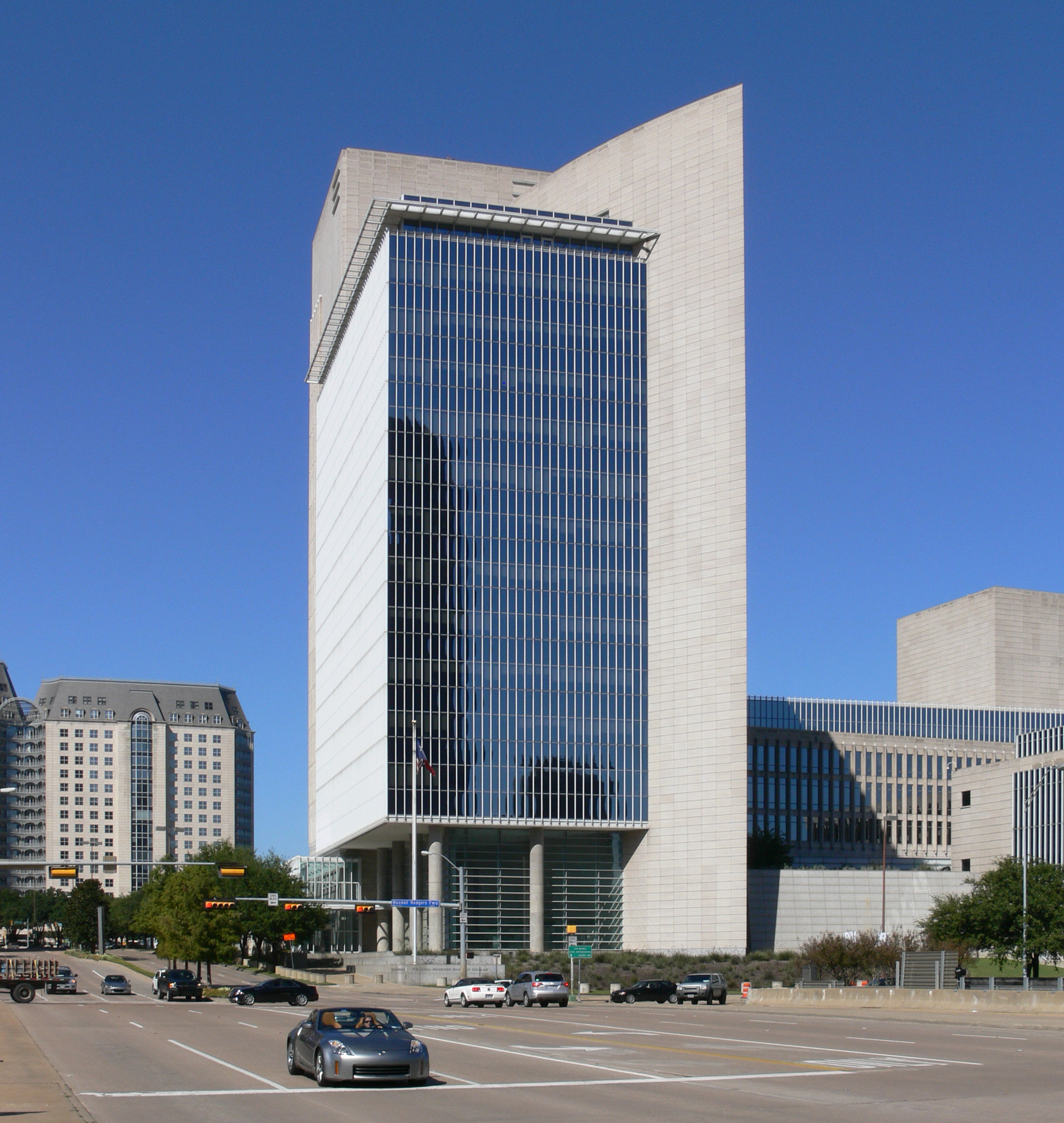
ダラス連邦準備銀行

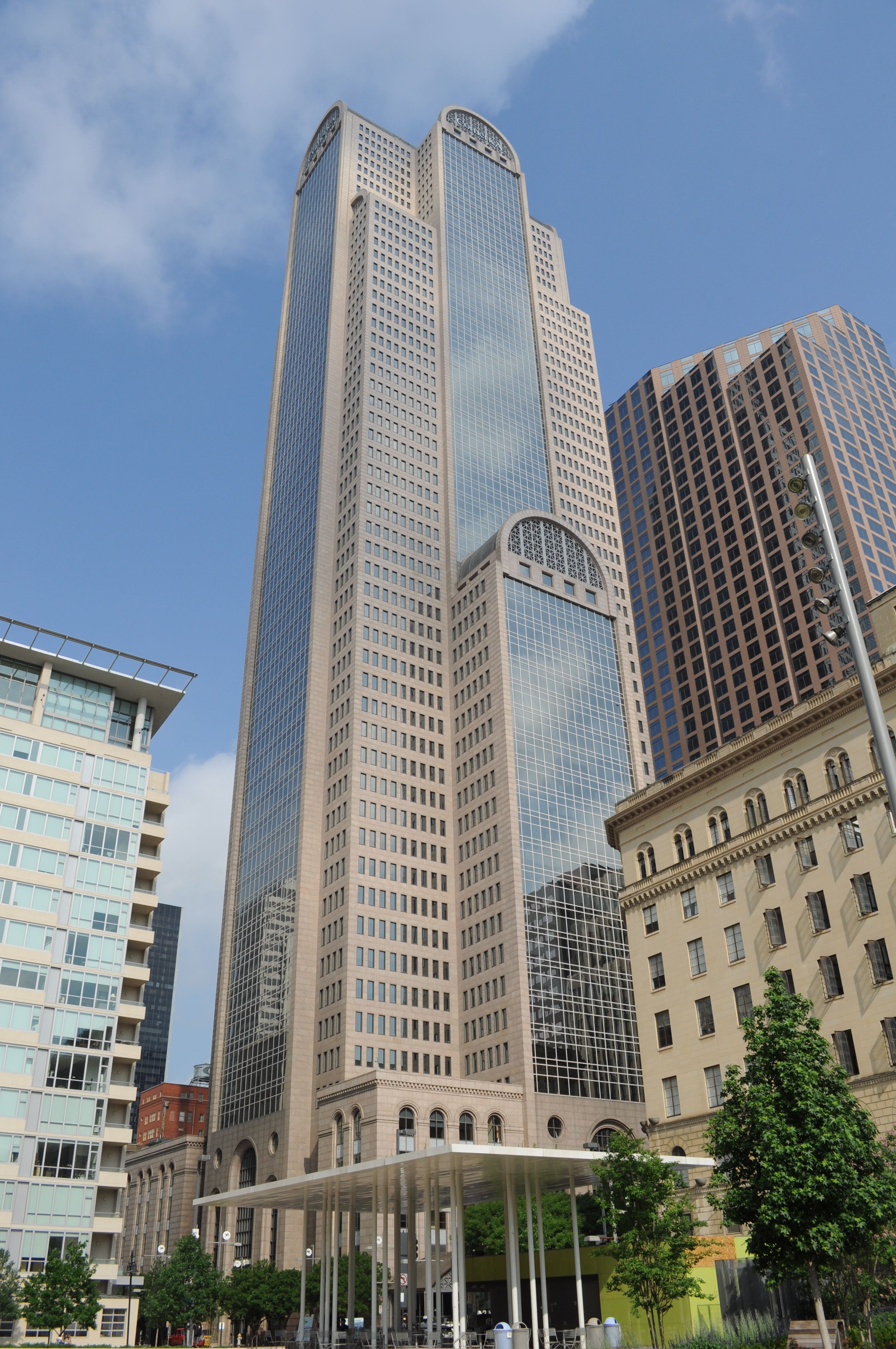
コメリカ・バンク・タワー

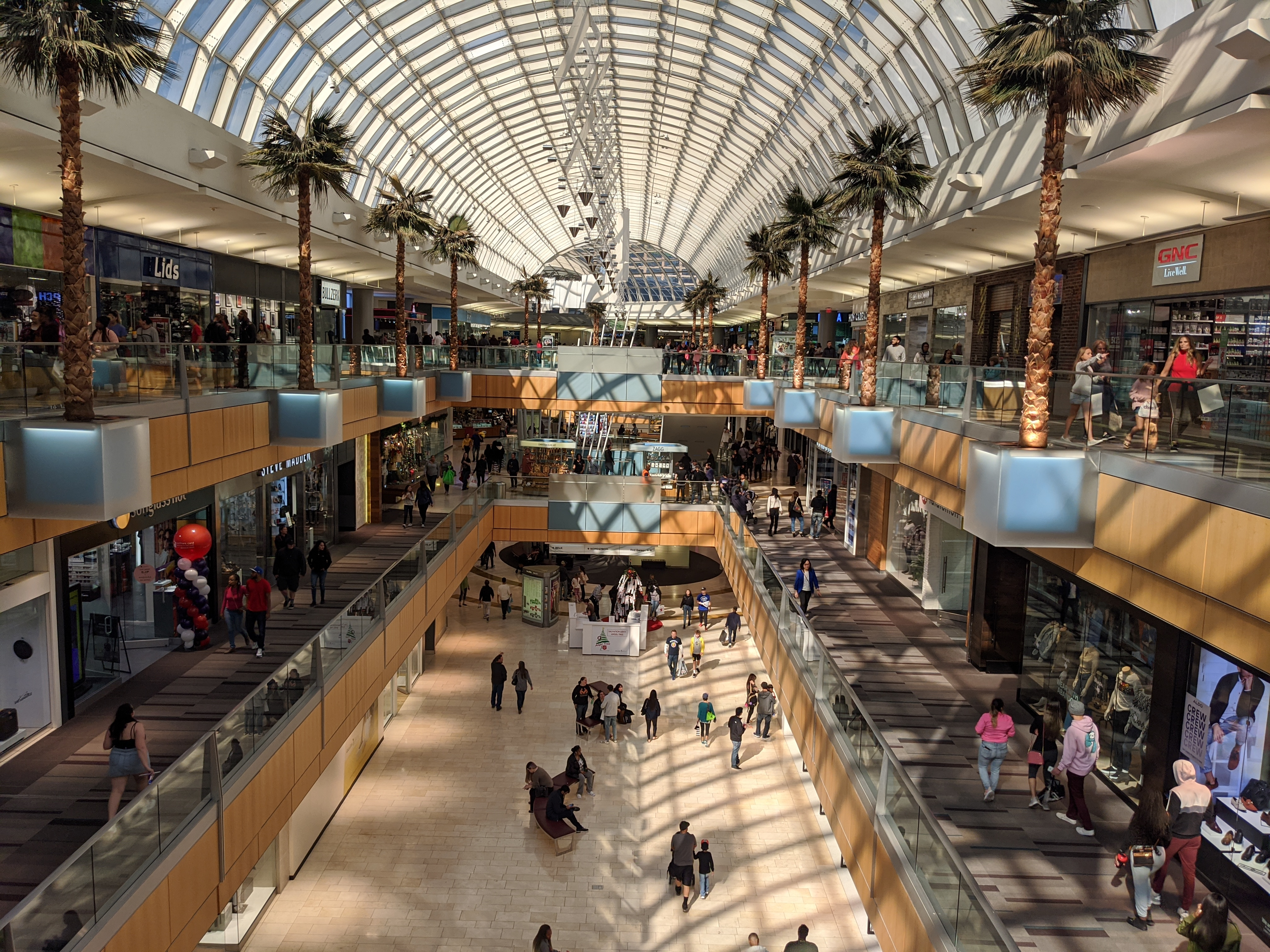
ギャレリア・ダラス

ダラスはアメリカ有数のビジネス都市であり、全米で5番目に経済力のある大都市圏を形成している。
当初、農業、フォートワースのストックヤードの近くであること、ネイティブ・アメリカンの交易路としての好立地のままであったことに依存していた。1873年、市内を通る複数の鉄道線路が建設されたことで大きな発展に繋がった。ダラスの成長と技術の進歩と共に綿花の集散地として発展し、1900年代までに世界最大の綿花取引所となり綿繰り機産業の先端となった。
また、金融の拠点でもあり、全米に12ある連邦準備銀行のうちの1つが置かれている。1900年代初頭までにアメリカ合衆国南部の経済活動の中心地となり、1914年、連邦準備銀行第11地区ダラス連邦準備銀行に選定された。1925年までにテキサス州は全米の綿花量の3分の1以上を生産するようになり、テキサス州の綿花の31%がダラスから半径100-マイル (160 km)の地域で生産された。20世紀初頭から油田開発における石油化学工業、また軍事産業が発展する。1930年代、ダラスの東部、キルゴア近くで石油が発見され、すぐに全米の石油市場の中心地となった。数年後のパーミアン堆積盆地、回廊地帯、メキシコ湾沿岸、オクラホマ州での石油の発見により、市場の中心地としてのダラスの地位を確固たるものにした。
第二次世界大戦終了後、コリンズ・ラジオ・コーポレーションなどの企業に通信、工学、製造の人材が集まった。数十年後も、通信や情報の改革が地元経済の大部分を活性化させている。近年は通信産業の規制緩和を生かした積極的な企業誘致が行われ、情報、エレクトロニクス産業が市経済を牽引している。代表的な企業として、アメリカン航空、テキサスインスツルメンツなどがある。コンビニエンスストアのセブンイレブンの発祥の地としても知られる。ダラス北部のリチャードソンにあるテレコム・コリドーを中心とする通信会社の集中により、ダラスはしばしば「シリコンプレーリー」の中心地とされる。テレコム・コリドーは、ダラスに本社のあるテキサス・インスツルメンツの他、ノーテルネットワークス、アルカテル・ルーセント、AT&T、エリクソン、富士通、ノキア、ロックウェル・コリンズ、シスコシステムズ、T-Mobile US、ベライゾン・コミュニケーションズ、フロリダ州マイアミに本社のあるコンプUSAなどの5,700社以上の本拠地となっている。大手メーカーのテキサス・インスツルメンツはダラスにある本社やチップ工場で10,400人を雇用している。
1980年代、都市圏の人口増加による新たな住宅や企業のスペースの需要により、ダラスは不動産業が盛況となった。ダウンタウンの複数の大規模ビルはこの間に建設されたが、投機過多、貯蓄貸付危機、オイルショックでダラスおよびヒューストンの不動産業の盛況は終焉となった。1980年代から2000年代初頭、ダラス中部の成長度も下降していった。しかし2000年代初頭より、ダウンタウンの古い商業ビルを改築して住居やホテルにし、新たなオフィスや住居ビルを建築するなど、大きな成長を遂げている。ウッドール・ロジャース・フリーウェイに交差してクライド・ウォレン・パークが建設され、ダウンタウンとアップタウンおよびヴィクトリー・パークを繋げ、ダラス・アーツ地区も大成功し、ダラス中心部の新たな開発のきっかけとなった。
ダラス・フォートワース都市圏の住宅市場は回復しただけでなく、好景気も戻ってきた。都市圏は家賃が史上最高となり、アパート建設やネットリースで全米を牽引している。2015年より、中古、新築問わず一戸建ての住宅販売は価格の上昇と共に全米をリードしている。
2014年半ばから2015年、石油価格が急落したが、経済の本質の高い多様性により、ダラス・フォートワース都市圏にはあまり大きな影響はなかった。ダラス・フォートワース都市圏は非常に高い求人率で、住宅、アパート、オフィス、ショッピングセンター、倉庫、工場の不動産の強い需要が続いている。石油に依存した都市や地域は景気悪化の影響を大きく受けるが、ダラスの成長は衰えることなく、2015年には逆に強くなっている。トヨタ自動車が北米本社をカリフォルニア州からダラス地区に移転を決断するなど、ダラス・フォートワース都市圏への大規模な本社移転や支社の拡大、ダウンタウンへの会社移転により、ダラスの好景気を支えている。
2015年、『フォーブス』誌によるビジネスに適した都市のランキングでテキサス州で最高であった。2020年、『フォーブス』誌により全米で2番目にビジネスに適した都市と評価された。
ダラス・フォートワース都市圏はアメリカで上場企業の本社が最も集中する地域の1つである。2022年、『フォーブス』誌の「フォーチュン500」にダラスの企業が11社含まれ、ダラス・フォートワース都市圏では23社が含まれていた。2022年現在、ダラス・フォートワース都市圏は「フォーチュン500」に掲載されたテキサス州に本社のある企業数でヒューストンに続き2番目に多く、全米の都市圏ではニューヨーク(62)、シカゴ(35)、ヒューストン(24)に続き4番目に多い。
2008年、AT&Tはサンアントニオからダラスのダウンタウンに本社を移転した。AT&Tは世界最大の電気通信会社で、2017年の収益によると全米で9番目の企業となっている。「フォーチュン500」に掲載されたダラスに本社のある企業には、エナジー・トランスファー・パートナーズ、2020年にロサンゼルスからダラスに本社を移転したCBREグループ、テネット・ヘルスケア、サウスウエスト航空、テキサス・インスツルメンツ、ジェイコブズ・ソリューションズ、HFシンクレア、ディーン・フーズ、ブルダーズ・ファーストソースが含まれている。2016年10月、世界最大のエンジニアリング企業の1つであるジェイコブズ・エンジニアリングはカリフォルニア州パサディナからダラスのダウンタウンに移転してきた。
アーヴィング近隣には収益および時価総額で全米最大の石油会社エクソンモービル、2021年の「フォーチュン500」で7番目であったダラス最大の医薬品流通会社マケーソン、フルワー(エンジニアリング)、キンバリー・クラーク、セラニーズ、マイケルズ、ヴィストラ・エナジーなど「フォーチュン500」に掲載された企業本社が7社ある。「フォーチュン500」に掲載されたプレイノに本社のある企業はJ.C.ペニー、アライアンス・データ・システムズ、ヤム・チャイナ、ドクターペッパーの4社である。「フォーチュン500」に掲載されたフォートワースに本社のある企業は、収益、航空機サイズ、利益、搭乗者数で世界最大の航空会社であるアメリカン航空、全米最大の住宅建設業者D.R.ホートンの2社である。「フォーチュン500」に掲載されたウエストレイクに本社のある企業は大規模な金融持株会社のチャールズ・シュワブ、コンビニへの卸業者であるコア・マークの2社である。「フォーチュン500」に掲載されたグレイプヴァインに本社のある企業は、GameStopの1社である。
ダラス・フォートワース都市圏に本社のある大企業には他に、2007年にデトロイトからダラスに本社が移転したコメリカ、NTTデータ、リージェンシー・エナジー・パートナーズ、アトモス・エナジー、ニーマン・マーカス、AECOM、シンク・ファイナンス、セブンイレブン、ブリンカー・インターナショナル、プライモリス・サービス、AMSピクチャーズ、id Software、メアリー・ケイ・コスメティクス、チャック E. チーズ、ゼイル・コーポレーション、フォッシル・グループなどがある。ダラス・フォートワース都市圏中のこれらの企業の多くがダラス商工会議所を構成している。世界最大の乳癌啓発組織Susan G. Komen for the Cureがダラスで創立し、拠点としている。
多数の企業が拠点としていることに加え、全米の他都市と比較して1人当たりのショッピングセンターの数が多く、1931年に全米2番目のショッピングセンターとして開業したハイランド・パーク・ヴィレッジがある。他にもギャレリア・ダラスやテキサス州で2番目に大規模なノースパーク・センターなど大規模なモールがある。どちらも高級店が集まっており、主要な観光地となっている。
2011年9月21日の『フォーブス』誌の全米の富裕層リストよると、ダラスには17人の億万長者がおり、2009年の14人から増加した。その2009年、ダラスは世界で6番目に億万長者の多い都市となった。
ダラスは全米で3番目に出張者が多く集まり、ケイ・ベイリー・ハッチソン・コンベンション・センターは1,000,000平方フィート (93,000 m2)以上の全米で最大で最も活気のあるのコンベンション・センターの1つであり、柱のない世界最大の展示場がある。ヴィジットダラスは観光客やコンベンションの誘致の501(c)(6)団体だが、2019年1月の会計監査ではその成果に疑問が呈された。

## 芸術および文化

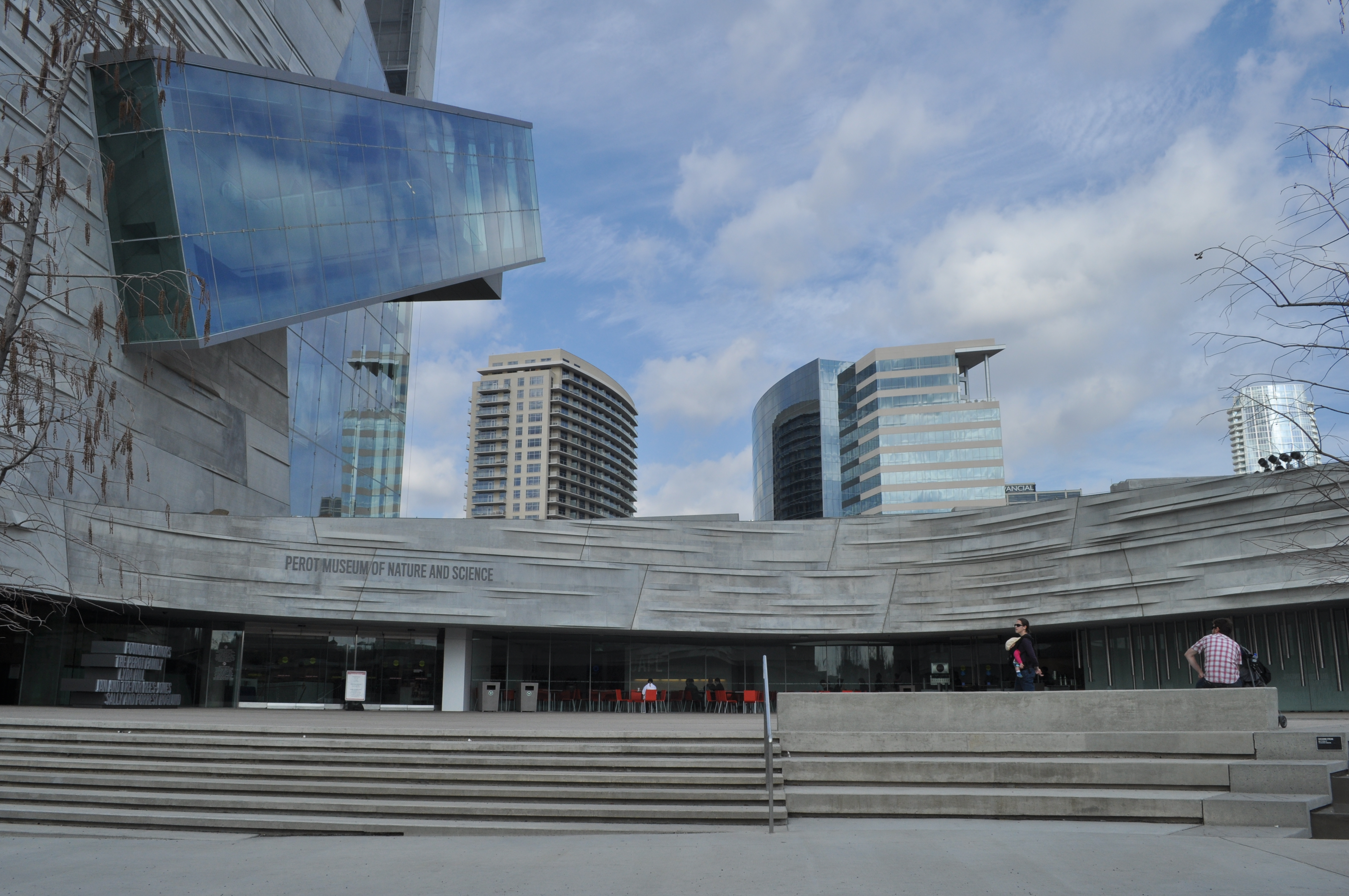
ダウンタウンのペロー自然科学博物館

マーゴット&ビル・ウィンスピア・オペラ・ハウスの屋内

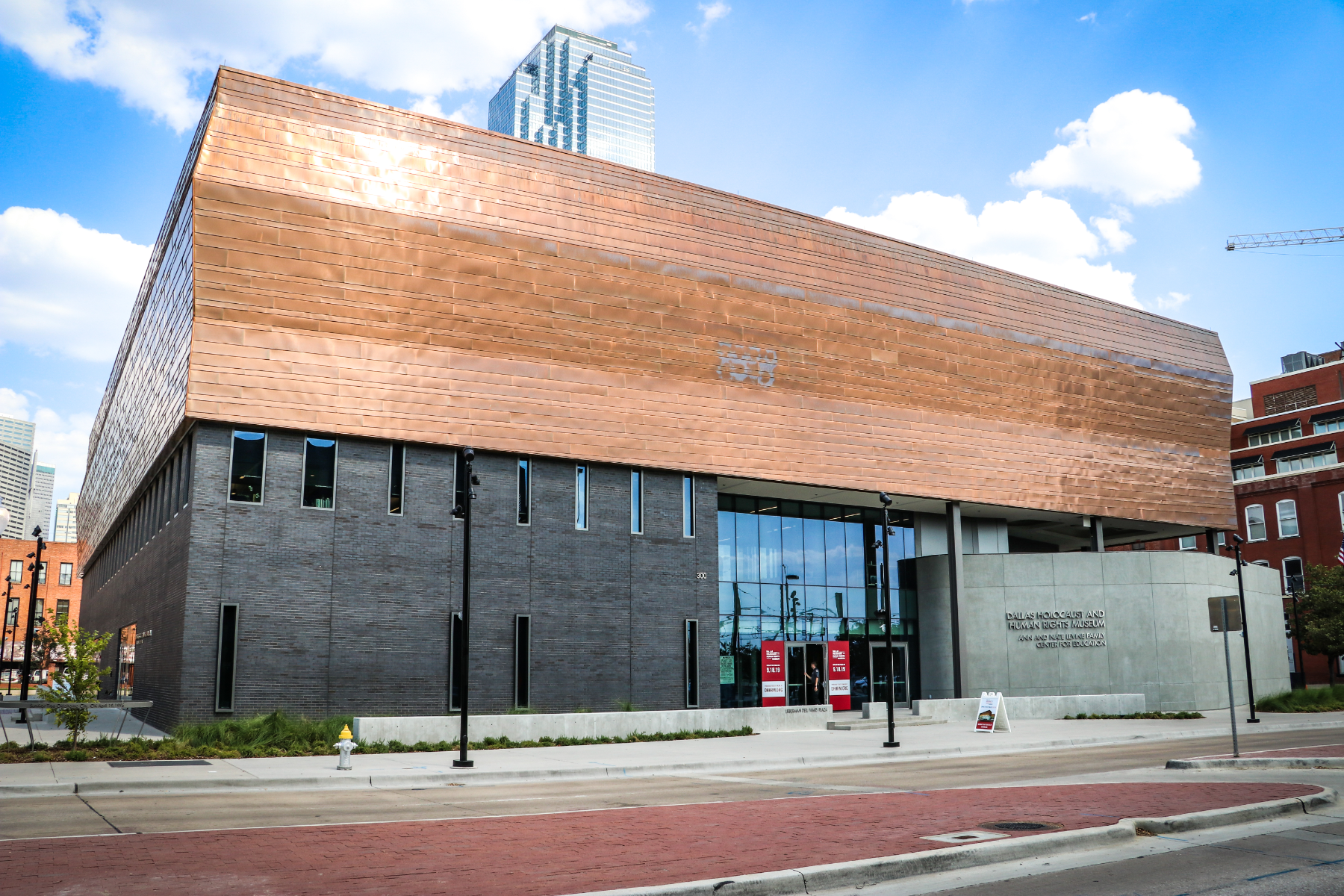
ダラス・ホロコースト人権博物館

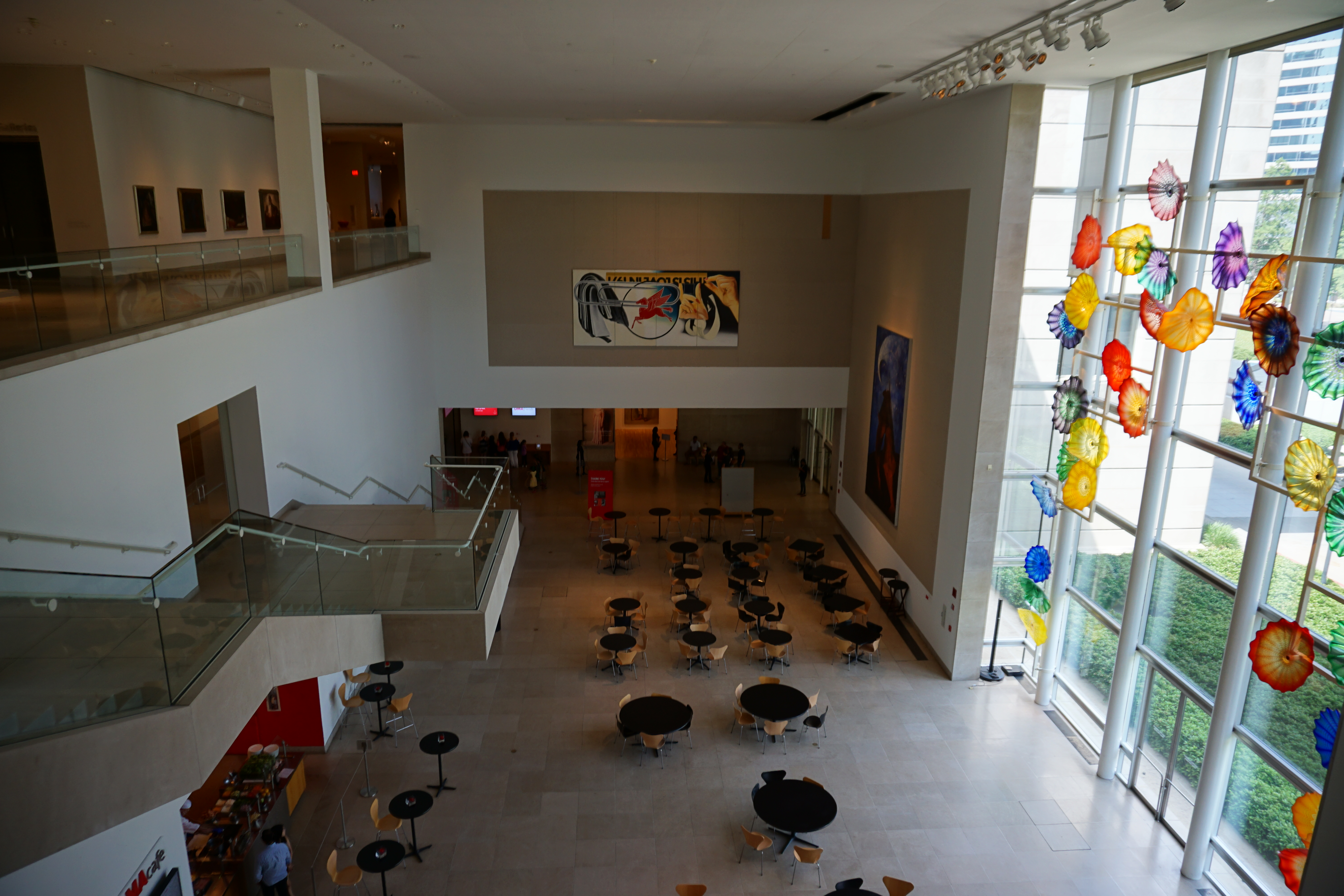
ダラス美術館

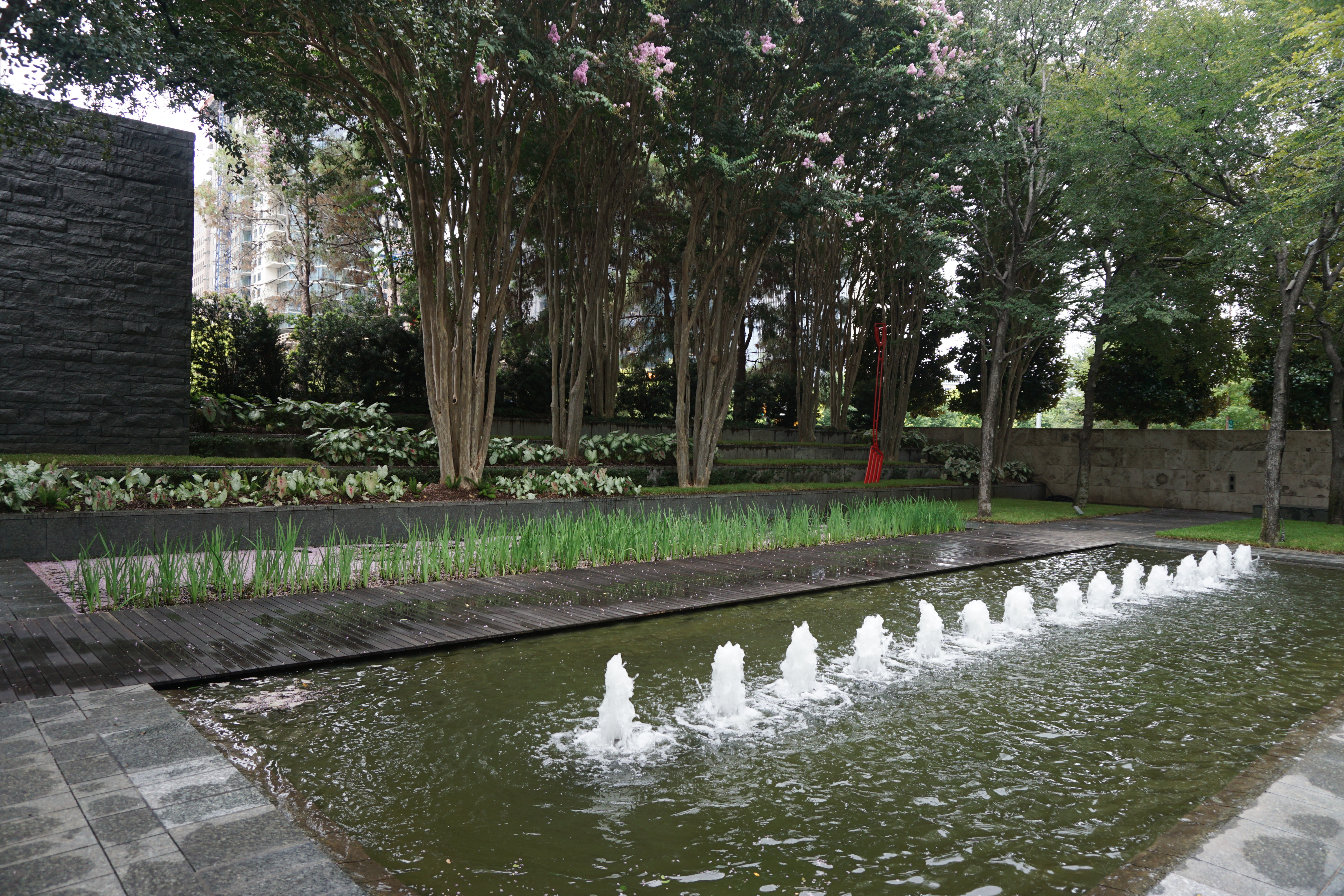
ネイシャー・スカルプチャー・センター

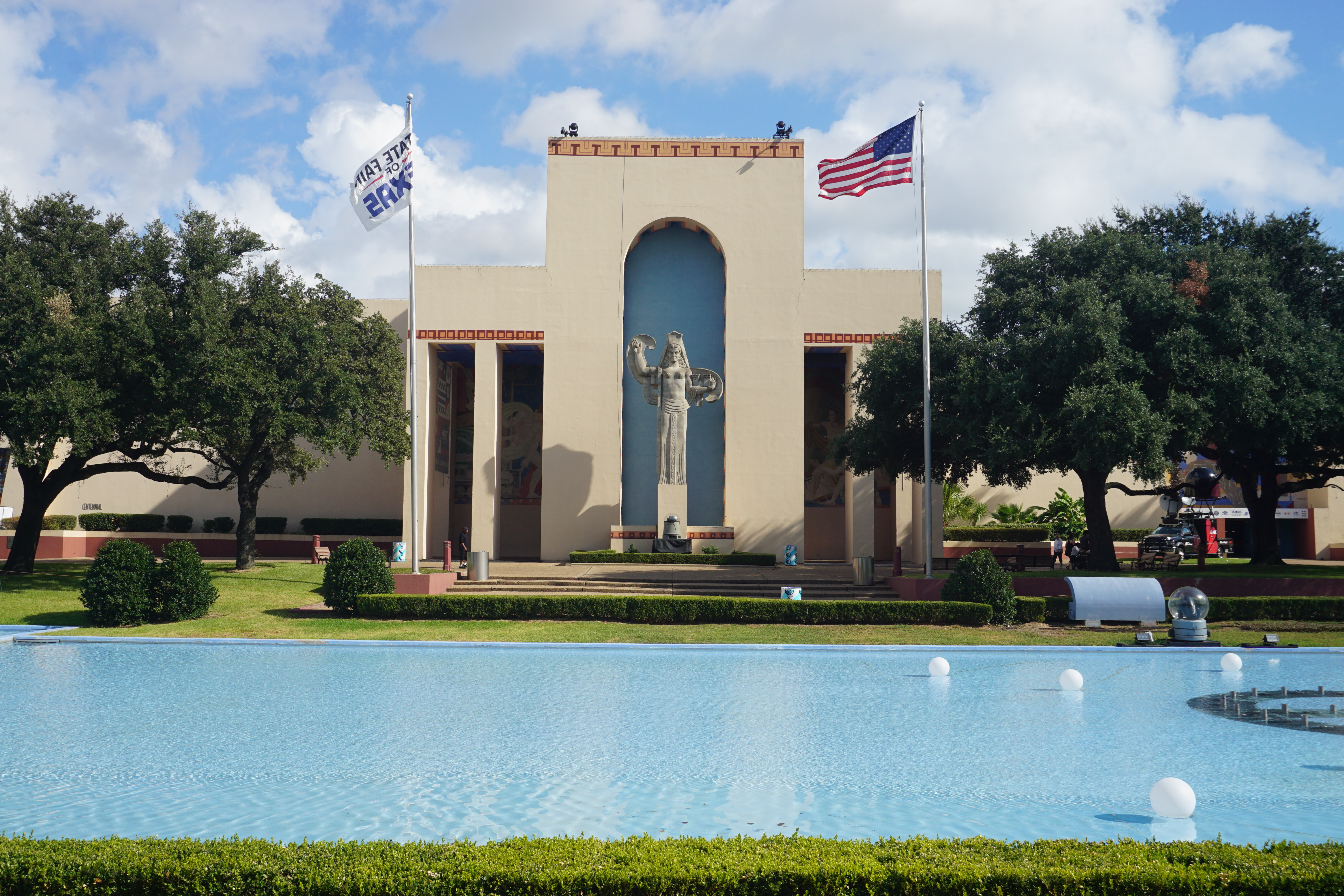
フェア・パークのステート・フェア・オブ・テキサス

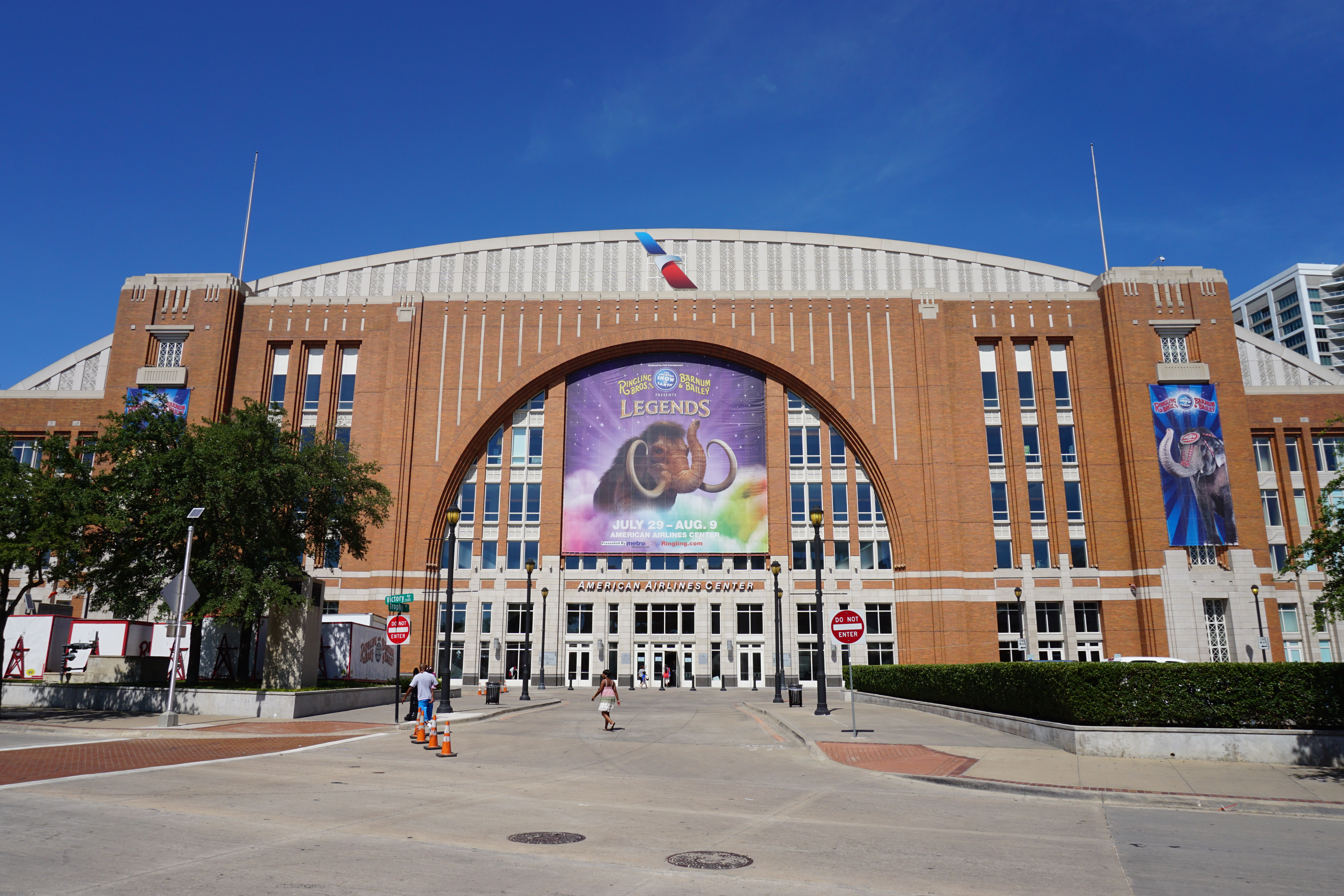
アメリカン・エアラインズ・センター

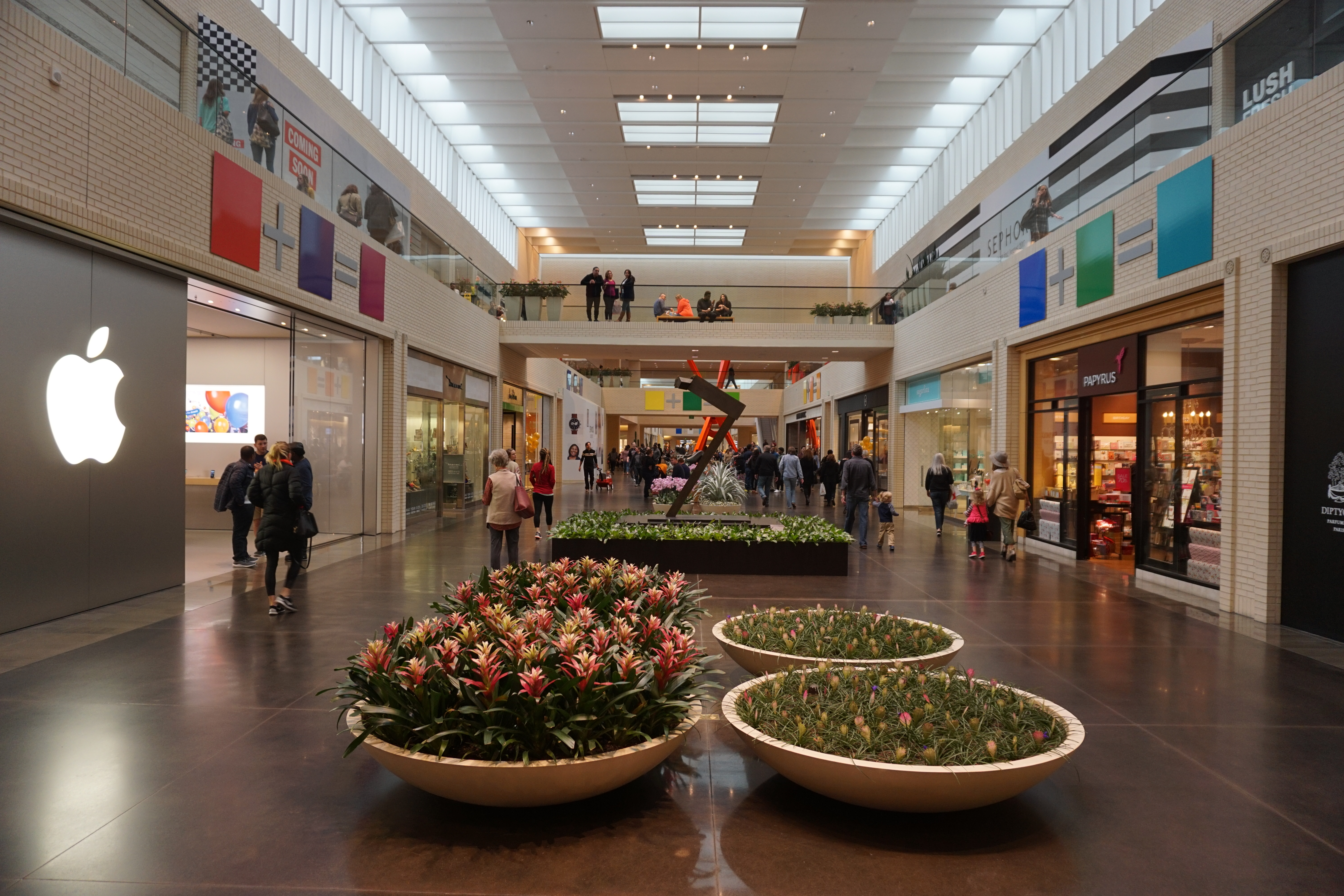
ノースパーク・センター

古くから交易の拠点であったことから、市民は常に新しい物を採り入れる姿勢を持っている。文化的に洗練された先進的大都市ではあるが、やはりアメリカ合衆国南部（南西部）やテキサス州という立地上、その特有の思想や文化面におけるアメリカ的保守性は保たれている。

### 芸術および博物館
ダウンタウン北部のアート地区には多くの芸術施設があり、連続するアート地区として全米最大となっている。この地区の主な施設はダラス美術館、ダラス交響楽団とダラス・ウインズの本拠地であるモートン・H・メイヤーソン・シンフォニー・センター、ネイシャー・スカルプチャー・センター、クロウ・アジア美術館である。
ダウンタウンのペロー自然科学博物館は自然の歴史や科学についての博物館である。2005年、プリツカー賞受賞者のトム・メインおよびメイン率いるモーフォシス建設により14階の高さの6階建ての180,000-平方フート (17,000 m2)の施設が設計された。
ダラス・チャンバー・シンフォニーの本拠地ムーディ・パフォーマンス・ホール、ダラス・シアター・センターおよびダラス・ブラック・ダンス・シアターの本拠地ディ&チャールズ・ワイリー・シアター、ダラス・オペラおよびテキサス・バレエ・シアターの本拠地ウィンスピア・オペラ・ハウスはAT&Tパフォーミング・アーツ・センターの施設の一部である。
この地区の北部には南メソジスト大学のミードウズ美術館がある。2009年からの3年間、スペインのマドリードにあるプラド美術館とパートナーシップを結んでいた。プラド美術館はスペインの美術品をメインとし、de Juanes、エル・グレコ、マリアノ・フォルトゥーニ、フランシスコ・デ・ゴヤ、バルトロメ・エステバン・ムリーリョ、パブロ・ピカソ、Pkensa、ホセ・デ・リベーラ、Rico、ディエゴ・ベラスケス、フランシスコ・デ・スルバラン他スペイン人芸術家の作品と共に、ミードウズ美術館にスペイン絵画のコレクションを持っている。これらの作品やオーギュスト・ロダンやヘンリー・ムーアなどの彫刻家のようなスペイン人以外の作品により、プラド美術館とミードウズ美術館のコラボレーションは大成功し、契約を延長している。
Institute for Creation Researchは天地創造に関する博物館ICR Discovery Center for Science & Earth Historyを運営している。
ウォーレン委員会の報告書によると1963年にリー・ハーヴェイ・オズワルドがジョン・F・ケネディ大統領を暗殺したテキサス教科書倉庫は1980年代より郡庁舎として使用され、6階および7階はシックスフロア博物館となっている。
The American Museum of the Miniature Artsはフェア・パークのホール・オブ・ステートにある。このアート地区にはDISDの近年拡大したマグネット・スクールのBooker T. Washington High School for the Performing and Visual Artsがある。アート地区に隣接したCity Center Districtにはダラス現代美術館がある。
1920年代から1930年にかけて、ダウンタウンのすぐ東のディープ・エルムは元々アメリカ合衆国南部の主要なジャズやブルースで人気の場所であった。ブラインド・レモン・ジェファーソン、ロバート・ジョンソン、レッドベリー、ベッシー・スミスなどのミュージシャンたちがハーレムやパレスなどのディープ・エルムにあるクラブで元々演奏していた。近年、ディープ・エルムはロフトに住む何百ものアーティストの本拠地となっており、バー、パブ、ライヴ会場などと共に地域一帯にスタジオがある。
グラフィティに対する市の規制が緩く、アートが盛んな地域となり、トンネル、ビルの側面、歩道、道路などを含む公共の場が壁画のように覆われている。2006年にグリーンライン建設のため解体されたグッド・ラティマ―・トンネルが顕著な例であった。
以前のディープ・エルムのように、ダウンタウン南部のシーダーズもスタジオ・アーティストの人口およびエンターテイメント施設が増えている。2000年代初頭、シアーズ倉庫跡地にロフト、スタジオ、小売店が入居するサウスサイド・オン・ラマーが開業してからこの地域のアート・シーンが成長を始めた。
近年、ギリーズ・ダラス、プア・デイヴィッド・パブなどが人気となっている。2005年9月、ダラス・マーベリックスのオーナーで地元起業家のマーク・キューバンがシーダーズ駅近くのラマー通り沿いの土地を買収しており、エンターテイメント複合施設を計画しているのではないかと推測されている。トリニティ川南部のオーク・クリフにあるビショップ・アート地区は改築した倉庫に住む多くのスタジオ・アーティストが本拠地としている。道路沿いのビルの壁には壁画が描かれ、多種多様な多くのレストランや店舗のある道に囲まれている。
市役所に文化局があり、市内の6つの文化センターを運営し、地元のアーティストや劇場に資金提供し、パブリックアートを計画し、市営のクラシック・ラジオ局WRRを運営する。2014年9月のロサンゼルス級原子力潜水艦ダラス退役後、博物館船となる予定であったが延期となった。ヒューストンで解体され、トラックで展示場に運ばれて組み立てられる予定となっている。

### 図書館
ダラス市立図書館システムがあり、Dallas Federation of Women's Clubs会長メイ・ディクソン・イクソールの先導により創立された。イクソールの尽力により、慈善家で鉄鋼の有力者であるアンドリュー・カーネギーから寄付金を受け、1901年に最初の図書館が建てられた。
近年では、ダウンタウンのガヴァメント地区にある8階建てのJ・エリック・ジョンソン中央図書館を含み、分館が30箇所ある。

### 料理
市民の外食に費やす金額が他の都市よりも多く、比較的グルメな街としても知られ、人口に対するレストランの数がニューヨークの2倍ともいわれる。
ダラスはバーベキュー、メキシコ料理、テクス・メクス料理で知られる。また、1971年にレストラン店主のマリアノ・マルティネスによるフローズン・マルガリータ製造機を含む調理器具で有名である。

### 見どころ
- アドルファス・ホテル
- アフリカ系アメリカ人博物館 (ダラス)（英語版）
- アメリカン・エアラインズ・センター
- アン・アンド・ガブリエル・バービー・ミューラー博物館
- ダラス芸術地区（英語版）
- AT&Tパフォーミング・アーツ・センター（英語版）
- ビショップ芸術地区（英語版）
- シーダース (ダラス)（英語版）
- コットン・ボウル
- ダラス樹木園&植物園
- ダラス・バプテスト大学（英語版）
- ダラス室内楽団（英語版）
- ダラス・ヒルトン（英語版） - 世界初のモダン・ヒルトン
- ダラス・ホロコースト人権博物館（英語版）
- ダラス市庁舎（英語版）
- ダラス美術館
- ダラス世界水族館
- ダラス動物園
- ディーリー・プラザ
- ディ&チャールズ・ワイリー劇場（英語版）
- デザイン地区 (ダラス)（英語版）
- エクスポジション・パーク (ダラス)（英語版）
- フェア・パーク
- ファーマーズマーケット (ダラス)（英語版）
- ダラス連邦準備銀行
- フロンティアズ・オブ・フライト・ミュージアム（英語版）
- ガレリア・ダラス（英語版）
- ジョージ・W・ブッシュ大統領センター（英語版）
- ハイランド・パーク・ヴィレッジ（英語版）
- ジョン・フィッツジェラルド・ケネディ・メモリアル（英語版）
- カリタ・ハンフリーズ劇場（英語版） - フランク・ロイド・ライト設計
- ケイティ・トレイル (ダラス)（英語版）
- カービー・ビルディング（英語版）
- クライド・ウォレン・パーク（英語版）
- マジェスティック・シアター (ダラス)（英語版）
- マーガレット・ハント・ヒル橋（英語版）
- ミードウズ美術館（英語版）
- モートン・H・マイヤーソン・シンフォニー・センター（英語版）
- マンガー・プレイス歴史地区 (ダラス)（英語版）
- 聖書美術館 (ダラス)（英語版）
- ナッシャー彫刻センター（英語版）
- ニーマン・マーカス・ビルディング（英語版）
- ノースパーク・センター（英語版）
- パイオニア・プラザ（英語版）
- ペロー自然科学博物館（英語版）
- リユニオン・タワー
- ロナルド・カーク橋（英語版）
- シックスフロア博物館
- サウス・ブルヴァ―ド・パーク・ロウ歴史地区（英語版）
- 南メソジスト大学
- サウスフォーク・レンチ（英語版） - 『ダラス』(1978年)、『ダラス (2012年のテレビドラマ)（英語版）』(2012年)に登場
- スイス・アベニュー歴史地区（英語版）
- テキサス教科書倉庫
- テキサス映画館（英語版）
- サンクスギビング・スクエア（英語版）
- クロウ・アジア美術館
- トリニティ・リバー・オーデュボン・センター（英語版）
- ヴィクトリー・パーク (ダラス)（英語版）
- ホワイト・ロック・レイク（英語版）

### イベント
1886年より毎年フェア・パークにてステート・フェア・オブ・テキサスが開催され、市の経済に年間5千万ドルの経済効果を生むとされる。コットン・ボウルにてオクラホマ大学とテキサス大学オースティン校のカレッジフットボールの試合が行なわれるレッド・リバー・ショウダウンも非常に多くの観客が訪れる。コットン・ボウルでは他にステート・フェア・クラシック、ファースト・レスポンダー・ボウルも開催される。
メキシコ系人口の多いダラスでは複数のシンコ・デ・マヨの祭が行なわれる。またロウワー・グリーンヴィルで聖パトリックの祝日のパレードが行われる他、ジューンティーンス・フェスティバル、テイスト・オブ・ダラス、ディープ・エルム・アーツ・フェスティバル、グリーク・フード・フェスティバルが開催される。ハロウィンにはザ・ウェイクの他、シーダー・スプリングス・ロードのハロウィン・パレード、ダウンタウンのアート地区のゾンビ・ウォークなどがある。
ヴィクトリー・パークがオープンして以降、テレビ局WFAAはニューヨークのタイムズ・スクエアに倣ってAT&Tプラザで年越しイベントを開催し、2011年には32,000人が訪れ新記録となった。年越しイベントのビッグ・D・NYEは数年で終了し、新たな年越しイベントが始まりリユニオン・タワーから花火が打ち上げられ、KXASなどのテレビ局が中継した。またダラスの複数のオムニ・ホテルが大規模な年越しイベントを開催し、マーダーミステリー・パーティ、レイヴ・イベントなどを行なう。

## スポーツ

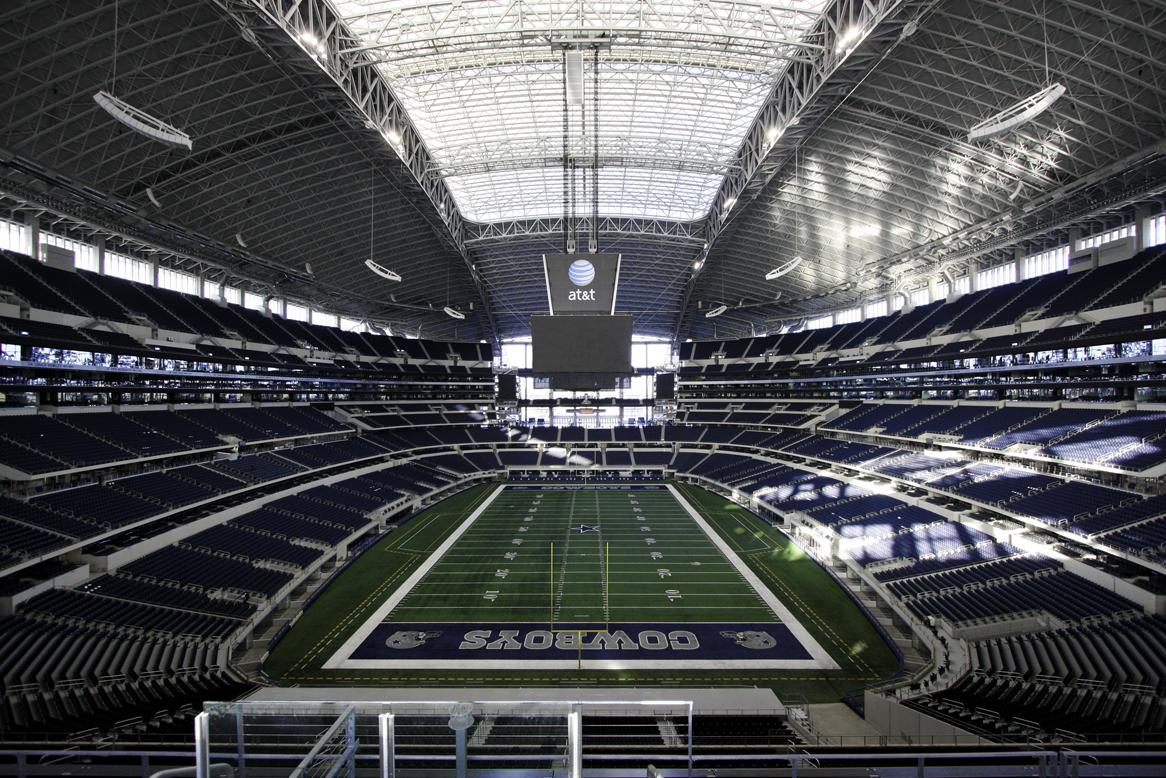
ダラス・カウボーイズの本拠地AT&Tスタジアム

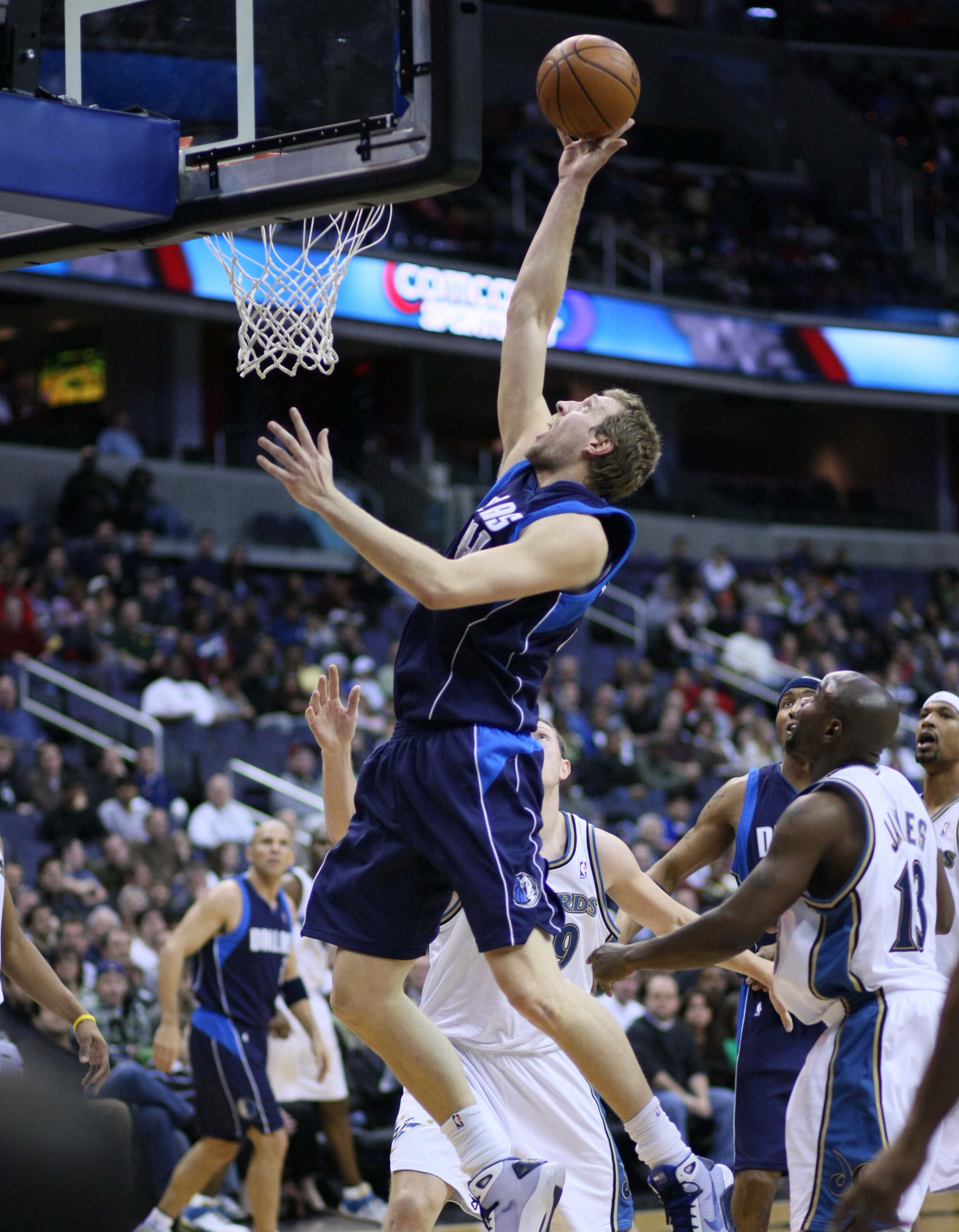
ダラス・マーベリックスのダーク・ノヴィツキー

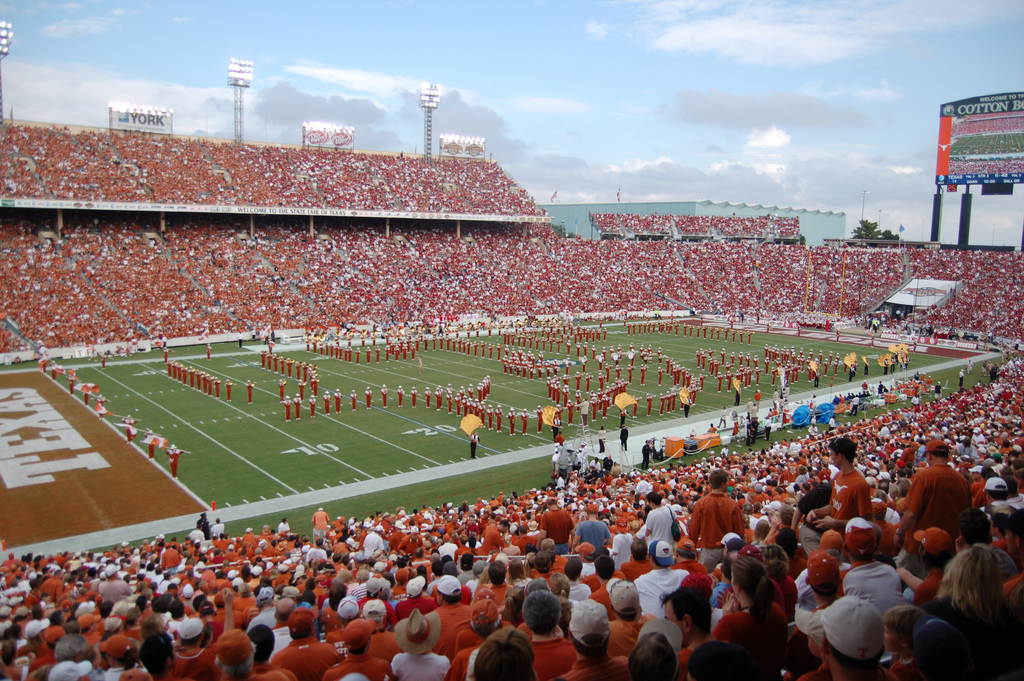
コットン・ボウルでのレッド・リバー・ショウダウン

ダラス・フォートワース都市圏はプロスポーツリーグにとって州内の都市ヒューストンと同じく重要な拠点である。北米4大スポーツであるアメリカンフットボール・野球・バスケットボール・アイスホッケーのすべてのプロスポーツチームが同地に本拠地を置いている。
- ダラス・カウボーイズ（NFL）
- テキサス・レンジャーズ（MLB）
- ダラス・マーベリックス（NBA）
- ダラス・スターズ（NHL）
- FCダラス（MLS）
- ダラス・ウィングス（WNBA）

### メジャー・リーグ
NFLのダラス・カウボーイズは近郊都市アーリントンを本拠地としている。1960年に創設され、エクスパンションとしてリーグに参加した。創立間もない頃から強く、これまでに22回地区優勝し、スーパーボウルに8度出場して5度制覇しており、その圧倒的な強さからアメリカを代表するチームとして、『アメリカズチーム』と称されるほど人気がある。2015年には、大手世論調査会社ハリス・インタラクティブが2015年に公表した世論調査によると、NFLで最も人気の高いチームである。世界で最も財政的価値があるスポーツ・チームとされ、その価値は約40億ドルとされる。2009年、本拠地をアーリントンにある新築の8万席のAT&Tスタジアムに移転した。なお2011年2月6日、この球場で第45回スーパーボウルが行なわれ、ピッツバーグ・スティーラーズとグリーンベイ・パッカーズが対戦した。カウボーイズはナショナル・フットボール・カンファレンス(NFC)のNFC東地区に所属している。
MLBのテキサス・レンジャーズは近郊都市アーリントンにあるグローブライフ・フィールドを本拠地としている。1961年にワシントンD.C.で創設され、1972年にテキサス州に移転した。1960年代から80年代にかけて長く低迷したが、1989年にアストロズから移籍してきたノーラン・ライアンが加入。既に入団時点で40歳を超えていたが、通算400勝・通算5000奪三振・ノーヒットノーラン2回を成し遂げた。1996年に初の地区優勝を成し遂げるとその後上位に食い込むようになり、2010年には創設以来初のアメリカン・リーグ優勝となったが2010年のワールドシリーズでサンフランシスコ・ジャイアンツに1勝3敗で敗れ、翌2011年も2年連続のアメリカン・リーグ優勝を果たして2連覇を達成したがセントルイス・カージナルスとの2011年のワールドシリーズで3勝4敗と再び敗れ、前年の雪辱を果たせなかった。2023年にはアリゾナ・ダイヤモンドバックスとの2023年のワールドシリーズを4勝1敗で制し、悲願のシリーズ制覇を果たした。レンジャーズはアメリカンリーグ西地区に所属する。
NBAのダラス・マーベリックスはアメリカン・エアラインズ・センターを本拠地としている。1980年に創立され、エクスパンションとしてリーグに参加した。2011年、ダーク・ノヴィツキー率いるマーベリックスはNBAファイナル初制覇を果たした。マーベリックスはウェスタン・カンファレンスのサウスウェスト・ディビジョンに所属している。
NHLのダラス・スターズはアメリカン・エアラインズ・センターを本拠地としている。1967年にミネソタ州で創立され、1993年にテキサス州に移転した。8回セントラル・ディビジョンで優勝し、2回レギュラーシーズンにおいて最も多くの勝ち点を獲得したとしてプレジデンツトロフィーを受賞し、3回ウェスタン・カンファレンスで優勝し、1999年、スタンレー・カップで優勝した。スターズはウェスタン・カンファレンスのセントラル・ディビジョンに所属している。
MLSのFCダラスは近隣都市フリスコにあるトヨタ・スタジアムを本拠地としている。1995年に創立され、ダラス・バーンという名でコットン・ボウルを本拠地としていた。MLSでは優勝したことがないが、1997年と2016年にUSオープンカップで優勝し、2016年にサポーターズ・シールドを受賞した。FCダラスはウェスタン・カンファレンスに所属している。1968年から1981年、北米サッカーリーグにダラス・トルネードが所属していた。
WNBAのダラス・ウィングスは近郊都市アーリントンにあるカレッジ・タウン・センターを本拠地としている。1998年にミシガン州で創立され、2016年にテキサス州に移転した。ウィングスはウェスタン・カンファレンスに所属している。

### マイナー・リーグ
アイスホッケーECHLのアレン・アメリカンズがアレンにあるクレジット・ユニオン・センターを本拠地としている。NHLシアトル・クラーケンのマイナー・リーグである。2009年にセントラル・ホッケー・リーグ(CHL)に創立された。2013年、2014年はCHLで、2015年と2016年はECHLで4年連続優勝している。
フットボールXFLのダラス・レネゲイズはアーリントンのグローブライフ・パークを本拠地としている。2018年に創立された。
インドアサッカーMASLのダラス・サイドキックスはアレンにあるクレジット・ユニオン・センターを本拠地としている。2012年に創立された。1984年から2004年に活動したダラス・サイドキックスに因んで名付けられた。FCダラスのリザーブチームであるノース・テキサスFCはMLSネクスト・プロのメンバーでフリスコのトヨタ・スタジアムを本拠地としている。
ダラス・マーベリックスはNBAゲータレード・リーグのテキサス・レジェンズを所有している。
ラグビーはダラスのみならずテキサス州において発展途上のスポーツである。男性から女性まで、高校から大学までの幅広い層でテキサス・ラグビー・フットボール・ユニオンに複数のクラブがある 。ダラスはラグビー・スーパー・リーグに所属する16都市の1つであり、ダラス・ハーレクインズに代表される。2020年、メジャーリーグラグビーはダラス・ジャッカルズの新たなフランチャイズとなることを発表した。オーストラリアンフットボールもダラスに浸透してきている。1998年、アメリカ・オーストラリアンフットボール・リーグに所属するダラス・マグピースが創立された。

### 大学スポーツ
ダラス市内のNCAAディビジョンI所属チームはダラス・バプティスト大学の野球チームのみである。市境外ではあるが、南メソジスト大学は飛び地のユニバーシティ・パークに位置する。近隣都市ではテキサスクリスチャン大学がフォートワース、テキサス大学アーリントン校がアーリントン、北テキサス大学がデントンにある。2014年、アーリントンのAT&TスタジアムにてNCAA男子バスケットボールトーナメントの準決勝戦が行なわれた。カレッジフットボールのコットン・ボウル・クラシックが、2009年までコットン・ボウルで開催されていたが、その後AT&Tスタジアムに移行した。
毎年10月のステート・フェア・オブ・テキサスの第2週の土曜日にコットン・ボウルにてカレッジフットボールのライバルリーの試合としてレッド・リバー・ショウダウンが行なわれ、オクラホマ大学とテキサス大学オースティン校が対戦する。
ダラス市内にある1万人を収容するフォアスター・スタジアムは主にフットボールやサッカーに使用される。

### その他
アリーナフットボールリーグのダラス・デスペラードスが2002年から2008年に活動していた。
1930年代よりプロレスリング興行が行われ、1966年よりフリッツ・フォン・エリックがプロレスリング興行を開催する。たくさんの日本人プロレスラーも試合をした。

## 公園およびレクリエーション施設

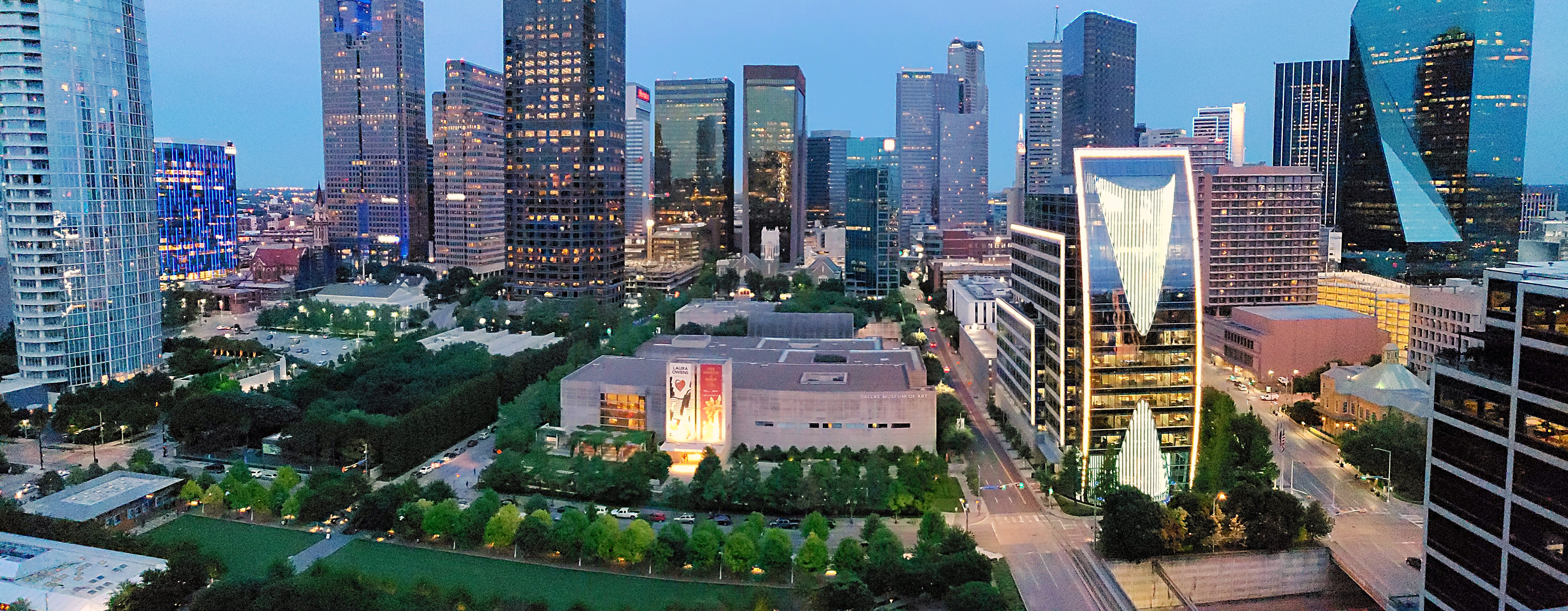
クライド・ウォレン・パークとダウンタウンのスカイライン

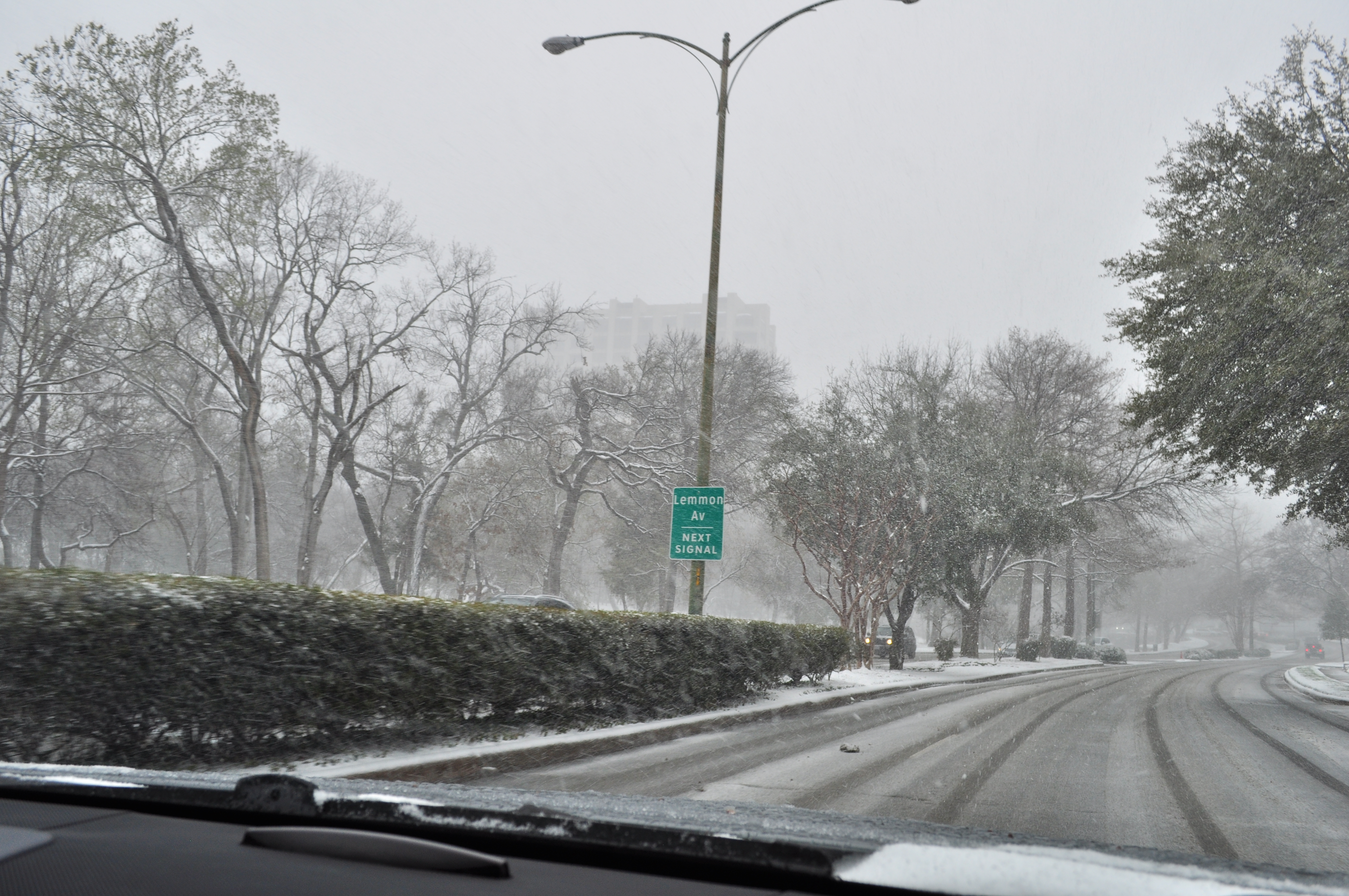
タートル・クリーク・パークの雪景色

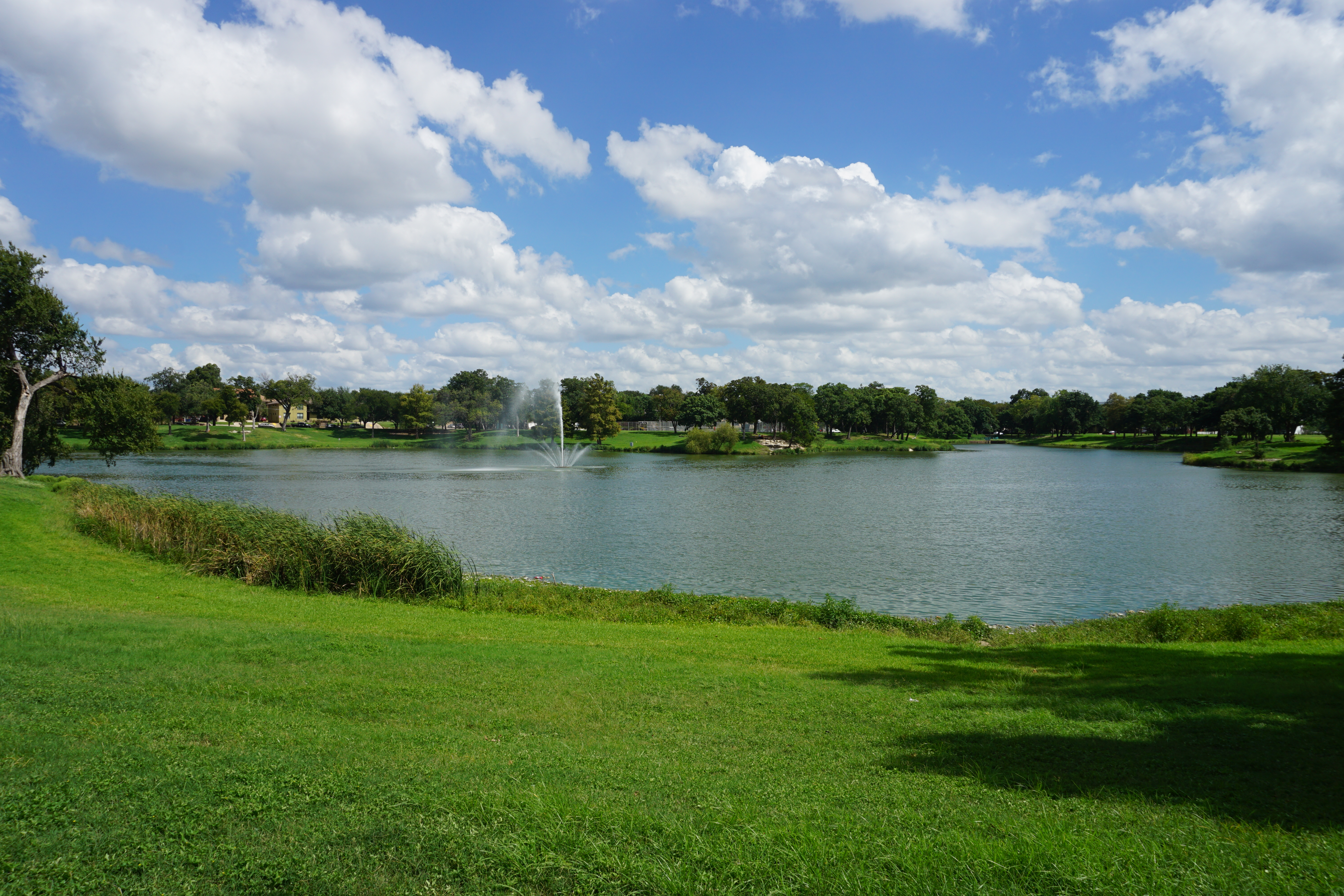
レイク・クリフ・パーク

トリニティ・リバー・プロジェクトのマーガレット・ハント・ヒル橋

ダラスは計21,000エーカー (85 km2)となる406箇所の公園を管理および操業している。これらの公園にはホワイト・ロック湖やバックマン湖など、計4,400エーカー (17.81 km2)となる湖が17箇所含まれる。2013年現在、ケイティ・トレイルを含む自転車やジョギング向けの計61.6マイル (99.1 km)となるトレイルがあり、他にレクリエーション施設47箇所、スポーツ・フィールド276箇所、プール60箇所、遊具のある公園232箇所、バスケットボールのコート173箇所、バレーボールのコート112箇所、スラブ126箇所、テニスコート258箇所、ピクニック・エリア258箇所、18ホールのゴルフ場6箇所、ゴルフ練習場2箇所、陸上競技場477箇所がある。

### フェア・パーク
ダラスで最も重要な公園はフェア・パークである。1936年、テキサス州制100周年記念博覧会が開催され、アール・デコの建築物、アート、彫刻のコレクションが世界最大となっている。また毎年、全米最大のステート・フェアであるステート・フェア・オブ・テキサスが行なわれる。2019年11月、コンサルタントがこの地域の再活性化の基本計画を公開した。

### クライド・ウォレン・パーク
億万長者のケルシー・ウォレンの息子クライド・ウォレンに因んで名づけられた。クライド・ウォレン・パークはウッド―ル・ロジャース・フリーウェイの上に建てられ、アップタウンとダウンタウン、特にアート地区とを繋ぐ。
クライド・ウォレン・パークには円形劇場、ジョギングレーン、子供用遊具、ドッグパーク、ゴルフ場、クロッケー場、卓球場、チェス台、屋外図書館、レストランのセイヴァーおよびリリッシュと様々な施設がある。パークのダウンタウン側にフードトラックも訪れることもある。週ごとにヨガ、ズンバ、スカイライン・ツアー、太極拳、瞑想などが行なわれる。オリーヴ通りにはトロリーの停留所があり、ダウンタウン、マッキニー通り、ウェスト・ヴィレッジに繋がる。

### タートル・クリーク・パークウェイ・パーク
1913年に創立されたタートル・クリーク・パークウェイ・パークはタートル・クリークとタートル・クリーク通りの間の23.7-エーカー (9.6 ha)の公園で、一帯の地域を「タートル・クリーク」と名付けられた。考古学的な調査により紀元前3,000年から1,000年の矢の先、火打石などが発見された。のちにここが木や自然の湧き水を大事にするネイティブ・アメリカンの居住地であったことが判明した。この公園はフランク・ロイド・ライトが設計したカリタ・ハンフリーズ・シアターからタートル・クリークの川を越えた場所に位置する。

### レイク・クリフ・パーク
1906年7月4日、レイク・クリフ・パークがオープンし、「南西部最大の遊び場」と呼ばれた。遊園地、巨大プール、ウォータースライダー、世界最大のスケート・リンクの他、シアターが3館あり、最大のものは2,500席のカジノ・シアターである。来場者の多くが使用していた路面電車の橋が倒壊し、レイク・クリフ・パークは売却された。カジノ・シアターは移転し、1959年にポリオの脅威によりダラス初の市立プールは取り壊された。

### リヴァーチョン・パーク
1935年、ダラスはジョン・コールの土地36エーカー (15 ha)を買収し、リヴァーチョン・パークを開発した。フランス出身で1800年代半ばに創立したラ・リユニオンに居住していた植物学者のジュリアン・リヴァーチョンに因んで名付けられた。リヴァーチョン・パークは現在のダラス東部に位置していた。ダラスの公園制度の最重要部として計画され、ダラスにとっての「セントラル・パーク」とされてきた。何年にも亘り、アヤメ園、ピクニック場、野球場、テニスコートなどパークの改善がなされてきた。アヤメ園では多くのギリシャのショー、ダンス、パフォーマンスが行なわれた。ギル井戸は近隣住民のために設置され、その癒しの力を求めて州内から人々が集まった。1953年、この野球場でニューヨーク・ジャイアンツとクリーブランド・インディアンズのエキシビション試合が行なわれた。

### トリニティ・リバー・プロジェクト
トリニティ・リバー・プロジェクトの一環で、6,000エーカー (24 km2)のグレート・トリニティ・フォレストは全米最大の都会の硬葉樹林、かつ全米最大の都会の公園の1つとなっている。2008年、数多くのトレイルや自然観察活動の導入部としてトリニティ・リバー・オーデュボン・センターが追加された。トリニティ・リバー・オーデュボン・センターはダラス公園レクリエーション局初のLEED認定建築物となった。

### ケイティ・トレイル
ミズーリ・カンザス・テキサス鉄道、通称MKT鉄道に因んで名付けられた。市が線路の延長部分3.5-マイル (5.6 km)を購入し、トレイルに作り替えた。ヴィクトリー・パークから延びた30-エーカー (12 ha)のケイティ・トレイルは、タートル・クリークやノックス・パークを通りハイランド・パークの東側に沿って走る。トレイルはセントラル・エクスプレスウェイで終わるが、レイクウッドのホワイト・ロック・レイク・トレイルまで拡大する計画が進行中である。2015年、ケイティ・トレイルはアーバン・ランド・インスティテュートより「ベスト・パブリック・プレイス」に選定された。

### 保護区
ダラス郡保護区システムの3,200エーカー (13 km2)におよぶ広大な保護区21箇所のうち、ダラス市はジョッパ保護区、マコーマス・ブラフ保護区、シーダー・リッジ保護区の3箇所を管轄している。シーダー・リッジ保護区はダラス自然センターとして知られていたが、オーデュボン・ダラスのグループがダラス市と郡に代わり633-エーカー (2.56 km2)の自然生息地を管理している。標高755フィート (230 m)に位置し、10マイル (16 km)のハイキング・トレイルやピクニック場などの様々な屋外活動ができる。

### ダラス動物園
1888年に開業した、テキサス州初にして最大の106-エーカー (0.43 km2)のダラス動物園がある。

## 政治

### 行政

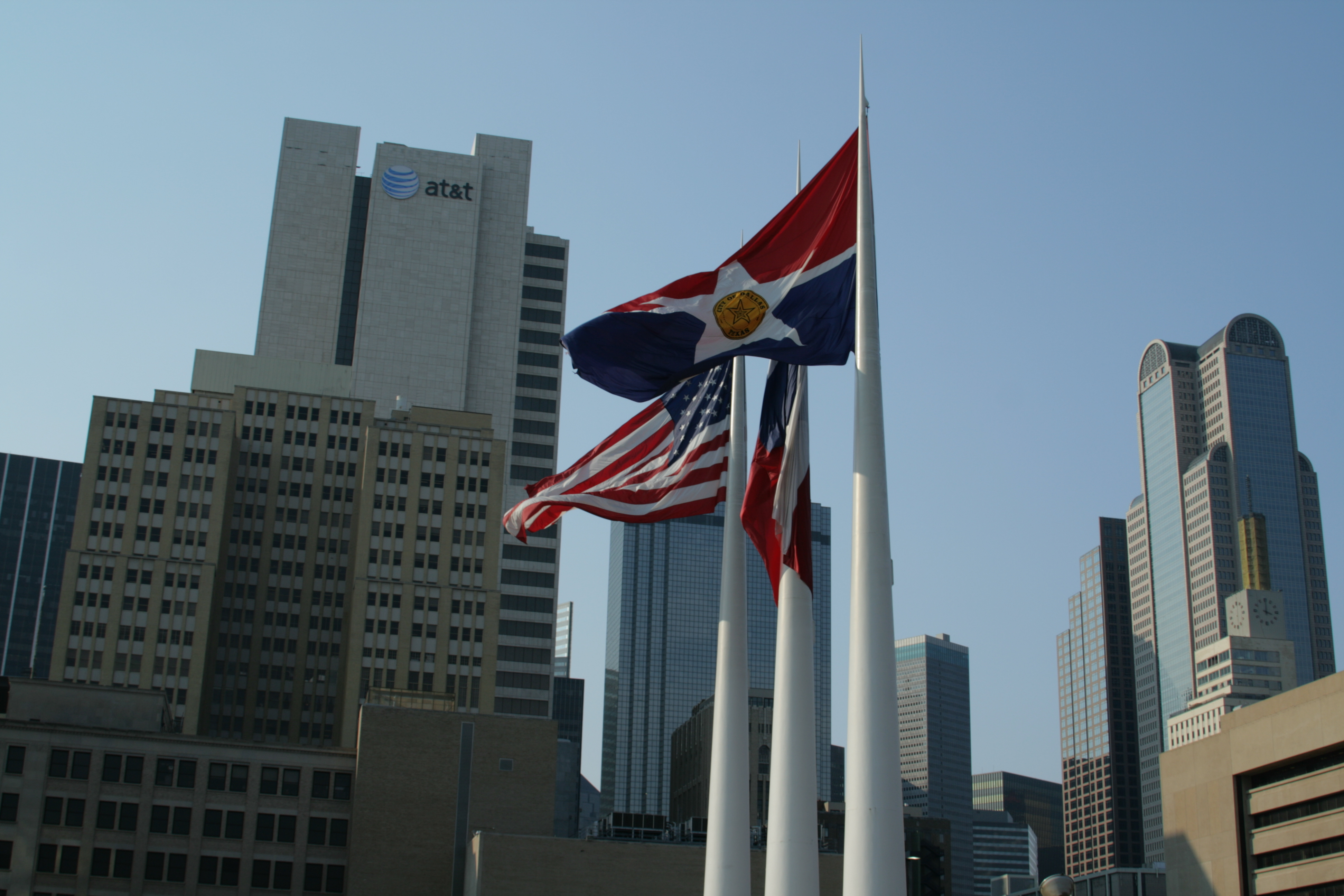
市役所前の旗

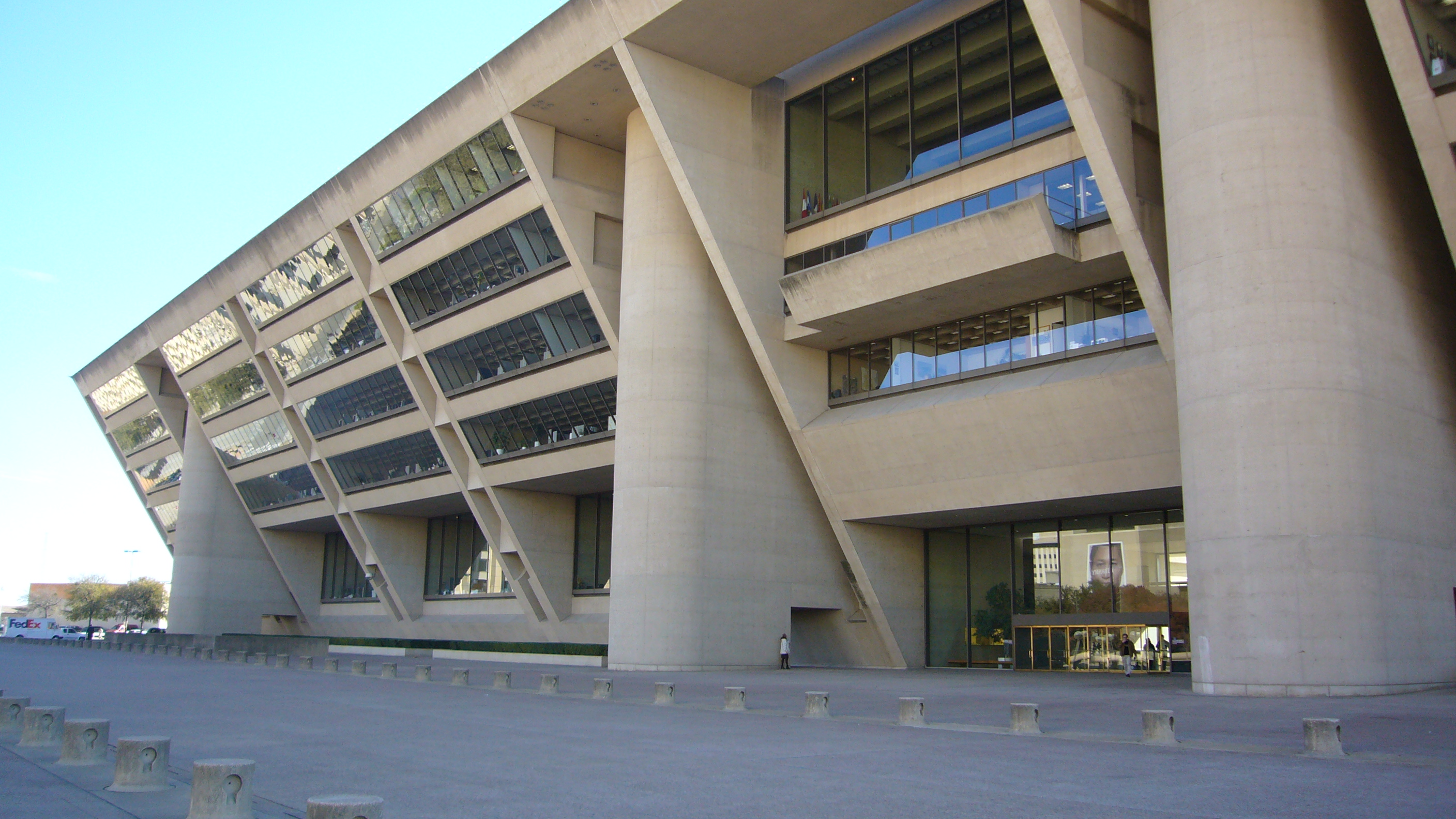
市役所

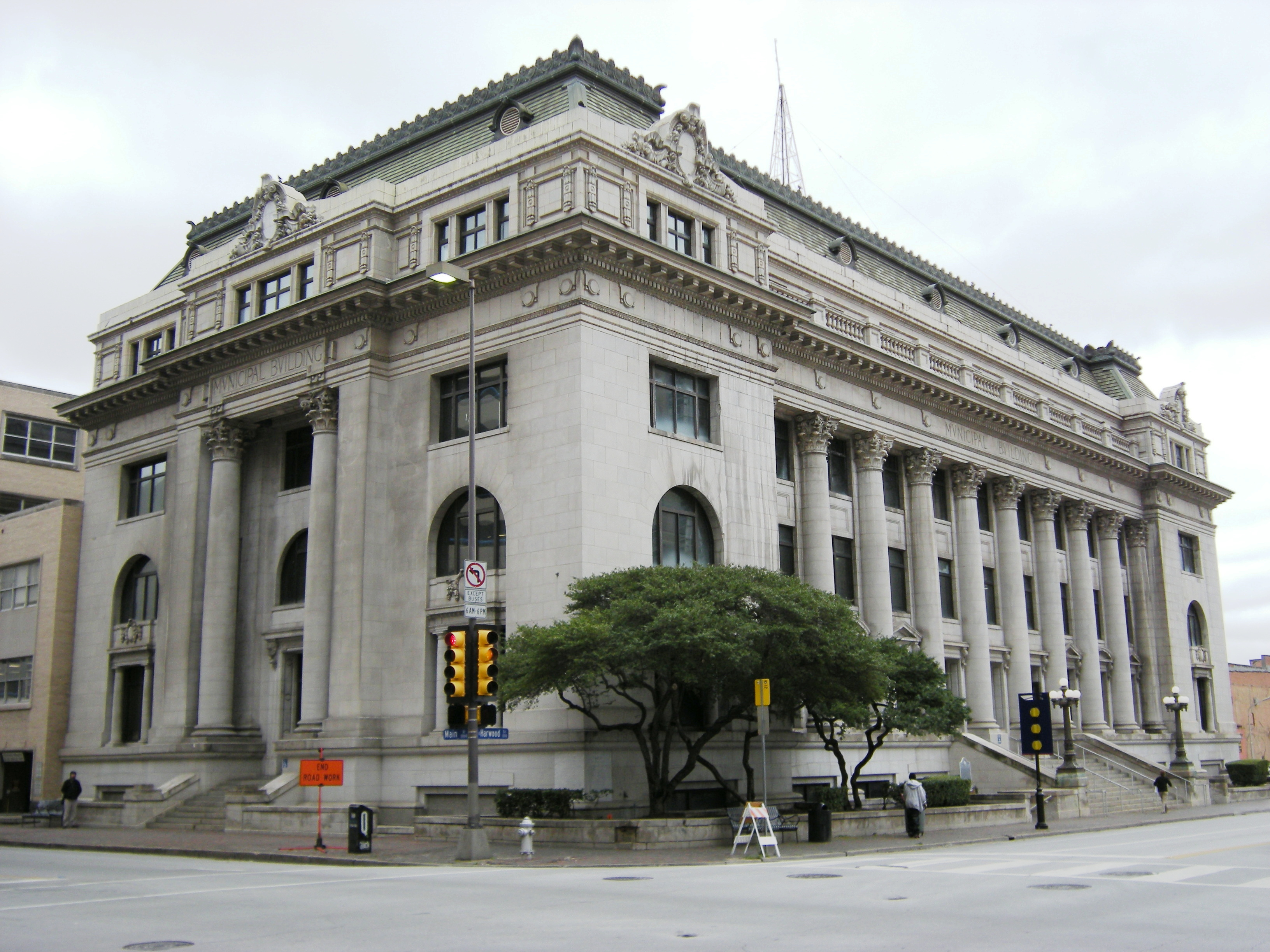
1913年に建てられた旧市役所

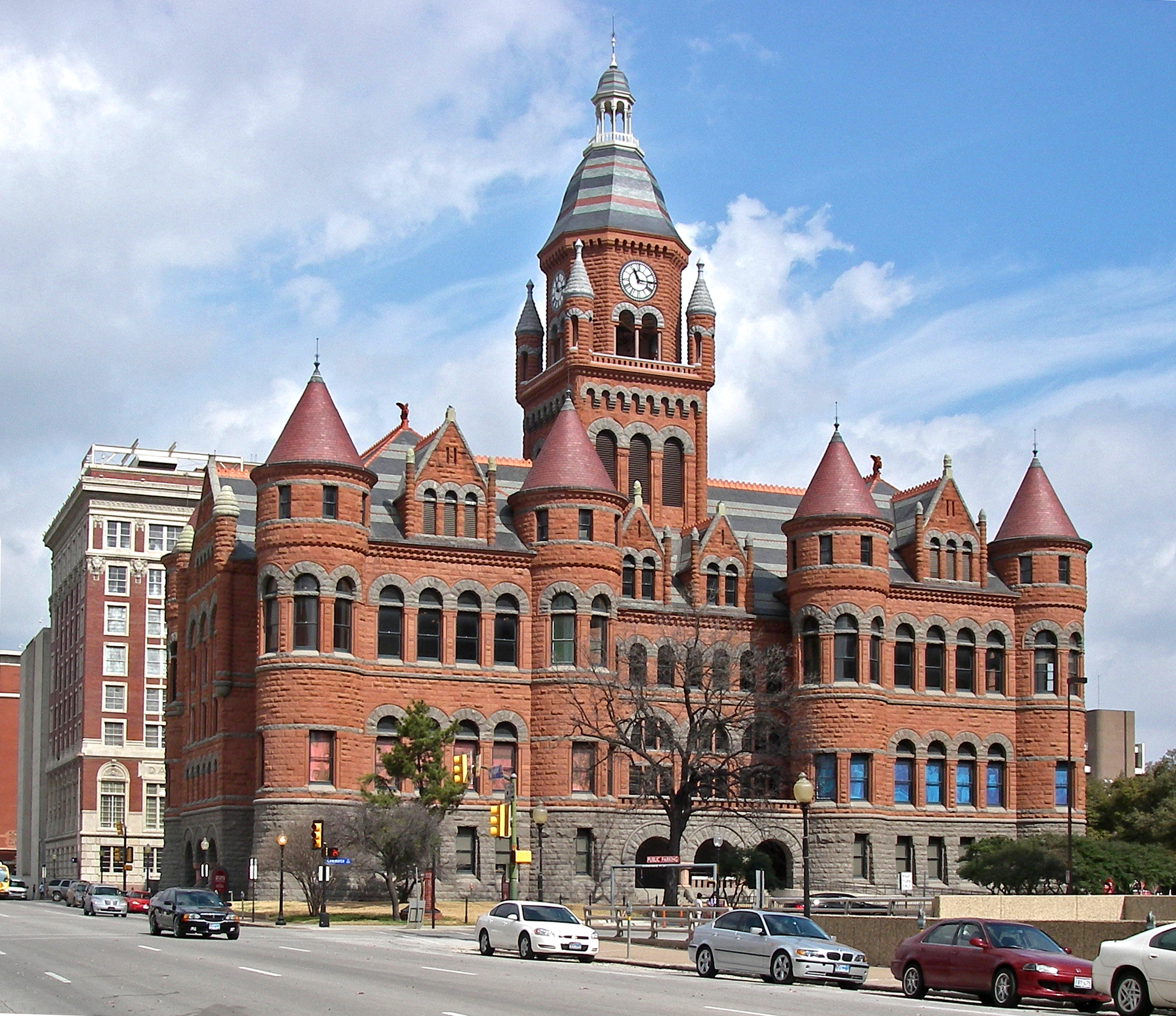
ダラス郡の歴史に関する展示物を所蔵するオールド・レッド博物館は旧ダラス郡庁舎の建物である。

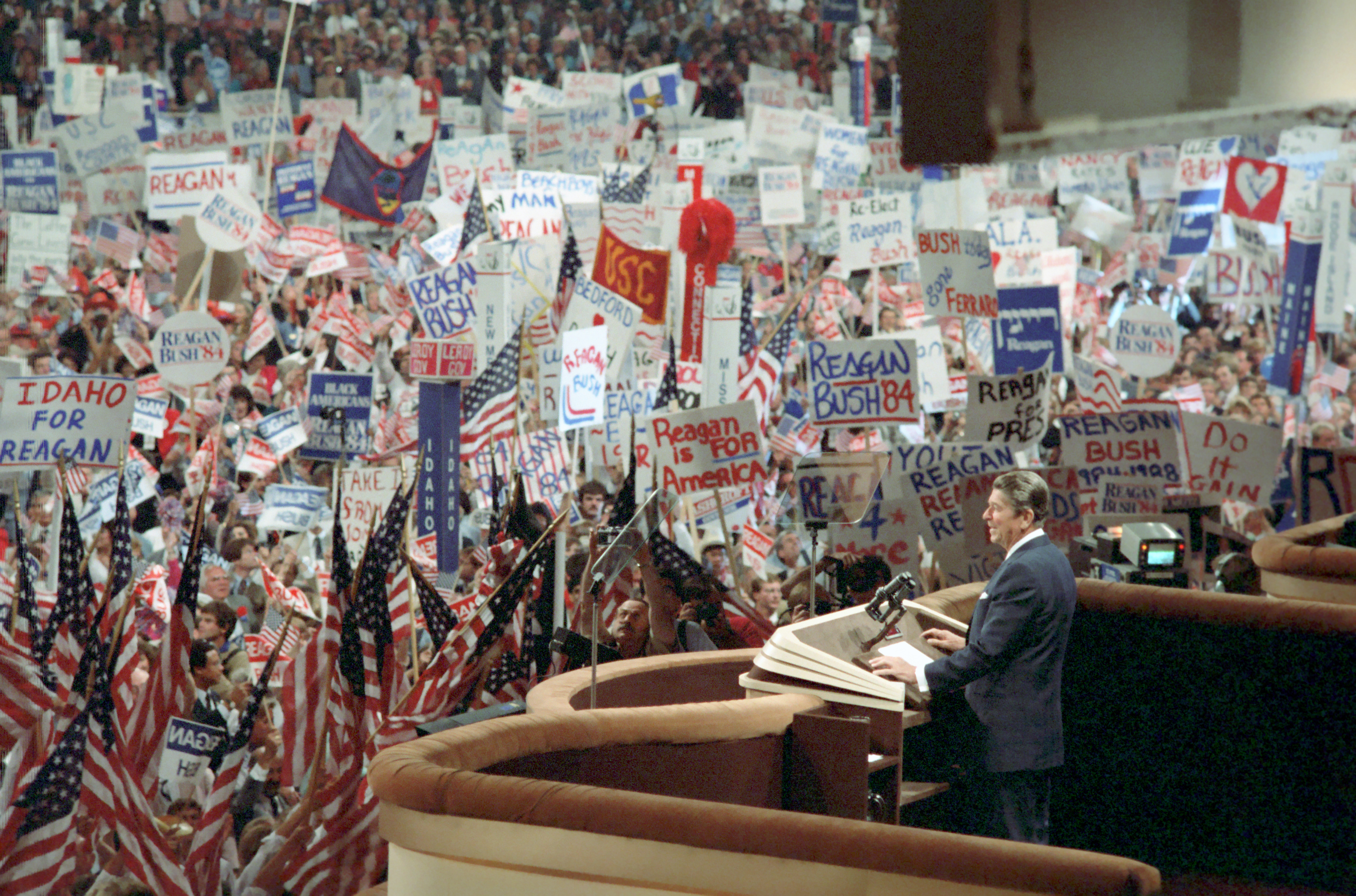
ロナルド・レーガン大統領がダラスで開催された共和党全国大会で就任演説を行なった。

シティー・マネージャー制を採用し、エリック・ジョンソンが市長、T.C. ブロードナックスが市政代行官を務め、14人の諮問委員が14の郡議会で議員を務めている。この組織構造は市長制を支持する人々から反対されたが、選挙により否決された。1969年、アニタ・N・マルティネスはダラス市議会の女性議員初のラテン系アメリカ人となった。
2017年度、損益予算と資本予算を合わせた市の予算は33億ドルであった。市の持続的成長により、予算は着実に増加しており、2002年度は17億ドル、2003年度は19億ドル、2004年度は20億ドル、2005年度は22億ドルであった。

### 連邦政府および州政府の代議員
ダラス選出連邦政府および州政府の代議員を以下に示す:
| 連邦政府                     |        |           |                         |        |          |
| 下院                         | 下院   | 下院      | 上院                    | 上院   | 上院     |
| 氏名                         | 政党   | 地区      | 氏名                    | 政党   | 政党     |
| ヴァン・テイラー             | 共和党 | 第3地区   | ジョン・コーニン        | 共和党 |          |
| ランス・グッデン             | 共和党 | 第5地区   | テッド・クルーズ        | 共和党 |          |
| ベス・ヴァン・ダイン         | 共和党 | 第24地区  |                         |        |          |
| マイケル・C・バーゲス        | 共和党 | 第26地区  |                         |        |          |
| エディ・バーニス・ジョンソン | 民主党 | 第30地区  |                         |        |          |
| コリン・アレッド             | 民主党 | 第32地区  |                         |        |          |
| マーク・ヴィーシー           | 民主党 | 第33地区  |                         |        |          |
| State                        |        |           |                         |        |          |
| 下院                         | 下院   | 下院      | 上院                    | 上院   | 上院     |
| 氏名                         | 政党   | 地区      | 氏名                    | 政党   | 地区     |
| ジャスミン・クロケット       | 民主党 | 第100地区 | ボブ・ホール            | 共和党 | 第2地区  |
| アナ・マリア・ラモス         | 民主党 | 第102地区 | アンジェラ・パクストン  | 共和党 | 第8地区  |
| ラファエル・アンチア         | 民主党 | 第103地区 | ケリー・ハンコック      | 共和党 | 第9地区  |
| ジェシカ・ゴンザレス         | 民主党 | 第104地区 | ネイサン・M・ジョンソン | 民主党 | 第16地区 |
| テリー・メザ                 | 民主党 | 第105地区 | ロイス・ウエスト        | 民主党 | 第23地区 |
| ヴィクトリア・ナーヴ         | 民主党 | 第107地区 |                         |        |          |
| モーガン・マイヤー           | 共和党 | 第108地区 |                         |        |          |
| カール・シャーマン           | 民主党 | 第109地区 |                         |        |          |
| トニ・ローズ                 | 民主党 | 第110地区 |                         |        |          |
| イヴォンヌ・デイヴィス       | 民主党 | 第111地区 |                         |        |          |
| アンジー・チェン・バトン     | 共和党 | 第112地区 |                         |        |          |
| レタ・バウワーズ             | 民主党 | 第113地区 |                         |        |          |
| ジョン・ターナー             | 民主党 | 第114地区 |                         |        |          |
| ジュリー・ジョンソン         | 民主党 | 第115地区 |                         |        |          |

テキサス北地区連邦地方裁判所はテキサス北部および西部の100以上の郡を法域とし、ダウンタウンのガバメント地区のアール・ケイベル連邦郡庁舎ビルで行なわれる。また、この建物には破産裁判所、治安判事裁判所、連邦検事事務所も入居している。ダラスにはテキサス第5控訴裁判所もある。

### 政府
ダラスは民主党が強く、2020年アメリカ合衆国大統領選挙では69%がジョー・バイデン支持、2016年アメリカ合衆国大統領選挙では67%がヒラリー・クリントン支持であった(記入投票を除く)。民主党支持者はダウンタウンを含む都心部および南部を中心に広範囲に広がり、共和党支持者は北部の一部に広がっている。2004年大統領選挙では57%の有権者が元テキサス州知事のジョージ・W・ブッシュではなくジョン・ケリーを支持した。ダラス郡ではほぼ半々で、50%がブッシュ支持、49%がケリー支持であった。2008年および2012年の大統領選挙ではどちらもダラス郡で57%がバラク・オバマを支持し、ダラス市はより多かった。2016年の大統領選挙ではダラス市の約66%がヒラリー・クリントン支持、28%がドナルド・トランプ支持であった。ダラス郡では61%がクリントン支持、35%がトランプ支持であった。2004年、レズビアンを公表するループ・ヴァルデスが、退職までテキサス州唯一の女性保安官としてダラス郡保安官に当選した。郡刑務所の管理方法に議論があったにもかかわらず、2008年には共和党の対立候補ロウェル・カナディに10ポイント上回り再選された。
| 年   | 民主党        | 共和党        | 第三政党    |
| ---- | ------------- | ------------- | ----------- |
| 2020 | 69.3% 315,166 | 28.4% 129,086 | 2.2% 10,351 |
| 2016 | 67.2% 247,424 | 28.7% 105,814 | 4.1% 15,169 |

| 年   | 民主党        | 共和党        | 第三政党    |
| ---- | ------------- | ------------- | ----------- |
| 2020 | 65.4% 293,817 | 32.0% 143,861 | 2.6% 11,506 |
| 2018 | 71.2% 255,236 | 28.1% 100,633 | 0.7% 2,636  |
| 2014 | 57.9% 107,549 | 42.1% 78,094  | 0.0% 0      |

## 教育

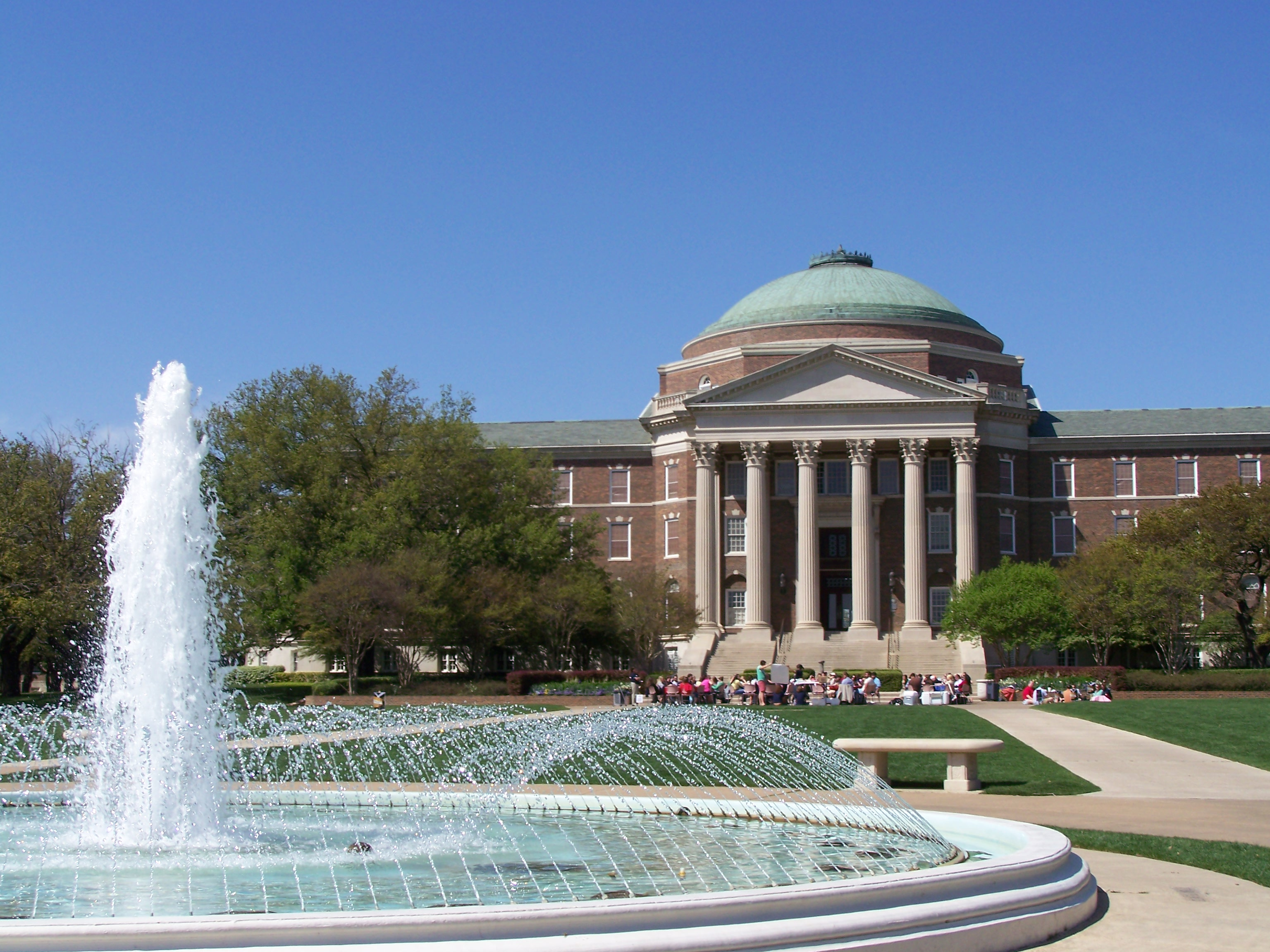
ユニバーシティ・パークにある南メソジスト大学のダラス・ホール

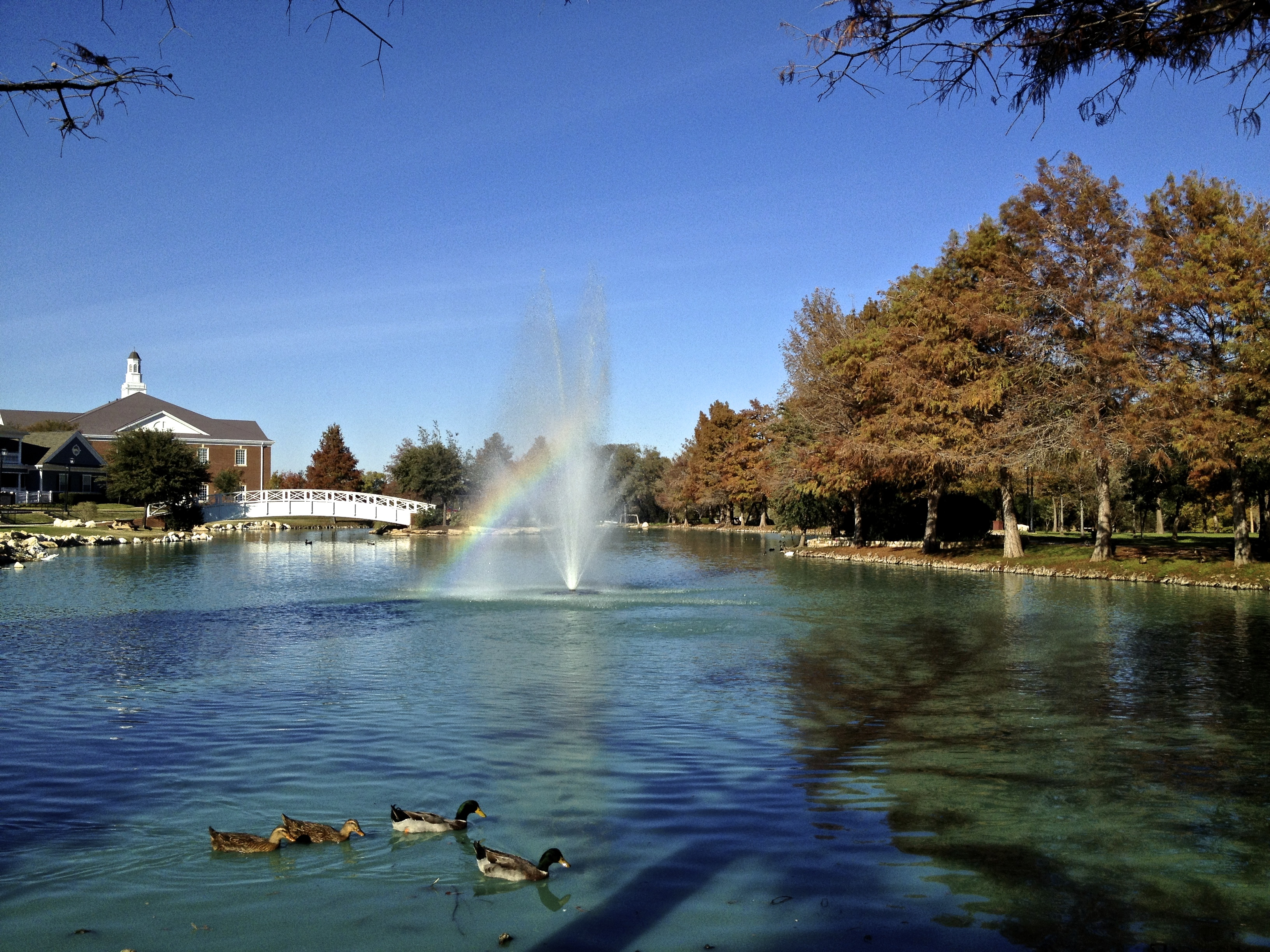
ダラス・バプティスト大学

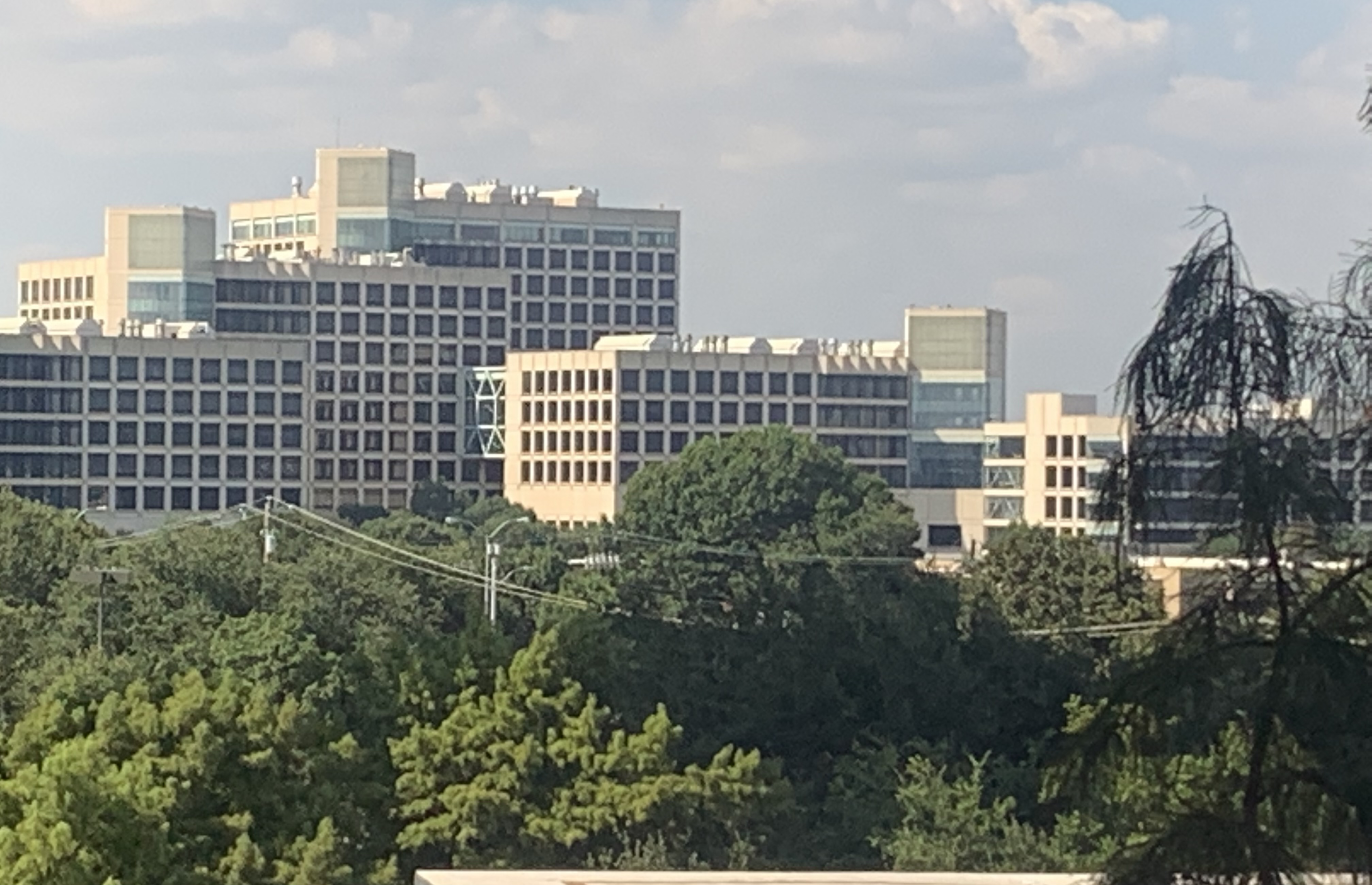
テキサス大学サウスウェスタン校

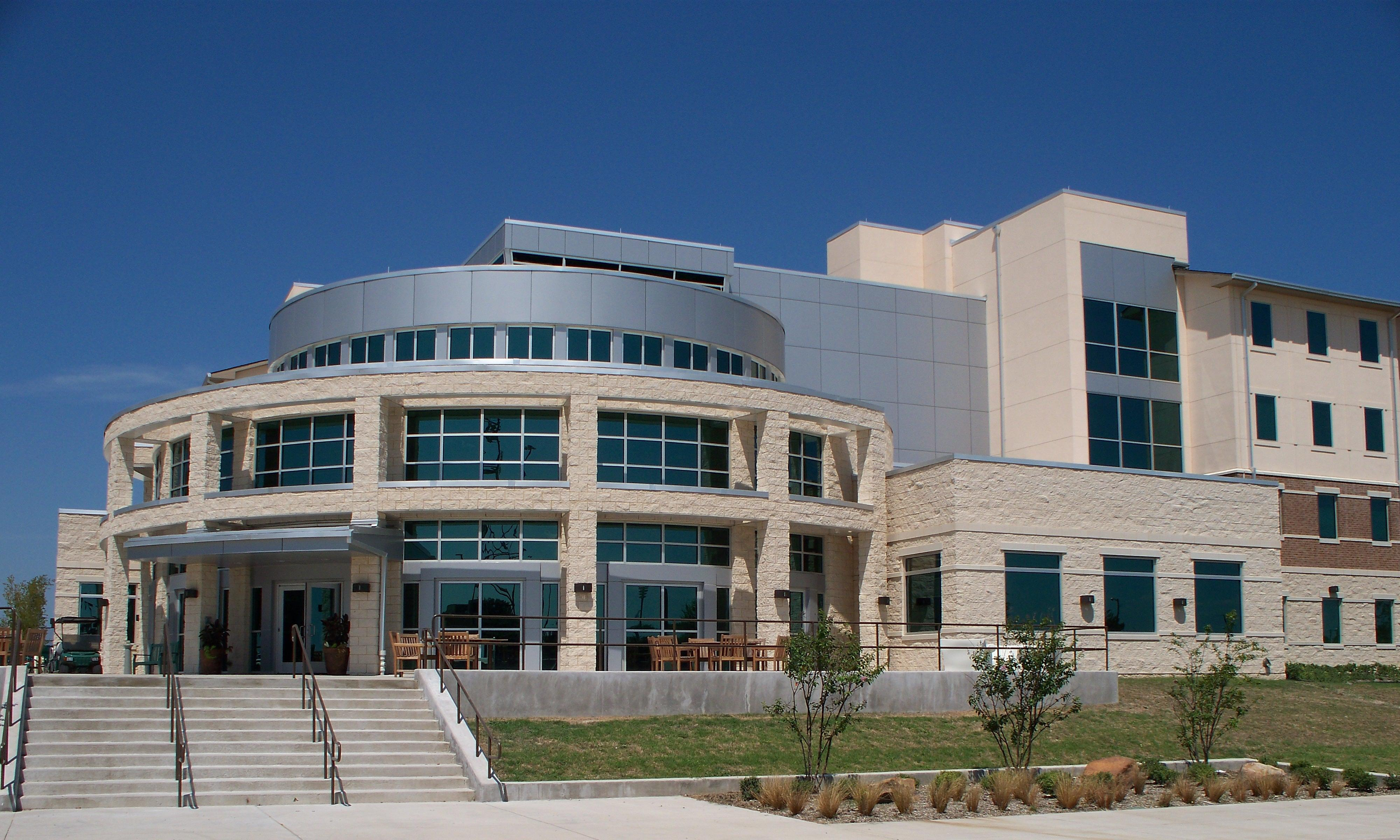
テキサス大学ダラス校の学生寮

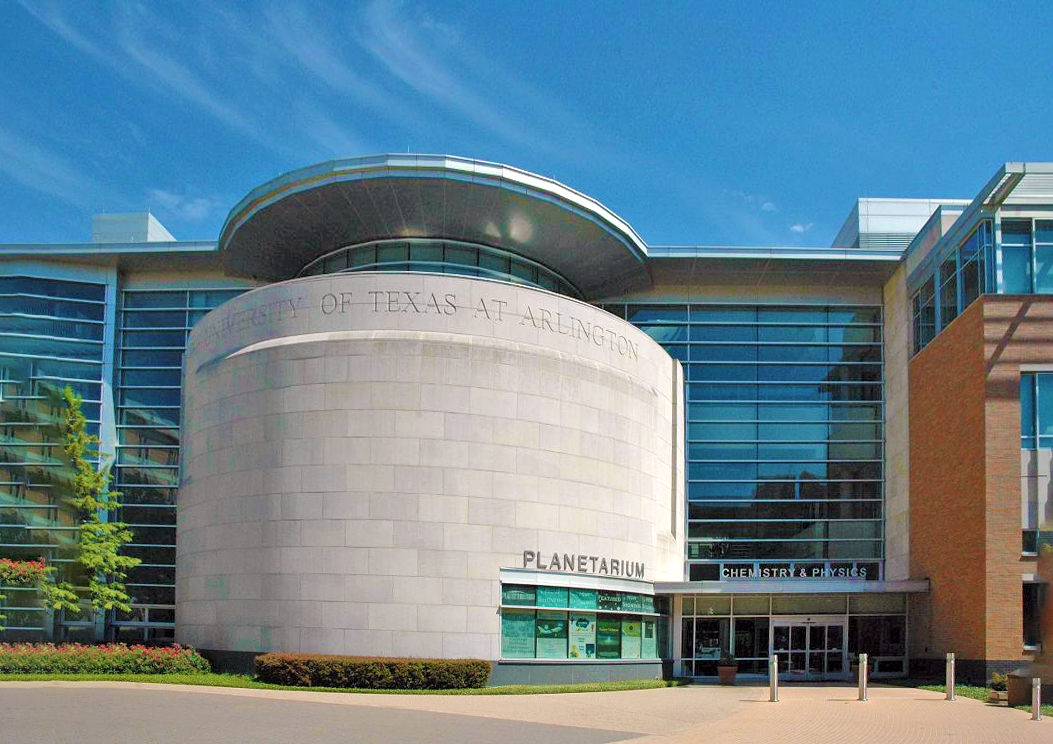
テキサス大学アーリントン校の物理化学ビルおよびプラネタリウム

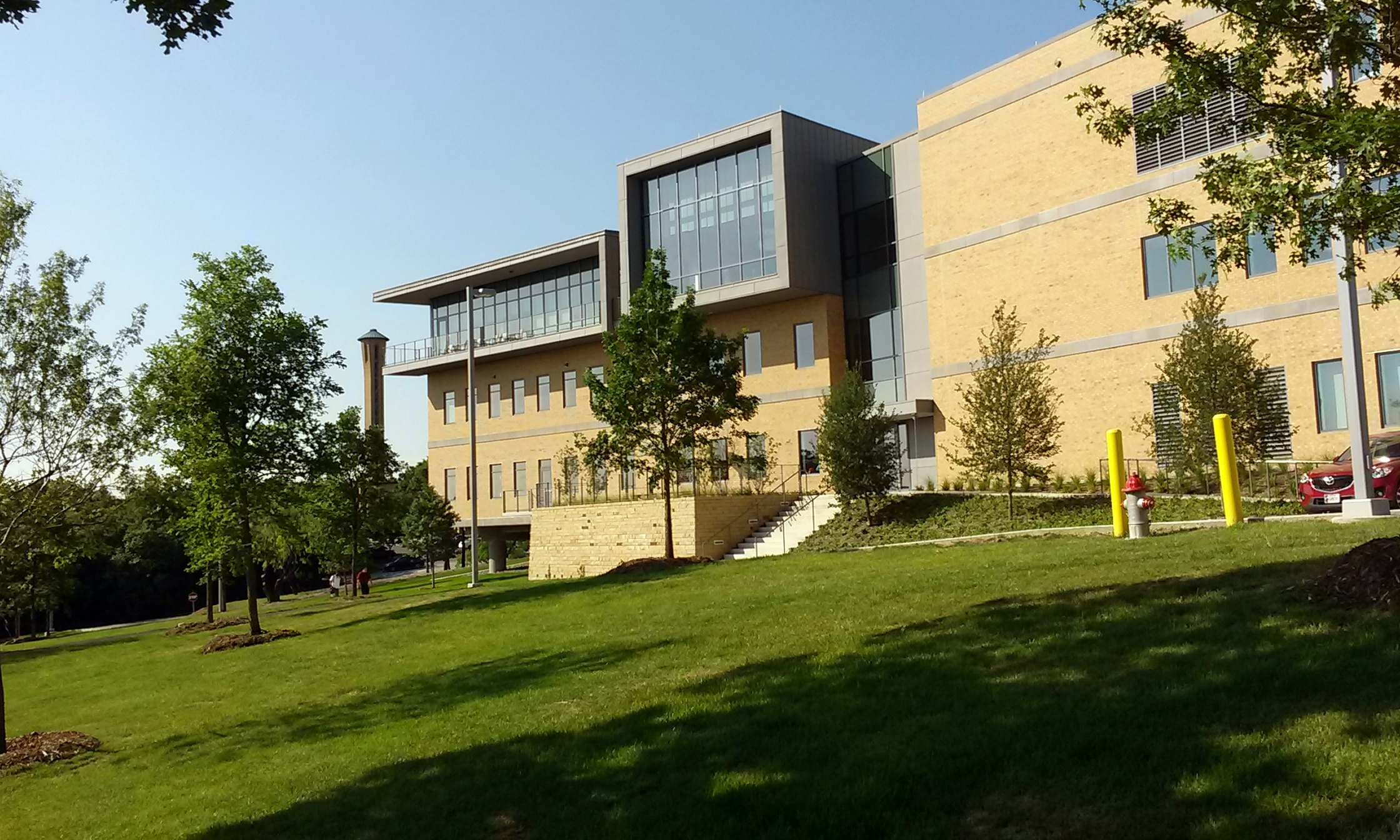
ダラス大学のSBホールとブラニフ・タワー

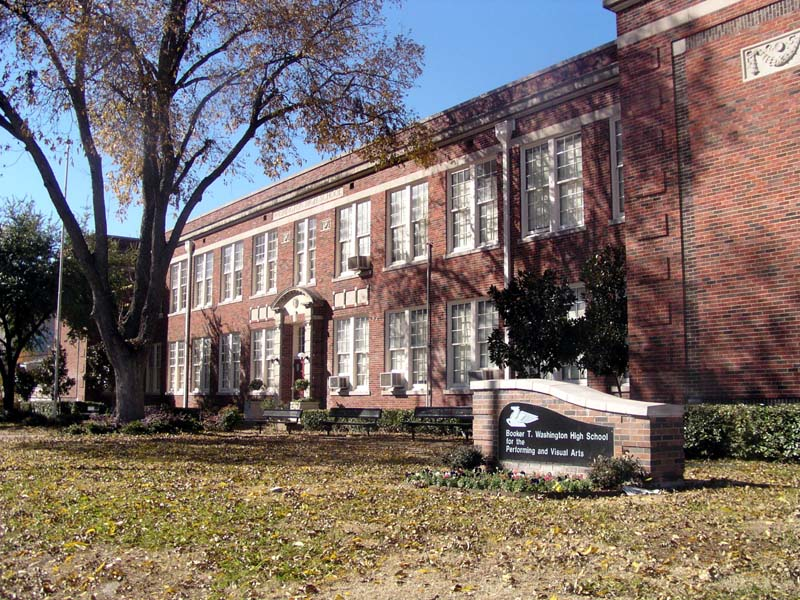
アート地区にあるブッカー・T・ワシントン高校

ダラスには公立学校337校、私立学校89校、大学38校、図書館32館がある。ダラス・フォートワース都市圏で6人のノーベル賞受賞者を輩出した。

### 大学
ダラス地区には多くの大学がある。さらに周辺都市にも大学、職業専門学校、その他教育機関が数多くある。テキサス州議会はダラス郡全域およびキャロルトン・ファーマーズブランチ独立学区をダラス・カレッジ(旧ダラス郡地域学区)と定義している。コリン郡の地域はコリン・カレッジと認定されている。大学およびその近隣を以下に示す。

#### ダラス市境内のカレッジおよび大学
- テキサス大学サウスウェスタンメディカルセンター("UTSW")は、テキサス大学システムの中にあり、サウスウェスタン医療地区のダウンタウン北部にある著名な大学病院で、毎年『USニューズ&ワールド・レポート』誌において研究、臨床双方の部門で全米で上位30位以内にランクインしている[255]。6人のノーベル賞受賞者を輩出し[256]、2019年、『ネイチャー』誌の生物医科学の健康管理機関で世界1位にランクされた[257]。テキサス大学の教育病院は州内の病院上位3位にランクされている[258]。
- テキサス女子大学は、1966年からパークランド記念病院にて看護学校として運営されている。1966年から使用されていた建物に代わり、2011年、T. Boone Pickens Institute of Health Sciences-Dallas Center (IHSD)が専用教育施設としてオープンした。1977年から2011年、ダラス長老派教会病院の作業療法学校も運営されていたが、以降パークランド記念病院のIHSDに統合された[259]。
- ポール・クイン・カレッジは、南東部に位置する私立の歴史的黒人大学である。当初テキサス州ウェーコにあったが、1990年にダラスの別の私立の歴史的黒人大学のビショップ・カレッジの旧校舎に移転した。プロライン社創業者で億万長者の慈善家であるコマー・コトレル・ジュニアがビショップ・カレッジの校舎を買収し、1990年にポール・クイン・カレッジに遺贈し、ダラスで唯一の歴史的黒人大学となった[260]。
- 北テキサス大学ダラス校は、ヒューストン・スクール通り沿いにある[261]。2009年、北テキサス大学ダラス校はダラス市境内で最初の公立大学となった[262]。北テキサス大学システムは、40年以上ぶりの新たな公立法学校としてテキサス州議会およびテキサス高等教育調整局に承認を求めていた。北テキサス大学ダラス校法学校がダウンタウンの旧市役所を基盤とすることを計画していた[263]。
- ダラス・バプティスト大学は、南西部のマウンテン・クリークにある私立の共学大学である。当初はディケーターにあったが、1965年にダラスに移転した[264]。5,600人以上が在籍し[265]、学部、大学院、博士課程で学ぶ。聖書学、ビジネス、音楽の学部が人気である。国民評議会により教員養成課程の質が高いと認められている[266]。英語の知識を深めたい海外からの学生を対象に集中英語教育を行なっている。校舎はツリー・キャンパスUSAと呼ばれ、アメリカ合衆国南西部で最も美しいキャンパスの1つとされている[267]。野球部が度々プレイオフに進出することで全米に知られている。
- ダラス神学校は、福音主義プロテスタントのトップの神学校の1つと認められている。ダウンタウンの3マイル (5 km)東に位置し、2,000人の大学院生が在籍し、12,000人以上が卒業している。
- クリスウェル・カレッジは、ダラス神学校の2ブロック先にある。1970年代初頭、ファースト・バプティスト教会により創立された。
- ダラス・カレッジ(旧ダラス郡地域学区)は、2年制の教育機関で、7つのキャンパスがダラスおよび周辺都市にある。

#### ダラス郡のカレッジおよび大学
- 南メソジスト大学は、ダラス市内のハイランド・パークの北にある独立都市であるユニバーシティ・パークにある私立の共学大学である。1911年に南メソジスト教会により創立され、現在R・ジェラルド・ターナーにより運営されている。『USニューズ&ワールド・レポート』誌などによると、ダラス・フォートワース都市圏における学部課程で最高の大学であり、テキサス州で3番目に優れた大学である[268]。
- テキサス大学ダラス校は、テキサス大学システムの一部である。ダラスのダウンタウンから北に約15マイル (24 km)のリチャードソンのテレコム・コリドーの中心部に位置する。カーネギー教育振興財団により、高度な研究活動の博士課程の大学としてR1またはTier-1に認定されている。『タイムズ・ハイアー・エデュケーション』誌による創立50年以内の大学を対象としたランキングで2013年と2015年は3位、2017年は1位、2019年は2位となった[269]。テキサス大学サウスウェスタンメディカルセンターと多くの共同研究を行なっている。
- ダラス大学は、アーヴィングにあり、プロテスタントが大多数のダラス・フォートワース都市圏にある少数派のローマカトリック教の大学である。大聖アルベルト・ドミニコ会小修道院、ホーリー・トリニティ神学校がキャンパス内にあり、シトー会男子修道会、シトー会プレパラトリー・スクールがキャンパス北の州道114号線を越えた所に位置する。幼稚園から12年生までのLegionary学校であるハイランド・スクールはキャンパスのすぐ西にあり、ジョギング・トレイルで繋がっている。宗教研究の中心部として、シトー会男子修道院はスコラ学理論の研究で知られている。
- ダラス・カレッジ・エル・セントロ校は、ダウンタウンに位置し、ダラス郡コミュニティカレッジ地区(DCCCD)の旗艦施設となっている。1966年に開校し、1万人以上が在籍している。DCCCDの最初のカレッジで、看護学を学ぶことができ、ダラス地区の複数の一流の病院と関係を確立している。食品&ホスピタリティ・プログラムを学ぶことができるDCCCD唯一のキャンパスであり、ファッション・デザインおよびファッション・マーケティングのプログラムで名高い[270]。

#### 大学研究センター
- テキサスA&Mダラス研究教育センター[271]

#### 近隣のカレッジおよび大学
- テキサス大学アーリントン校
- 北テキサス大学 - デントン
- テキサス女子大学 - デントン
- タールトン州立大学 - フォートワース
- フェニックス大学 - ダラス、アーヴィング、プレイノ、アーリントン、ハースト、シーダー・ヒル
- ダラス・クリスチャン・カレッジ - ファーマーズ・ブランチ
- アーリントン・バプティスト・カレッジ
- コリン・カレッジ - コリン郡
- レミントン・カレッジ - ガーランド、フォートワース
- テキサスクリスチャン大学
- テキサス・ウェスレイヤン大学
- 北テキサス大学健康科学センター - フォートワース
- オースティン・カレッジ - シャーマン
- テキサスA&M大学 - コマース
- サウスウェスタン・アッセンブリーズ・オブ・ゴッド大学 - ワクサハチー近く
- ナヴァロ・カレッジ - コーシカナ
- タラント郡カレッジ - タラント郡

### 小学校および中学校
ダラス市に住む人々のほとんどがアメリカで12番目、テキサス州で2番目に大きな学区であるダラス独立学区(DISD)に位置する。この学区は市から独立して運営され、161,000人以上の生徒が在籍している。2003年現在、幼稚園から12年生までの生徒の大多数が在籍し、非ヒスパニック白人でない生徒の数が多くなっている。この地区のマグネット・スクールの1つでオーク・クリフにあるスクール・フォー・ザ・タレンテッド&ギフテッドは『ニューズウィーク』誌の全米のベスト公立学校に2012年から2016年の5年連続など度々選出されている。またサイエンス&エンジニアリング・マグネットも同誌のランキングのトップ10に度々入賞している。他にヒルクレスト高校、W.T.ホワイト高校、ウィリアムズ・プレパラトリー、ウッドロウ・ウィルソン高校も同誌のランキングに入ったことがある。2005年、ウッドロウ・ウィルソン高校は地元誌『Dマガジン』によりトップ総合高校に選出された。
ダラスの一部はキャロルトン・ファーマーズ・ブランチ、コペル、ダンカンヴィル、ガーランド、ハイランド・パーク、メスキート、プレイノ、リチャードソンなど他の学区にも広がっている。プレイノとリチャードソンの学区はダラス市の公立学校生徒のうちダラス独立学区以外の生徒が最も多い。かつてダラス南部にウィルマー・ハッチンズ独立学区があったが、2005年度に終了し、生徒たちはダラス独立学区の他の学校に通学した。その後テキサス教育局はウィルマー・ハッチンズ独立学区をダラス独立学区に合併させた。
以前はダラス独立学区を含めダラス郡の学区の多くが行政機関Dallas County Schoolsに属していた。このシステムはバスや他の交通機関、大規模なメディア・ライブラリーへのアクセス、技術サービス、教育とコミュニティの統合、職員への教育を提供していた。

#### 私立学校
ダラスおよび近郊に多くの私立学校がある。これらを以下に示す:
- アルキュイン学校
- ビショップ・ダン・カトリック学校
- ビショップ・リンチ高校
- グリーンヒル学校 - アディソン近く
- ダラス・エピスコパル学校
- ダラス・ファースト・バプティスト・アカデミー
- ハッカデイ学校
- ダラス・イエズス会カレッジ・プレパラトリー・スクール
- ジューン・シェルトン学校
- レイクヒル・プレパラトリー・スクール
- ランプライター学校
- エピスコパル教区学校 - ファーマーズ・ブランチ近く
- テキサス聖マーク学校
- トリニティ・クリスチャン・アカデミー - アディソン近く
- ダラス・ウルスリン・アカデミー
- ウィンストン学校

## メディア

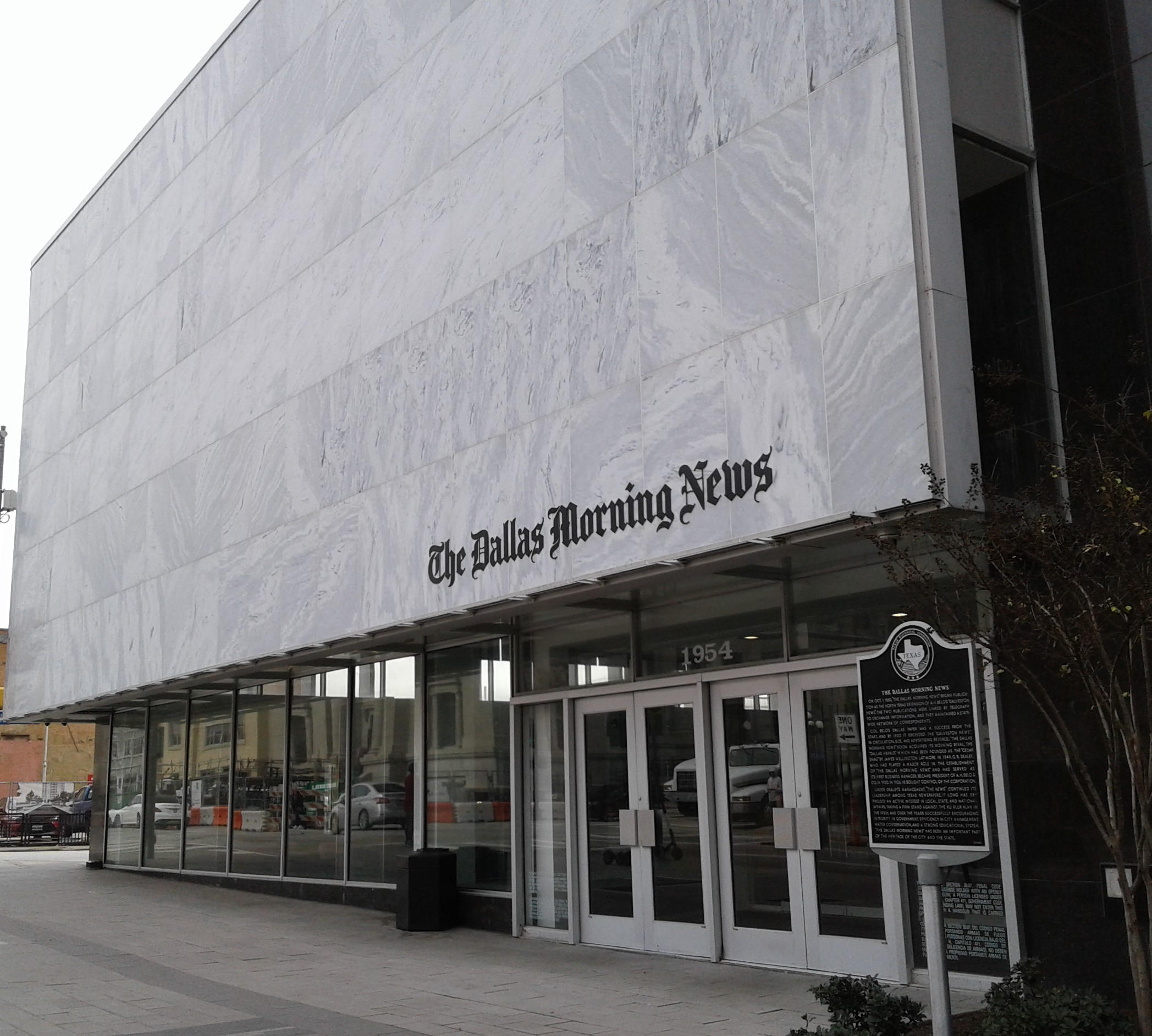
『ダラス・モーニングニュース』紙の本社

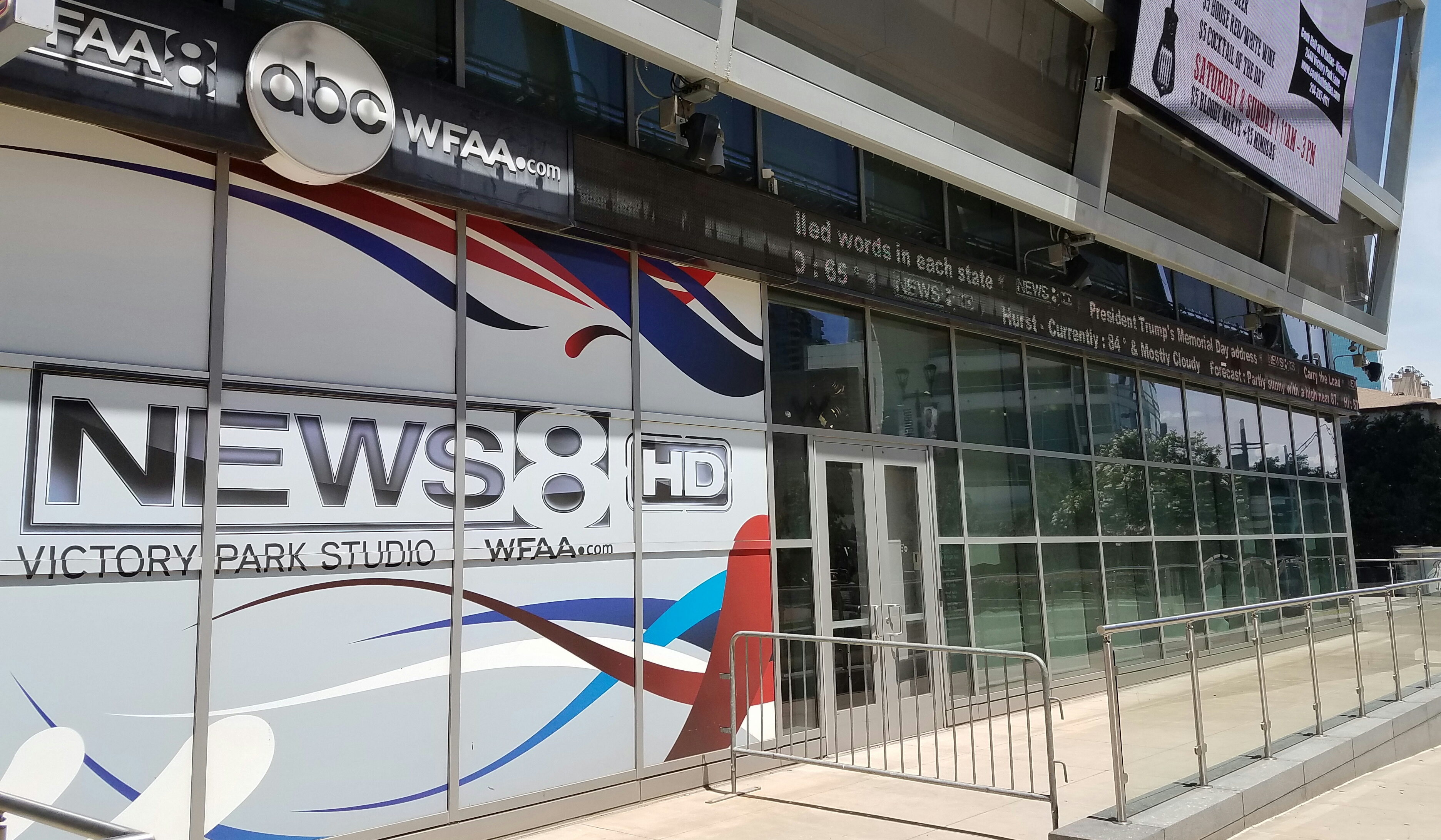
WFAAのサテライト・スタジオ

ダラスにはダラス・フォートワース都市圏を対象とする複数の地元新聞、雑誌、テレビ局、ラジオ局があり、全米で5番目のメディア市場となっている。1885年にAHビーロウが創刊した『ダラス・モーニングニュース』がダラスの主要な日刊紙であり、ビーロウにとっても主要な新聞となっている。
1888年に『ダラス・タイムズ・ヘラルド』紙が創刊されて『ダラス・モーニング・ニュース』の主要な競合紙となっていたが、1991年12月8日、ビーロウが買収して翌日終了させた。またビーロウが出版しているスペイン語日刊紙『アル・ディア』の他、中国語、韓国語、ベトナム語など多くの他言語の新聞が出版されている。
『ダラス・ウィークリー』、『エリート・ニュース』および『ダラス・オブザーバー』、『ノース・テキサス・ジャーナル』は週刊紙である。『ダラス・モーニング・ニュース』も以前は地元ニュースに焦点を合わせた週刊紙『ネイバーズゴー』を毎週金曜日に発行していた。かつて読者は投書をしていたが、現代ではウェブサイトにコンテンツを投稿できる。
『Dマガジン』はダラス・フォートワース都市圏でのビジネス、生活、エンターテイメントについての主要な月刊誌である。観光客は『ホエア・マガジン』、『トラベルホスト』をホテルのフロントや客室で入手することができる。プレイノのような近郊都市にも独自の地方紙がある。また、『ザ・マガジン』は現代アートについて掲載している。
より広く都市圏においては『フォートワース・スター・テレグラム』が他の主要な日刊紙としてフォートワース都市圏の記事を掲載している。また都市圏全域に向けたスペイン語新聞『ラ・エストレラ』が発行されている。ダラス・フォートワース都市圏北部では主にデントン郡やデントン市の記事を扱う『デントン・レコード・クロニクル』が発行されている。
主要なテレビ局の地方局はKDFW 4(FOX)、KXAS 5(NBC)、WFAA 8(ABC)(長年『ダラス・モーニング・ニュース』と共にビーロウが所有していた)、KTVT 11(CBS)、KERA 13(PBS)、KUVN 23(UNI)、KDFI 27(MNTV)、KDAF 33(CW)、KXTX 39(TMD)である。KTXA-21はUPNと提携していたが閉局し、独立放送局となっている。
ラジオ局101局以上が操業されている。ダラス市がWRR 101.1FMを操業してフェア・パークの市役所から放送し、地域の主要なクラシック音楽のラジオ局となっている。1921年に認可された姉妹局WRR-AMはテキサス州最古かつピッツバーグのKDKA-AMに次いで全米で2番目に古い商業ラジオ局である。
高出力クラスA中波局KRLDやWBAPは市の中心部に位置し山岳地帯が近くにないため、夜間はカナダ南部でも受信することができ、アメリカ国内の他の主要な都市圏で放送がダウンした際に緊急放送を行なうこともできる。
メディア・グループのスラヴィック・ヴォイス・オブ・アメリカはダラスのロシア語話者に向けている。スペイン語ラジオ局最大のヒスパニック・ブロードキャスティング・コーポレーション(HBC)はダラスを拠点にしている。2003年、HBCはユニビジョンに買収されてユニビジョン・ラジオになったが、ラジオ局はダラスを拠点としたままとなった。

## インフラ

### 保安

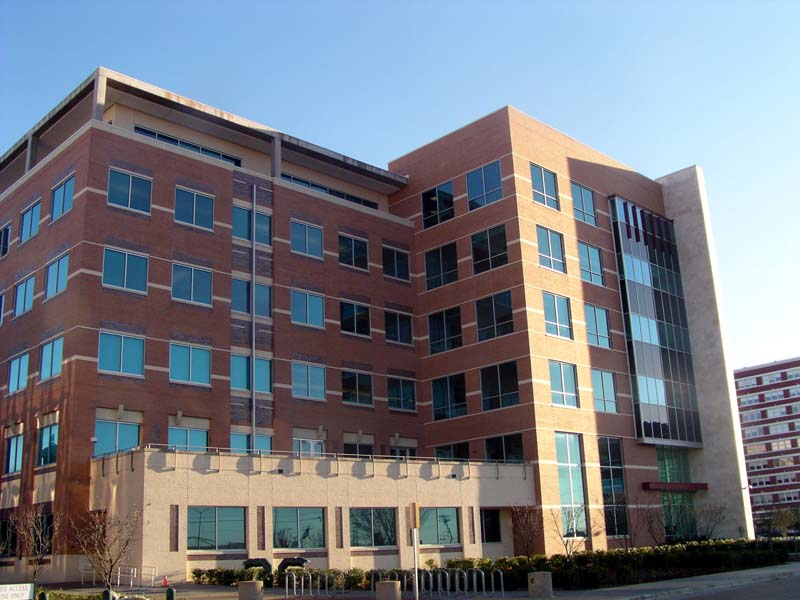
シーダーズにあるダラス市警本部

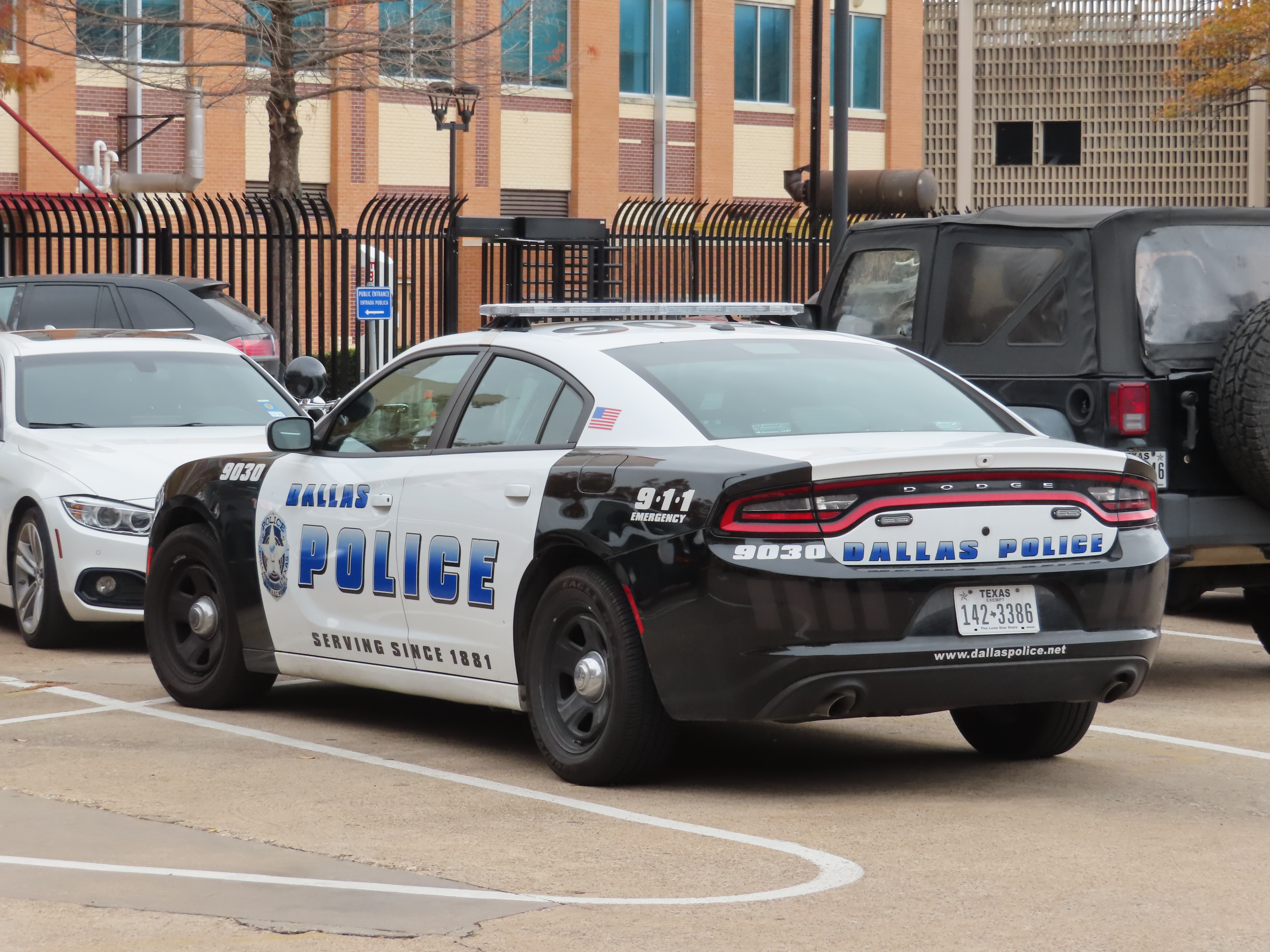
ダラス市警のパトカー

ダラス市警はダラス市内のほとんどの治安維持を担う。エディ・ガルシアが警察署長を務める。本部はダラス南部のシーダーズに位置する。
消防および救急隊はダラス消防救急隊が担う。ドミニク・アルティスが消防救急署長を務める。1907年、フェア・パーク近くのパリー通り沿いにダラス消防博物館が建てられ、消防救急隊が運営している。1892年にマッキニー通りとレナード通りの交差点に建てられた最古の消防署が残っている。当時、消防車隊1号があったが、現在は額縁店となっている。

### 医療
多くの病院や複数の医学研究施設がある。主要な研究所はステモンズ・コリドーにあるダラス医療地区のテキサス大学サウスウェスタンメディカルセンターおよび提携先のテキサス大学サウスウェスタンメディカルスクールである。他にパークランド記念病院、ウィリアム・P・クレメンツ・ジュニア大学病院、チルドレンズ・メディカル・センターがある。
また、市の南部にはダラス退役軍人病院があり、アメリカ合衆国退役軍人省による全米の退役軍人に処方薬を通販で供給する統合郵便外来薬局(CMOP)を所有している。
その他にもダラス東部のベイラー大学メディカルセンター、オーク・クリフのメソディスト・ダラス・メディカルセンター、ダンカンヴィル近くのメソディスト・チャールトン・メディカルセンター、ダラス北部のメディカル・シティ・ダラス病院および長老派教会病院、オーク・ロウンのテキサス・スコティッシュ・ライト子供病院などがある。

### 公共施設
ダラス水道局が複数のごみ処理場を操業し、貯水池から水を引いている。ストリーム・エナジー、シロ・エナジー、オンコー・エレクトリック・デリバリーなど複数の企業が市の電気システムを維持し、これらの親会社のエナジー・フューチャー・ホールディングの本社がダラス市内にある。
公衆衛生局により毎週ごみ収集およびリサイクルを行なっている。AT&T、タイム・ワーナー・ケーブル、ベライゾンFiOSなどの企業により電話回線網、ブロードバンド・インターネット、ケーブルテレビの供給を受けることができる。

## 交通機関

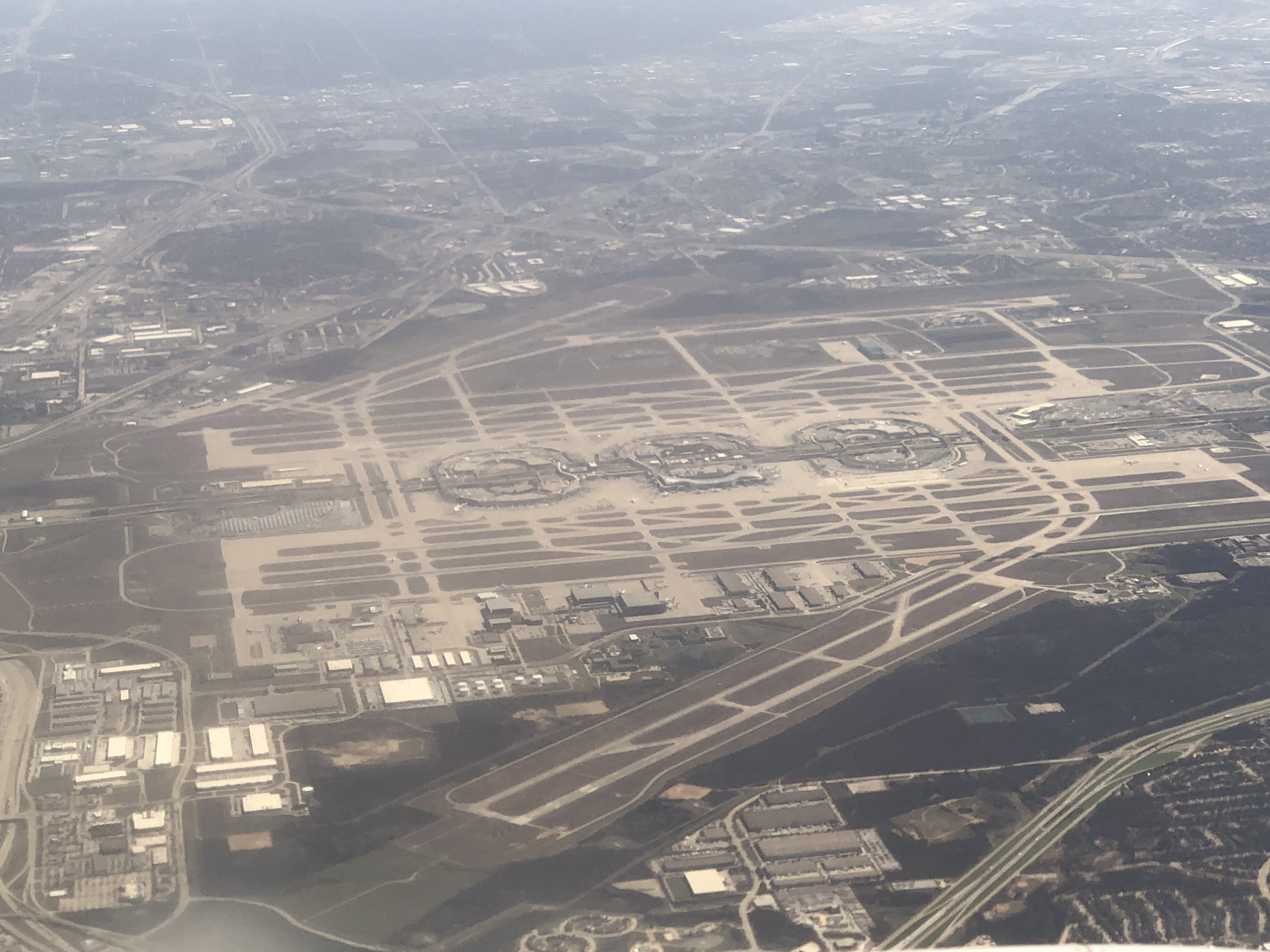
ダラス・フォートワース空港

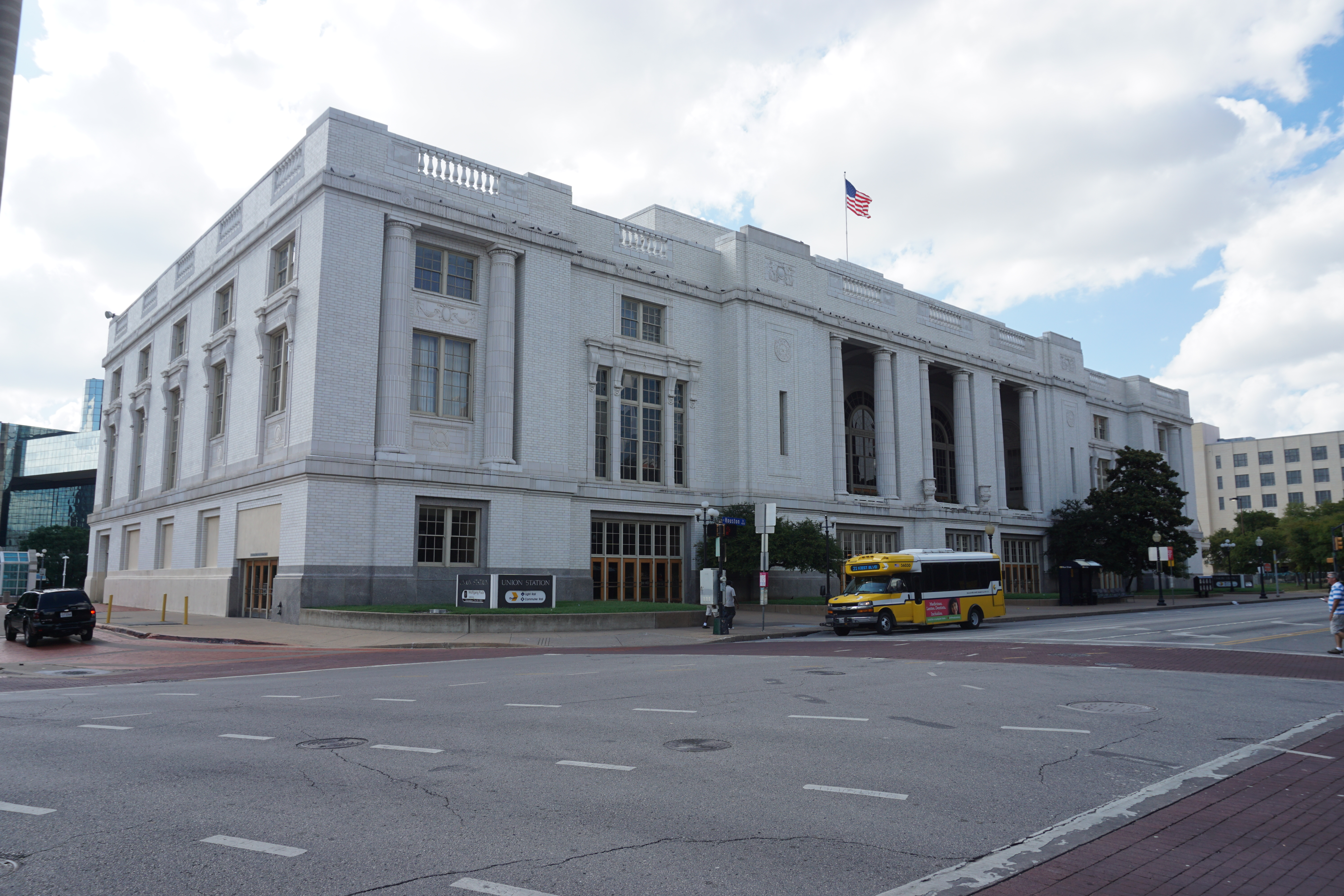
ダラス・ユニオン駅

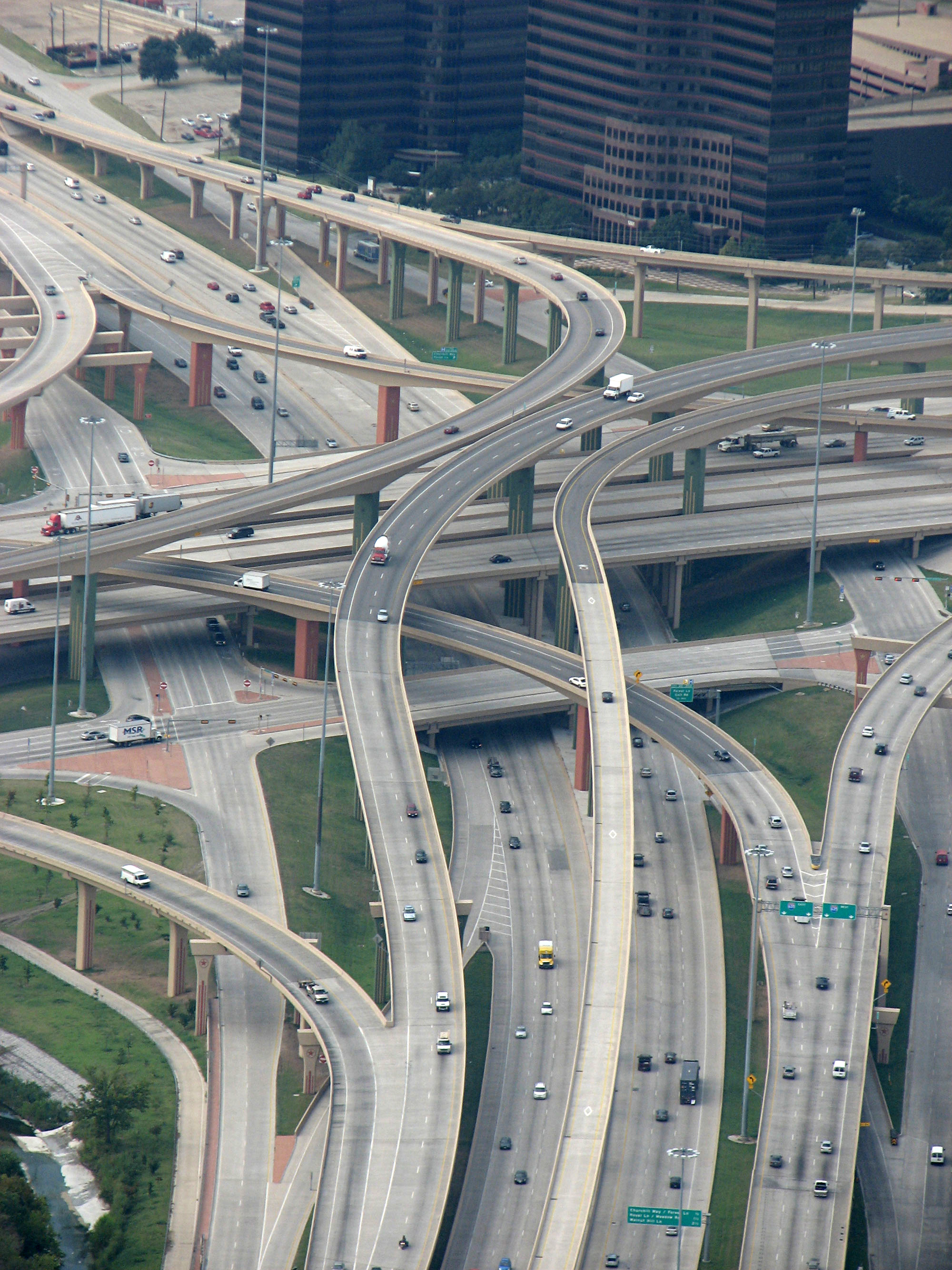
セントラル・エクスプレスウェイおよびハイ・ファイヴ・インターチェンジとして知られる州間高速道路635号

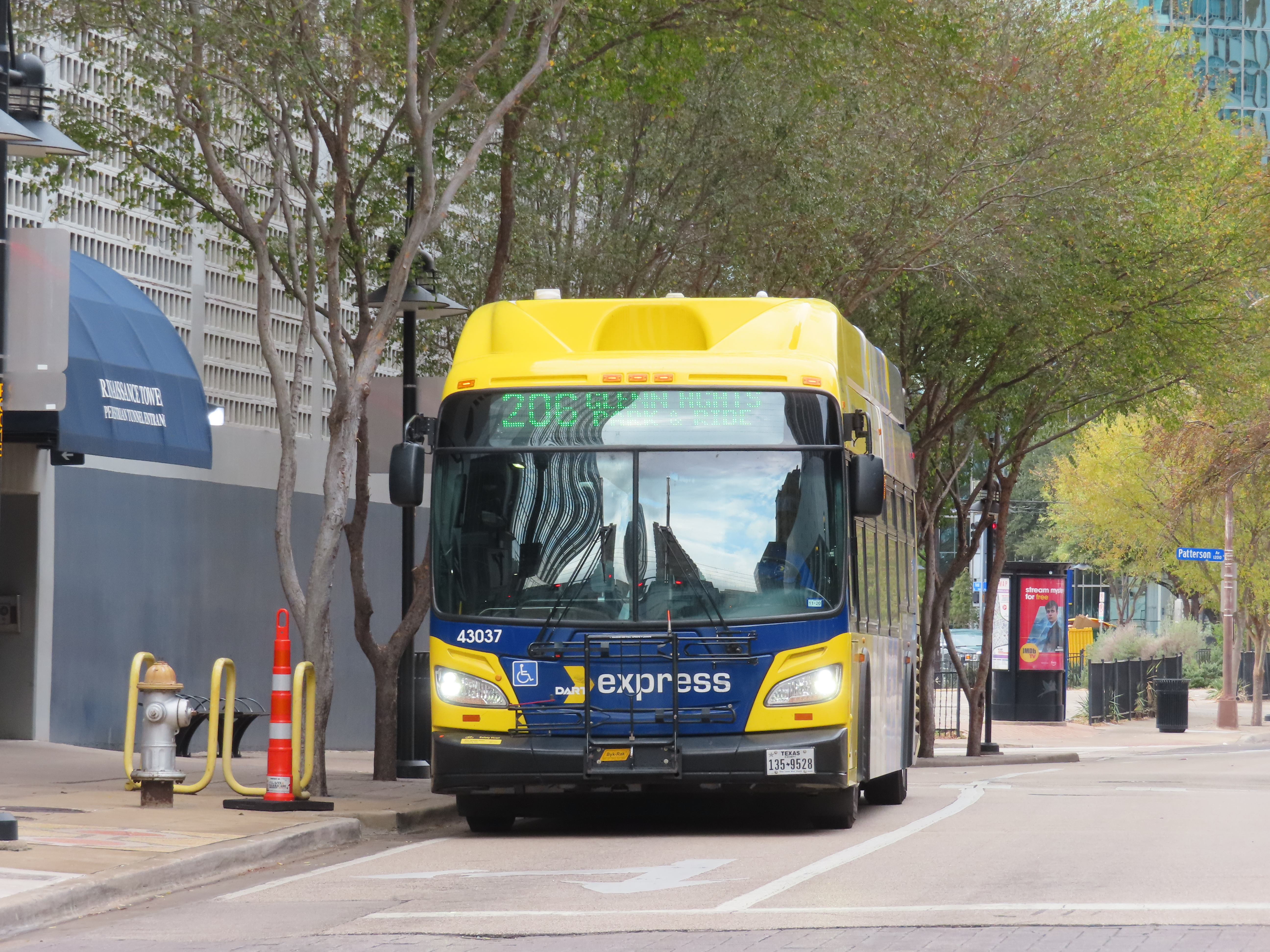
DART(ダート)と呼ばれるダラス高速運輸公社のバス

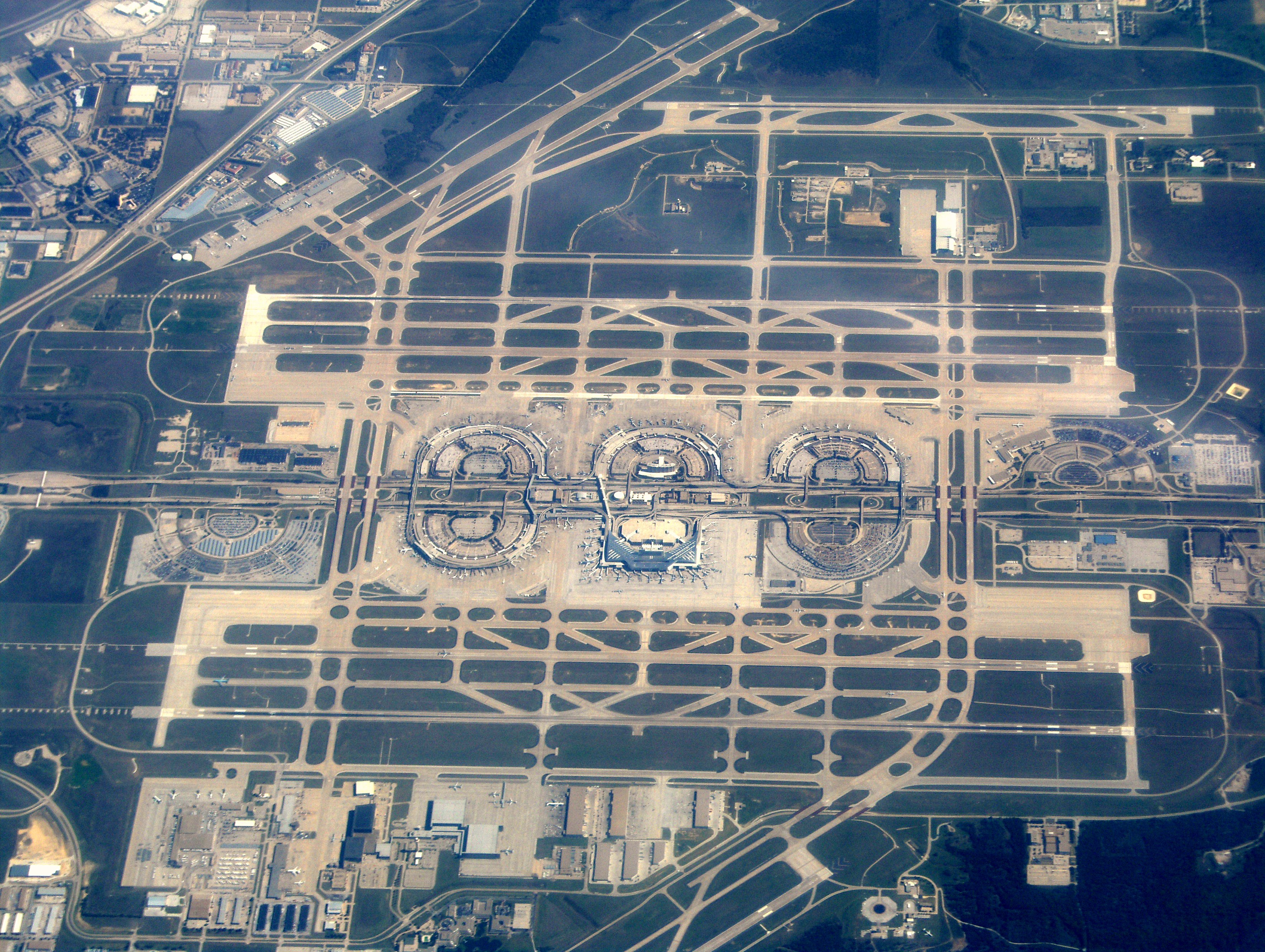
2020年、ダラス・フォートワース国際空港は世界最多旅客数となった。

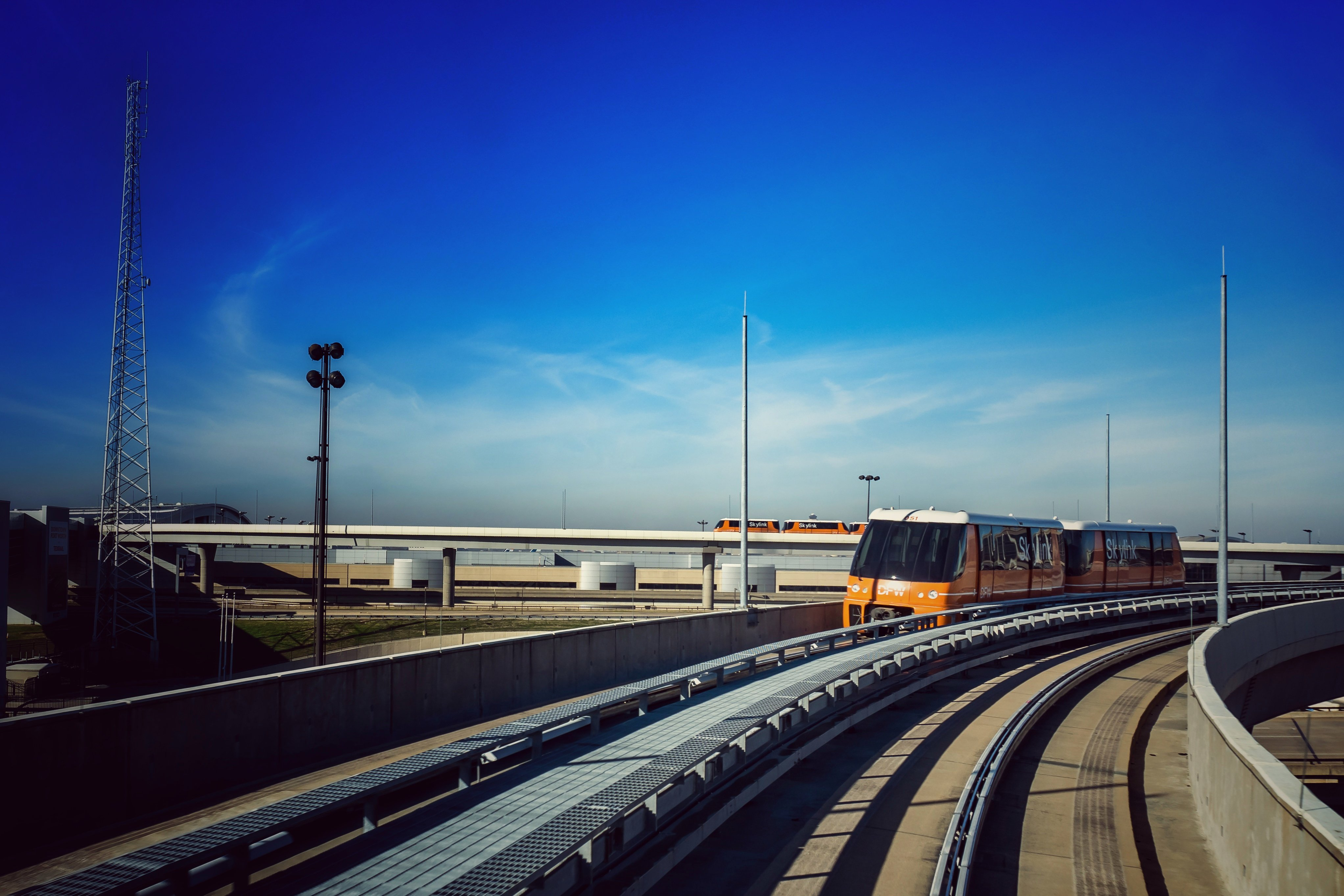
DFWスカイリンク

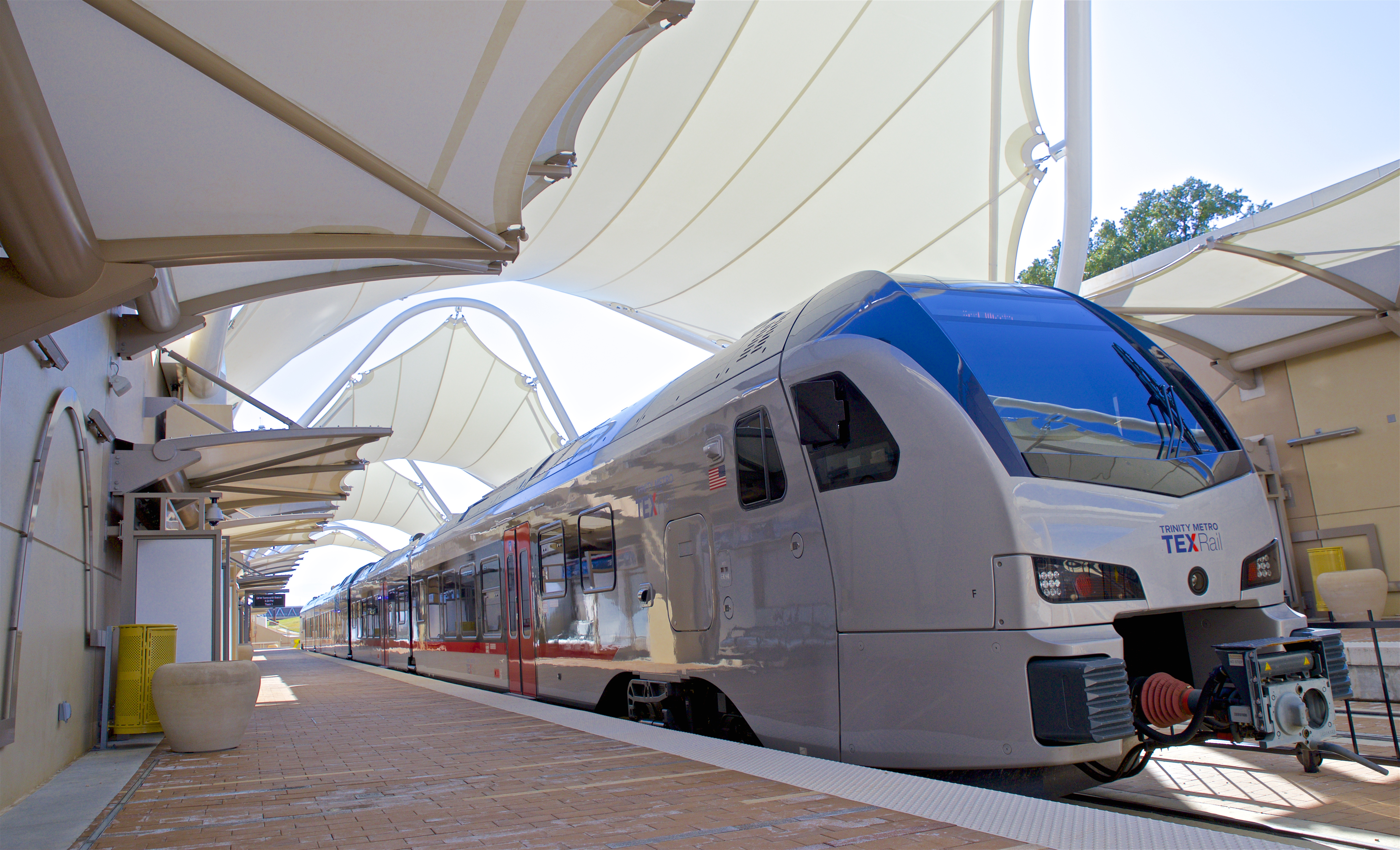
TEXレイル

アメリカの他の多くの主要都市と同様、車が主要な交通手段であるが、ライトレール、通勤鉄道、自転車レーン、幅広い歩道の建築、トロリーやバスのシステムの構築など代替手段も増えてきている。2011年、ウォーク・スコアにより全米50の大都市のうちダラスは最も歩きやすい都市23位にランク付けされた。
2009年の調査によると、ダラスの通勤者の78.5%が1人で車通勤で、10.7%がカープール、3.9%が乗り換え、1.9%が徒歩、1%が自転車通勤であった。2015年のアメリカン・コミュニティ・サーベイの調査によると、ダラスの通勤者の75.4%が1人で車通勤で、12.8%がカープール、3.5%が乗り換え、1.9%が徒歩、2%が自転車通勤であった。
ダラス市は車なし世帯の割合が平均より高い。2015年、ダラスの世帯の10.2%が車を持たず、2016年には9.1%に減少して全米平均の8.7%より高かった。2016年、1世帯につき1.59台の車があり、全米平均の1.8台より低い。

### 高速道路および有料道路
ダラスは州間高速道路20号線、30号線、35号東線、45号線の4本の主要な州間高速道路が合流している。ダラス地域の幹線道路システムは荷馬車の車輪のような形をした一般的なハブ・アンド・スポーク・システムを採用している。市の中心部を起点として、ダウンタウンの周りを環状道路が囲み、ダウンタウンの10マイル (16 km)外側を州間高速道路635号線が囲み、最終的にジョージ・ブッシュ大統領有料高速道路に繋がる。
これらの環状道路の内側はループ12号線やベルト・ライン・ロードのようにブールヴァ―ドやパークウェイのような環状道路がある。ダウンタウンの45マイル (72 km)外側のコリン郡に別の環状道路が計画されている。
ダウンタウンの環状高速道路から放射線状に州間高速道路30号線、35号東線、45号線、アメリカ国道75号線、77号線、175号線、州支線道路366号線、ダラス北有料道路、州道114号線、国道80号線、67号線が走る。市の周りの他の主要な幹線道路は州道183号線、州支線道路408号線がある。
近年、ハイ・ファイヴ・インターチェンジのあるリンドン・B・ジョンソン・フリーウェイ(州間高速道路635号線)およびセントラル・エクスプレスウェイ(アメリカ国道75号線)のインターチェンジが完成した。5層構造のインターチェンジの1つで、全米でも最大のインターチェンジの1つである。
ダラス・フォートワース都市圏の高速道路および有料道路を以下に示す。
- 州間高速道路20号線
- 州間高速道路30号線
- 州間高速道路35号東線（英語版）
- 州間高速道路35号西線（英語版）
- 州間高速道路45号線
- 州間高速道路635号線（英語版）
- 州間高速道路820号線（英語版）
- 国道67号線
- 国道75号線
- 国道77号線
- 国道80号線
- 国道175号線
- 国道287号線
- 州道114号線
- 州道121号線
- 州道161号線
- 州道183号線
- 州道190号線（ジョージ・ブッシュ大統領有料高速道路の無料側道）
- 州道360号線
- ループ12号線
- 州支線道路366号線（Woodall Rodgers 高速道路）
- 州支線道路408号線
- 州支線道路482号線
- ダラス北有料道路
- ジョージ・ブッシュ大統領有料高速道路（この側道はテキサス 190と表示されている）
- サム・レイバーン有料道路
- チズム・トレイル・パークウェイ

### 空港
- ダラス・フォートワース国際空港

アメリカン航空のハブ空港。全米屈指の巨大空港である。
- ダラス・ラブフィールド空港

サウスウエスト航空の本拠地である。
ダラスにはダラス・フォートワース国際空港とダラス・ラブフィールド空港の2つの商業空港がある。これらに加え、市内にはダラス・ラブフィールド空港と共に市有の航空施設となっているゼネラル・アビエーション向けに運営されているダラス・エグゼクティブ空港（Dallas Executive Airport 旧名：Redbird Airport）とダラス・ヘリポートが存在する。この他近隣のアーリントン、フォートワース、アディソン、グランドプレーリー、マッキニー、メスキート、ランカスター等にゼネラル・アビエーションに用いられる空港が点在している。ダラス北部のアディソンにあるアディソン空港も同様の機能を持つ。ダラスより35マイル (56 km)北のマッキニーに2つのゼネラル・アビエーション空港があり、都市圏西部のフォートワースにも2つの空港があり、北部のアライアンス空港はダラス・フォートワース都市圏やゼネラル・アビエーション施設への貨物の中継地点となる。
ダラス・フォートワース国際空港はフォートワースのダウンタウンとダラスのダウンタウンのやや北にほぼ等間隔に位置する。ダラス・フォートワース国際空港の広さは州最大、全米で2番目、世界で9番目の規模であり、ニューヨーク州のマンハッタンの島より大きい。旅客数では州最大、全米で4番目、世界で11番目の規模である。世界最大のアメリカン航空の本社がダラス・フォートワース国際空港から1マイル (1.6 km)以内に位置する。ダラス・ラブフィールド空港がダラスのダウンタウンの約6マイル (10 km)北東にあり、全米最大の国内航空会社であるサウスウエスト航空の本社がある。

### 鉄道
ユニオン駅 はサウス・ヒューストン・ストリート400にある。アムトラックのシカゴとサンアントニオ間を結ぶ夜行長距離列車テキサス・イーグル号が1日1往復運行し、ロサンゼルスに週に1往復運行する。また、ダラスの近郊鉄道の中心駅となっており、通勤鉄道のトリニティ・レイル・エクスプレスやダラス近郊の輸送を担うダラス高速運輸公社（DART）のレッドライン 、ブルーライン が乗り入れている。

### 公共交通機関
ダラス高速運輸公社（DART）はダラス地域の公共交通機関であり、通勤および通学などにライトレール、通勤鉄道、路面電車、バス、HOVレーンを供給している。

#### ライトレール
1996年開業。総延長150km、64駅、レッドライン 、ブルーライン 、グリーンライン、オレンジラインの4路からなり、全米最大のライトレール・システムとなっている。

#### 通勤鉄道
ダラスとフォートワースを結ぶ通勤鉄道のトリニティ・レイル・エクスプレスも乗り入れている。トリニティ・レイル・エクスプレスの終点はユニオン駅とT&P駅である。
フォートワースのトリニティメトロによって運行されるTEXレイルはダラス・フォートワース国際空港とフォートワースを結ぶ通勤鉄道路線である。
Aトレインスはキャロルトンやプレイノ等のダラス北部を運行している路線で2011年に開通。
2025年にはダラスの新たな通勤鉄道としてダラス高速運輸公社によってシルバーラインが運行開始される。

#### 路面電車
2009年8月、地域交通協議会はダラスとフォートワースのトロリー・プロジェクトのために連邦政府に9,600万ドルを求めることに同意した。オーク・クリフ交通局はダウンタウンのユニオン駅 とダラス・コンベンション・センターを繋ぎ、ヒューストン・ストリート高架橋を通りオーク・クリフ、メソディスト・メディカルセンター、ビショップ・アート地区へ向かう路面電車の構想を牽引した。
2010年2月、ダラス路面電車計画の予算5,800万ドルのうち、2,300万ドルのTIGER助成金を獲得した。ユニオン駅に隣接してダラス・ストリートカーの電停があり、乗り換えができる。

## 主な超高層ビル

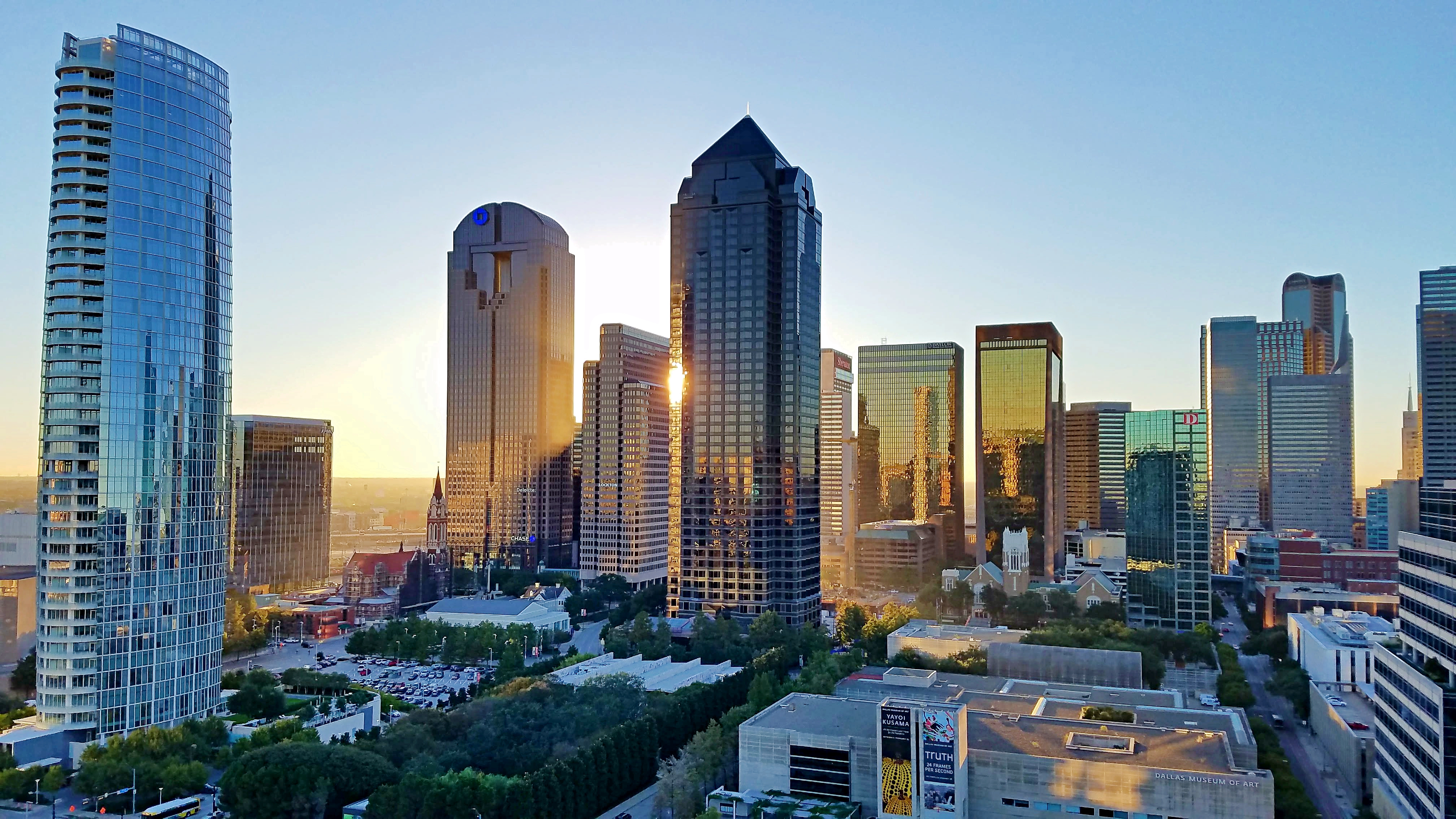
アーツ・ディストリクト（英語版）

| 構造上の高さ 1. バンク・オブ・アメリカ・プラザ - 921フィート（281m） 2. ルネサンス・タワー - 886フィート（270m） 3. バンクワン・センター - 787フィート（240m） 4. JPモルガン・チェース・タワー - 738フィート（225m） 5. ファウンテン・プレイス - 720フィート（219m） | 屋根の高さ 1. バンク・オブ・アメリカ・プラザ - 921フィート（281m） 2. バンクワン・センター - 787フィート（240m） 3. JPモルガン・チェース・タワー - 738フィート（225m） 4. ファウンテン・プレイス - 720フィート（219m） 5. ルネサンス・タワー - 710フィート（216m） |

## 著名な出身者
- ダレル・アーサー - バスケット選手
- テックス・アヴェリー - アニメーター
- ジェフ・アグース - スイス系アメリカ人のサッカー選手
- ジェンセン・アクレス - 俳優
- エイミー・アッカー - 女優
- トロイ・エイクマン - NFL選手、スポーツキャスター
- ラマーカス・オルドリッジ - バスケット選手
- トニー・バティ - バスケット選手
- エリカ・バドゥ - 歌手
- アーニー・バンクス - アメリカ野球殿堂入り
- バーバラ・ピアース・ブッシュ  - ジョージ・W・ブッシュの長女
- ジェンナ・ブッシュ - ジョージ・W・ブッシュの次女
- レックス・ブラウン - ミュージシャン
- チャーリー・ブラックモン - 野球選手
- ドイル・ブラムホール2世 - ギタリスト、歌手、作曲家
- ドリュー・ブリーズ - フットボール選手
- エディ・ブリケル - 歌手
- トロイ・ベイカー - 歌手、ミュージシャン、声優
- ジェリー・ベイリー - アメリカ競馬殿堂入り
- ロビー・ベンソン - 俳優
- ヴィニー・ポール - ミュージシャン
- クリス・ボッシュ - バスケット選手
- ジーナ・カラーノ - ムエタイ選手、総合格闘家、女優
- アニー・クラーク - ミュージシャン
- ラムゼイ・クラーク - アメリカ合衆国司法長官
- ケリー・クラークソン - シンガーソングライター
- マーク・キューバン - 実業家、起業家、ダラス・マーヴェリクスのオーナー
- ビーブ・ダニエルズ - 映画初期のスター
- リンダ・ダーネル - 女優
- サミュエル・D・ディーレイ - 第二次世界大戦栄誉章受賞者
- ダイムバッグ・ダレル - ギタリスト、ソングライター
- モーガン・フェアチャイルド - 女優
- マイルズ・フィッシャー - 女優
- レッド・ガーランド - ジャズ・ピアニスト
- レイン・ギャリソン - 俳優
- メリンダ・ゲイツ - 慈善家、ビル・ゲイツの元妻
- セレーナ・ゴメス - 歌手
- オマール・ゴンサレス - サッカー選手
- AJ・グリフィン - バスケット選手
- ブラッド・ホーキンス - 俳優
- ドン・ヘンリー - ミュージシャン
- グラント・ヒル - バスケット選手
- ドク・ホリデイ - ガンマン、ギャンブラー、歯学博士
- ライアン・ハンター＝レイ - インディカー・ドライバー
- エマーソン・ハインドマン - サッカー選手
- ヴァニラ・アイス - ラッパー
- ブラインド・レモン・ジェファーソン - ミュージシャン
- マイケル・ジョンソン - 金メダリスト
- ニック・ジョナス - 歌手
- アレックス・ジョーンズ - 保守派ラジオ司会者
- ケイレブ・ランドリー・ジョーンズ - 俳優
- ノラ・ジョーンズ - 歌手
- クリスチャン・ケイン - 俳優
- タイ・ケリー - 野球選手
- クレイトン・カーショウ - 野球選手
- ジャック・キルビー - ノーベル賞受賞者
- チョンハ - I.O.I元メンバー
- フレディ・キング - ミュージシャン
- ロナルド・カーク - 政治家
- トム・ランドリー - ダラス・カウボーイズ初代ヘッドコーチ
- リル・トゥイスト - ラッパー
- リサ・ローブ - 歌手
- トリニ・ロペス - 歌手
- デミ・ロヴァート - シンガーソングライター、女優
- ピーター・マクニコル - 俳優
- ジェーン・マンスフィールド - 女優
- フィル・マグロー - 医師、テレビ司会者
- ケヴィン・マクヘイル - 俳優
- ジュディス・マクノート - 小説家
- ミートローフ - ミュージシャン
- レイトン・ミースター - 女優
- C・J・マイルズ - バスケット選手
- エリザベス・ミッチェル - 女優
- 水原希子 - 歌手、女優
- マイク・モダノ - ホッケー選手
- キース・モアランド - 野球選手
- グレン・モーシャワー - 俳優
- カイル・マラー - 野球選手
- ミッチェル・ムッソ - 俳優
- ルブライアン・ナッシュ - バスケット選手
- トレイシー・ニーダム - 女優
- マイク・ネスミス - ミュージシャン
- イゴール・オルシャンスキー - フットボール選手
- リー・ハーヴェイ・オズワルド - ケネディ暗殺容疑者
- ボニー・パーカー - ボニーとクライド
- コリー・ペイビン - プロゴルファー
- パイパー・ペラーボ - 女優
- ロス・ペロー - 実業家、大統領選候補者
- ライアン・プレスリー - 野球選手
- スティーヴ・レイルズバック - 俳優
- ジュリアス・ランドル - バスケット選手
- リアン・ライムス - 歌手
- デニス・ロッドマン - バスケット選手
- デビー・ライアン - 女優、歌手
- マーク・サリング - 俳優
- スターク・サンズ - 俳優
- ディオン・サンダース - フットボール選手
- ボズ・スキャッグス - ミュージシャン
- マシュー・シルバーマン - タンパベイ・レイズ球団社長
- アシュリー・シンプソン - 歌手
- ジェシカ・シンプソン - 歌手
- エリオット・スミス - 歌手
- アーロン・スペリング - テレビプロデューサー
- エロール・スペンス・ジュニア - ボクシング世界チャンピオン
- ジョーダン・スピース - プロゴルファー
- マシュー・スタッフォード - フットボール選手
- ロジャー・ストーバック - フットボール選手
- スティーヴン・スティルス - ミュージシャン
- スライ・ストーン - 歌手
- テリー・サザーン - 作家
- ノア・シンダーガード - 野球選手
- シャロン・テート - 女優
- スティーヴン・トボロウスキー - 俳優
- ジョン・タワー - 政治家
- リー・トレビノ - ゴルファー
- アッシャー - 歌手、エンタテイナー
- カマル・ウスマン - 総合格闘家
- ジミー・ヴォーン - ミュージシャン
- スティーヴィー・レイ・ヴォーン - ミュージシャン
- T-ボーン・ウォーカー - ミュージシャン
- トラヴィス・ウィリン - 声優
- ルーク・ウィルソン - 俳優
- オーウェン・ウィルソン - 俳優
- ロビン・ライト - 女優
- クリス・ヤング - 野球選手
- 新川帆立 - 小説家、弁護士

## 姉妹都市および友好都市
ダラス市は世界中で姉妹都市および友好都市関係を結んでいる。これらの関係はダラスと国際社会との関係を築き強固にするものである。これによりダラスと海外の市町村との文化理解の促進、経済発展の活性化により自治体レベルで国際協力の構築を目指す。

### 姉妹都市
ダラスの姉妹都市を以下に示す。
| - オーチョ・リオス（ジャマイカ） - キルクーク（イラク） - サラトフ（ロシア） - 仙台市（日本） - ディジョン（フランス） - 天津市（中国） | - バレンシア（スペイン） - ブルノ（チェコ） - モンテレイ（メキシコ） - リガ（ラトビア） - 台北市（台湾） |

### 友好都市
ダラスの友好都市を以下に示す。
- 大連市（中国）
- 南京市（中国）
- 青島市（中国）